# Huelgoat
Le Huelgoat redirige ici.
Huelgoat (nom officiel) ou Le Huelgoat (nom usuel) (prononcé [(lə) yɛlgwat]), en breton : An Uhelgoad, est une commune française dans le département du Finistère, en région Bretagne, en plein cœur de l'Argoat. Huelgoat est un ancien chef-lieu de canton, et est aussi membre de Monts d'Arrée Communauté ainsi que du parc naturel régional d'Armorique.
En 2019, la commune a obtenu le label « Communes du patrimoine rural de Bretagne » pour la richesse de son patrimoine architectural et paysager.

## Géographie

### Situation
La commune de Huelgoat est située en Argoat, dans la région naturelle des Monts-d'Arrée. Sur le plan historique, elle appartient à la Cornouaille. Le bourg de Huelgoat se trouve à vol d'oiseau à 16 km au nord-ouest de Carhaix-Plouguer, à 25 km au sud de Morlaix, à 48 km au nord de Quimper, à 55 km à l'est de Brest et à 156 km à l'ouest de Rennes.
| La Feuillée | Berrien  |                  |
| Brennilis   | Huelgoat | Locmaria-Berrien |
|             | Plouyé   |                  |

### Relief et paysage
Le bourg de Huelgoat est située à une altitude de 175 mètres, au fond la vallée de la Rivière d'Argent, un affluent de l'Aulne qui prend sa source dans les Monts d'Arrée tout proches.
| - Carte topographique de la commune de Huelgoat. |

### Cadre géologique

Carte géologique du Massif armoricain.

Le massif granitique de Huelgoat est situé au nord-ouest du bassin de Châteaulin-Carhaix qui correspond à la terminaison occidentale du synclinorium médian armoricain. Au niveau de la bordure de ce synclinorium, la région d'Huelgoat forme, au sein d'un anticlinal, un affleurement granitique dû à l'érosion des anciens terrains sédimentaires qui le recouvraient. Géologiquement, le granite à cordiérite caractéristique de la région du Huelgoat est une roche plutonique : sa mise en place suggère une montée diapirique unique (à la manière d'une montgolfière) datant de l'orogénèse hercynienne de trois unités granitiques qui se sont différenciées en profondeur, d'où la formation de trois unités concentriques : granite du Cloître (granite gris-bleuté à grain moyen, caractérisé par la présence de feldspaths porphyroïdes disséminés et de cordiérite bleu-violet sporadique), granite de Huelgoat s.s. (monzogranite porphyroïde à biotite et cordiérite), granite de La Feuillée (monzogranite grossier, à biotite, passant vers l'est au niveau de Berrien à un granite à deux micas). Ces unités sont recoupées par des filons de leucogranites. Le magma est remonté jusqu'à trois ou quatre kilomètres de profondeur où il s'est refroidi à travers les couches (roches sédimentaires) dévoniennes qui ont cristallisé dans le cadre d'un métamorphisme de contact, (schistes à cristaux d'andalousite) entraînant des minéralisations post-magmatiques de sulfures d'argent, de plomb et d'autres métaux, d'où les exploitations minières des siècles passés.
La région du Huelgoat est pour cette raison un véritable « musée minéralogique » : deux minéraux, la plumbogummite (en) et la laumontite ont été découverts pour la première fois au monde au Huelgoat, respectivement en 1779 et 1785 ; de la pyromorphite est signalée pour la première fois en Bretagne en 1786 par Gillet de Laumont ; les mines du Huelgoat et de Poullaouen étaient aussi dès la fin du XVIIIe siècle célèbres pour leurs cristaux de cérusite. Au début du XIXe siècle, Pierre Bigot de Morogues décrit pour la première fois la cordiérite du Huelgoat, ainsi que le quartz calcédonieux alors dénommé « hornstein conchoïde ».

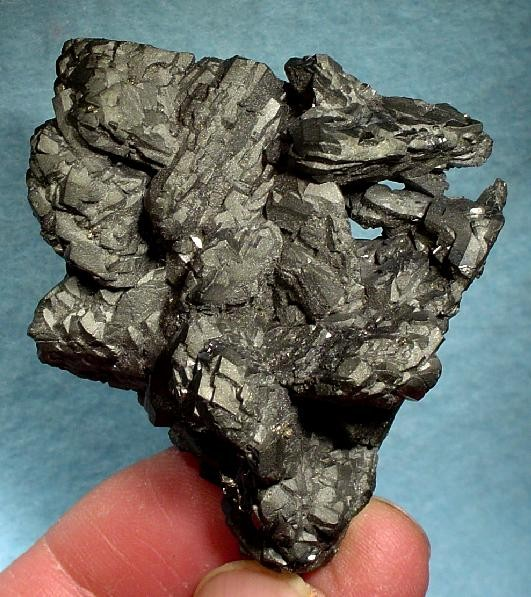
Minerai de galène trouvé au Huelgoat.
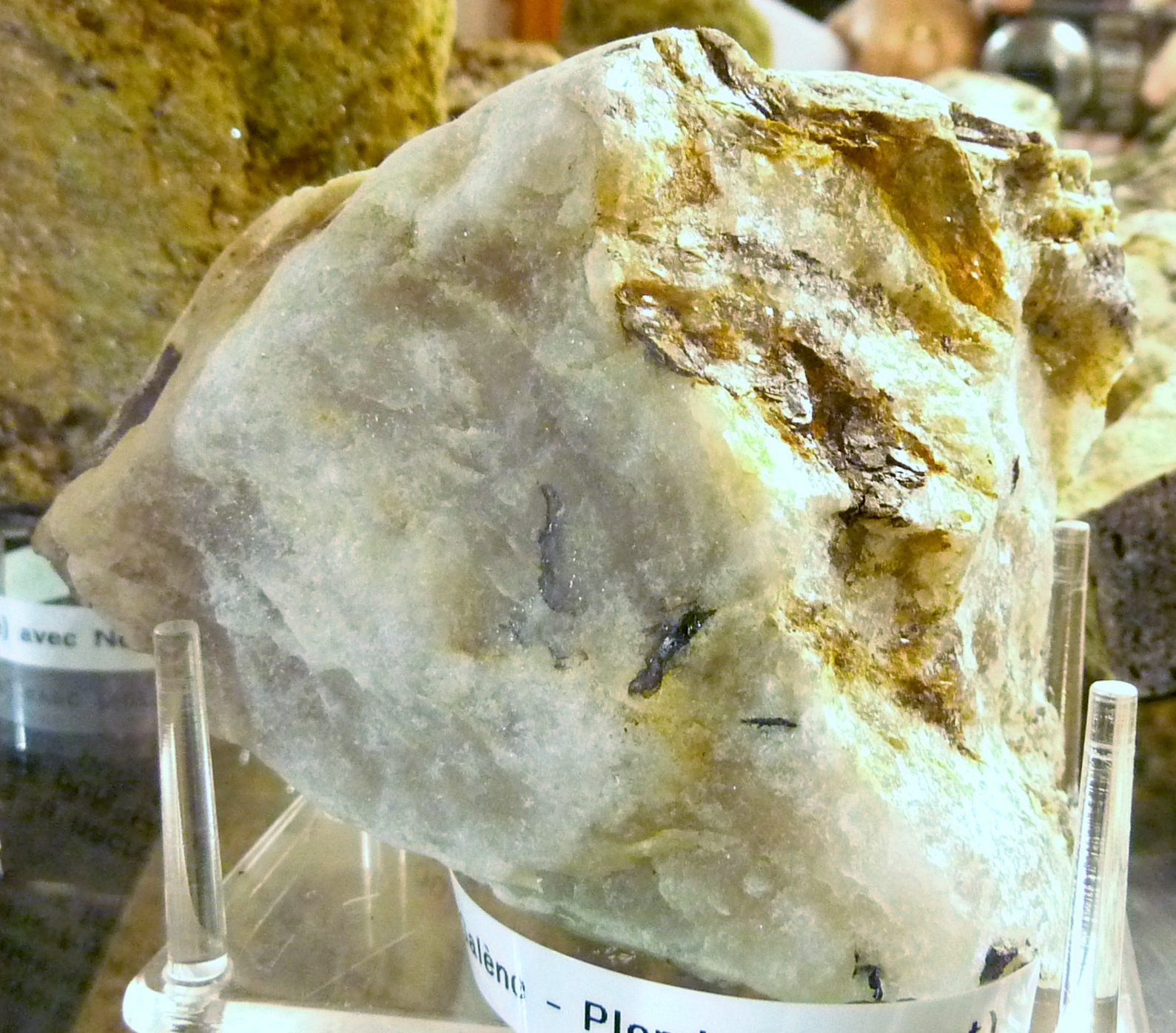
"Musée de l'Amiral" à Penhors : galène trouvée au Huelgoat.

Les couches sédimentaires recouvrant le granite à l'ère secondaire et à l'ère tertiaire ont été érodées, permettant au granite de se rapprocher de la surface puis d'affleurer tout en subissant des pressions moindres, donc en se dilatant, d'où la formation de diaclases permettant à l'eau de s'infiltrer dans ces fissures de la roche. Au Miocène et au Pliocène (ère tertiaire), facilitée par le climat tropical humide qui régnait alors dans la région, l'eau a altéré le granite le long des diaclases provoquant une arénisation alors que le reste du granite restait non attaqué (désagrégation du granite en boule). Au Quaternaire, lors des époques glaciaires froides et humides, des coulées de boue (coulées de solifluxion) ont emporté la majeure partie de l'arène granitique ; seuls les blocs de granite sain sont restés en place, entraînant la formation des chaos granitiques qui font tout le pittoresque de la région.

« On ne parle pas de Huelgoat sans parler de ses rochers. Ah ! il y en a ! de toutes les tailles, de toutes les formes. Dans la forêt, dans les champs, dans les prés, dans les rivières; sur les hauteurs, dans la vallée; isolés, par tas ! À tous les pas, on les rencontre. (...) La légende dit que ce semis titanesque est l'œuvre de Gargantua. »

— A. Nora, La vie au patronage, Organisation catholique des œuvres de jeunesse

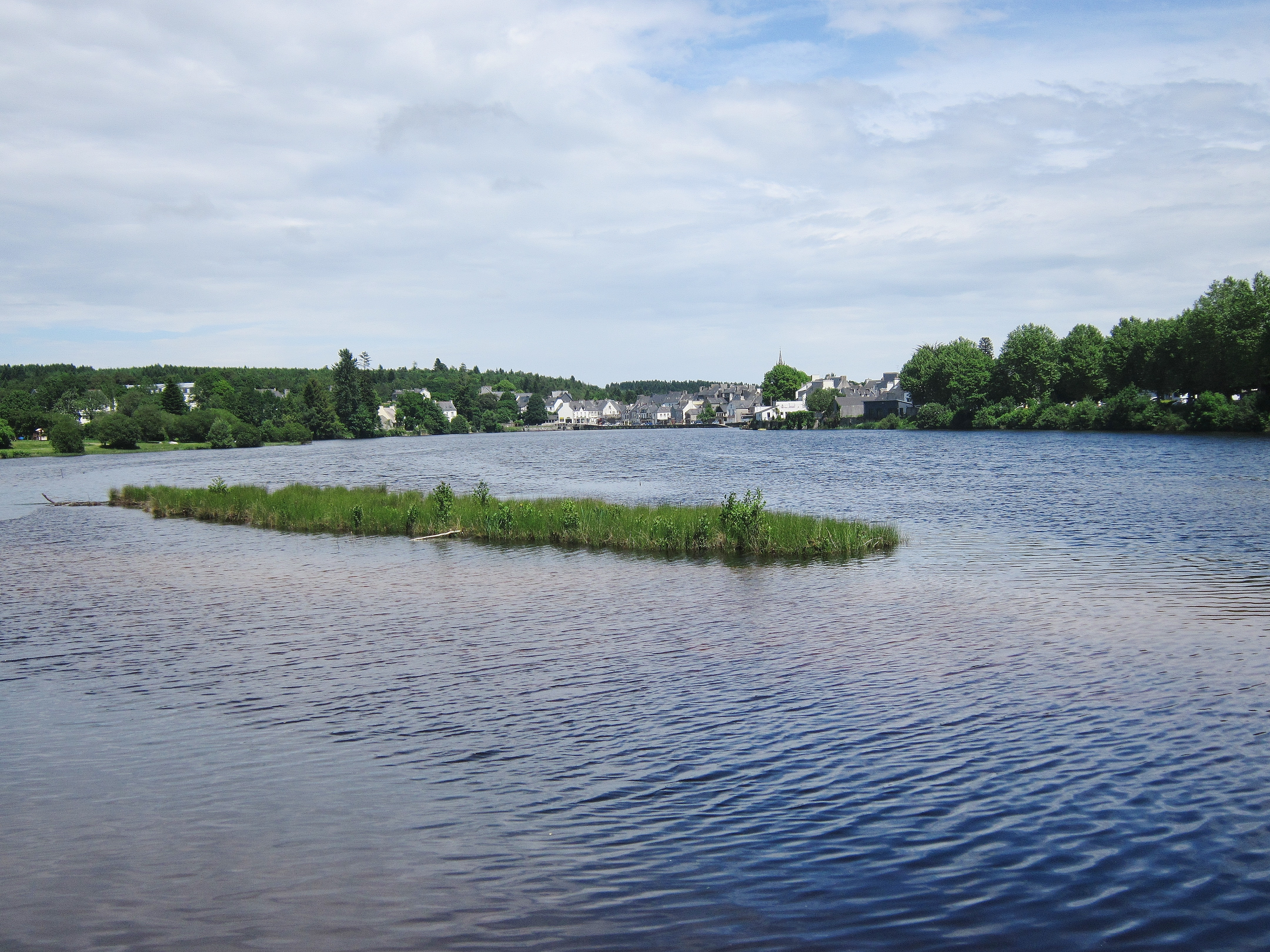
Le lac d'Huelgoat vu de sa rive nord-ouest ; à l'arrière-plan, la ville d'Huelgoat.

Le chaos rocheux de la vallée du Fao (ou « Rivière d'Argent »), menacé au XIXe siècle sous l'action des tailleurs de pierre, a été sauvegardé sous la pression de la population locale, à partir de 1895. « On voit à St.-Guinés une pierre de 18 à 20 pieds de diamètre ; l'eau de pluie, sans cesse agitée par le vent, l'a creusée à 8 pouces de profondeur sur une largeur de 4 pieds : l'eau renfermée dans le bassin guérit toute espèce de maux, les maladies de la peau sur-tout : on la boit, on s'en lave, on voudroit s'y baigner. Le tronc qui l'avoisine, étoit toujours rempli ». Le rocher de Saint-Guinec sur la commune du Huelgoat aujourd'hui fut rayé des cartes par les carriers dans les années d'après guerre. Même la « Roche tremblante » a failli disparaître sous l'action des carriers. Elle tremble vraiment, la grosse pierre de Huelgoat. Cette masse de 137 tonnes située en pleine forêt vacille facilement. Un indice : le point de contact est bas.

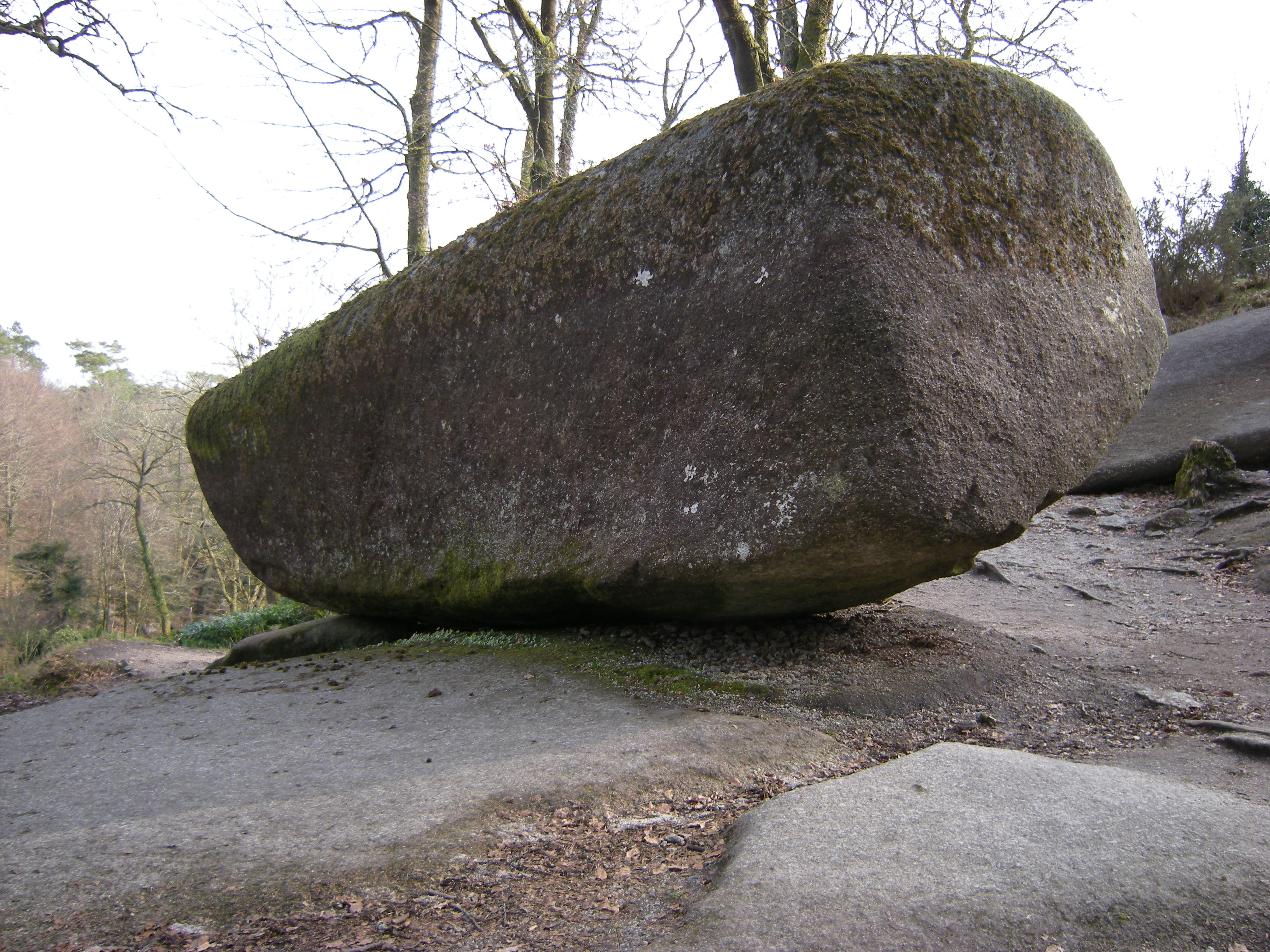
La Roche tremblante d'Huelgoat, Finistère (tor démantelé).

Exploité depuis le XVe siècle, c'est surtout dans la seconde moitié du XIXe et la première moitié du XXe siècle que se développe l'exploitation du granite. L'exploitation des rochers granitiques du Huelgoat, pour les travaux du canal de Nantes à Brest, fut la cause, en 1825, d'un sérieux litige entre la municipalité de cette commune et les entrepreneurs chargés de l'ouvrage.
Dans les années 1930, environ 150 tailleurs de pierre (« piker mein ») travaillaient dans les carrières du Huelgoat, une partie des carriers étant d'origine italienne. Vers 1970, c'était encore la principale activité économique de la ville. La carrière de Coat-Guinec reste la principale exploitation encore en activité.

### Forêt d'Huelgoat
La forêt d'Huelgoat est une forêt domaniale vaste de 1 147 hectares qui s'est développée pour l'essentiel sur des terrains granitiques entre 80 et 210 mètres d'altitude, en bonne partie sur les versants en pente assez forte de la Rivière d'Argent et de ses affluents. Elle est une des localisations avancées pour la forêt de Brocéliande de la légende arthurienne. Sa composition était traditionnellement formée de chênes (35 %), de hêtres (25 %), de pins sylvestres (40 %). Cette forêt a été gravement sinistrée par l'ouragan de 1987 qui a renversé ou cassé 900 000 m3 de bois. Dans la zone touristique de la forêt, 90 % des peuplements ont été détruits. Les sites ont été nettoyés et replantés.

### Hydrographie
Pour un article plus général, voir Réseau hydrographique du Finistère.
La commune est située dans le bassin Loire-Bretagne. Elle est drainée par le Fao, le ruisseau Dour Yvonnic et divers autres petits cours d'eau,.
Le Fao, d'une longueur de 18 km, prend sa source dans la commune de La Feuillée et se jette  dans l'Aulne à Poullaouen, après avoir traversé quatre communes.

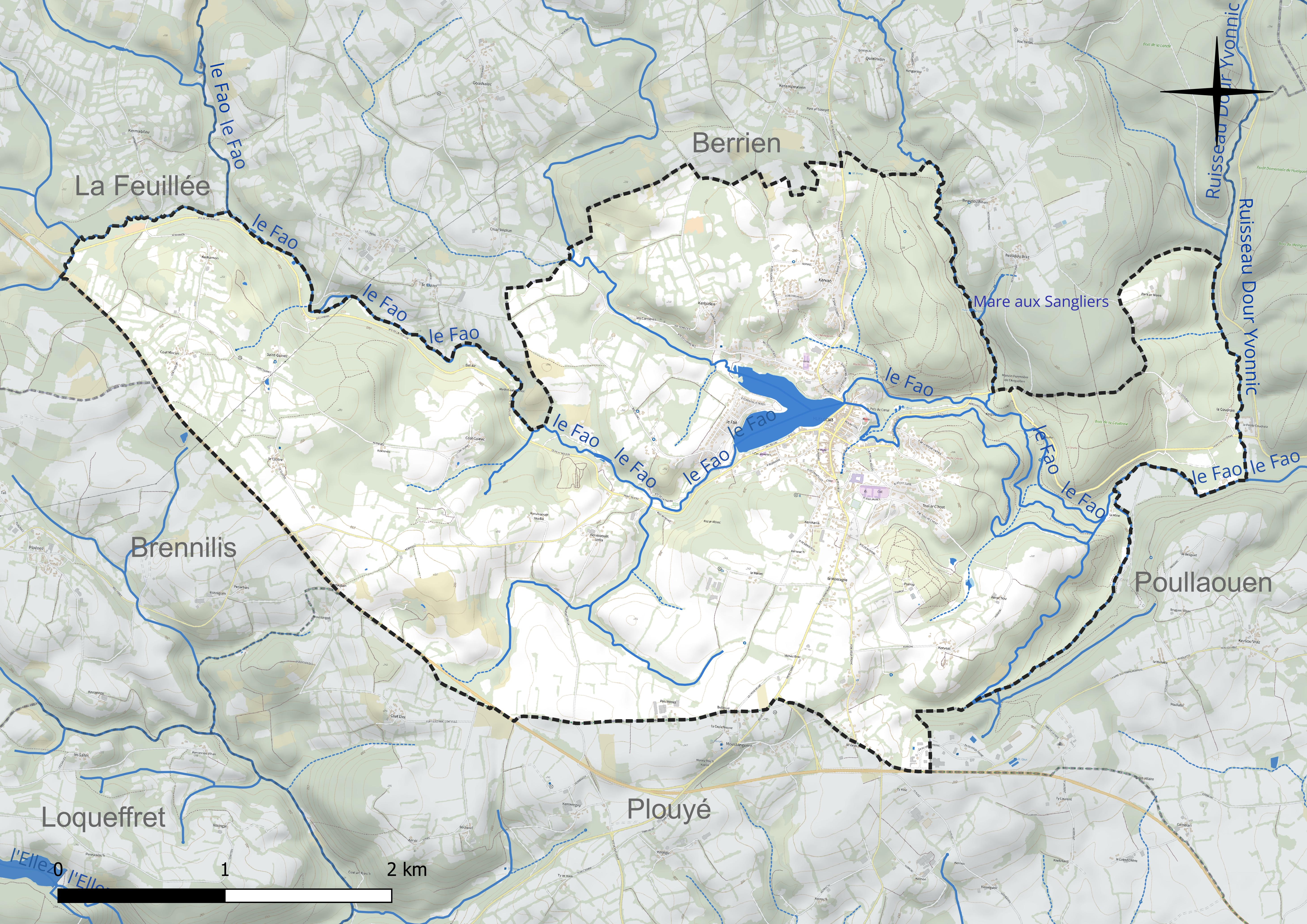
Réseau hydrographique de Huelgoat.

Deux plans d'eau complètent le réseau hydrographique : la mare aux Sangliers, d'une superficie totale de 0,1 ha (0 ha sur la commune) et l'étang de Huelgoat (15 ha),.

### Climat
Pour des articles plus généraux, voir Climat de la Bretagne et Climat du Finistère.
En 2010, le climat de la commune est de type climat océanique franc, selon une étude du CNRS s'appuyant sur une série de données couvrant la période 1971-2000. En 2020, Météo-France publie une typologie des climats de la France métropolitaine dans laquelle la commune est exposée à un climat océanique et est dans la région climatique Finistère nord, caractérisée par une pluviométrie élevée, des températures douces en hiver (6 °C), fraîches en été et des vents forts. Parallèlement l'observatoire de l'environnement en Bretagne publie en 2020 un zonage climatique de la région Bretagne, s'appuyant sur des données de Météo-France de 2009. La commune est, selon ce zonage, dans la zone « Monts d'Arrée », avec des hivers froids, peu de chaleurs et de fortes pluies.
Pour la période 1971-2000, la température annuelle moyenne est de 10,5 °C, avec une amplitude thermique annuelle de 11,5 °C. Le cumul annuel moyen de précipitations est de 1 249 mm, avec 16,6 jours de précipitations en janvier et 8,7 jours en juillet. Pour la période 1991-2020, la température moyenne annuelle observée sur la station météorologique la plus proche, située sur la commune de Brennilis à 8 km à vol d'oiseau, est de 10,9 °C et le cumul annuel moyen de précipitations est de 1 552,3 mm,. Pour l'avenir, les paramètres climatiques de la commune estimés pour 2050 selon différents scénarios d'émission de gaz à effet de serre sont consultables sur un site dédié publié par Météo-France en novembre 2022.

## Urbanisme

### Typologie
Au 1er janvier 2024, Huelgoat est catégorisée commune rurale à habitat dispersé, selon la nouvelle grille communale de densité à 7 niveaux définie par l'Insee en 2022.
Elle est située hors unité urbaine et hors attraction des villes,.

### Occupation des sols

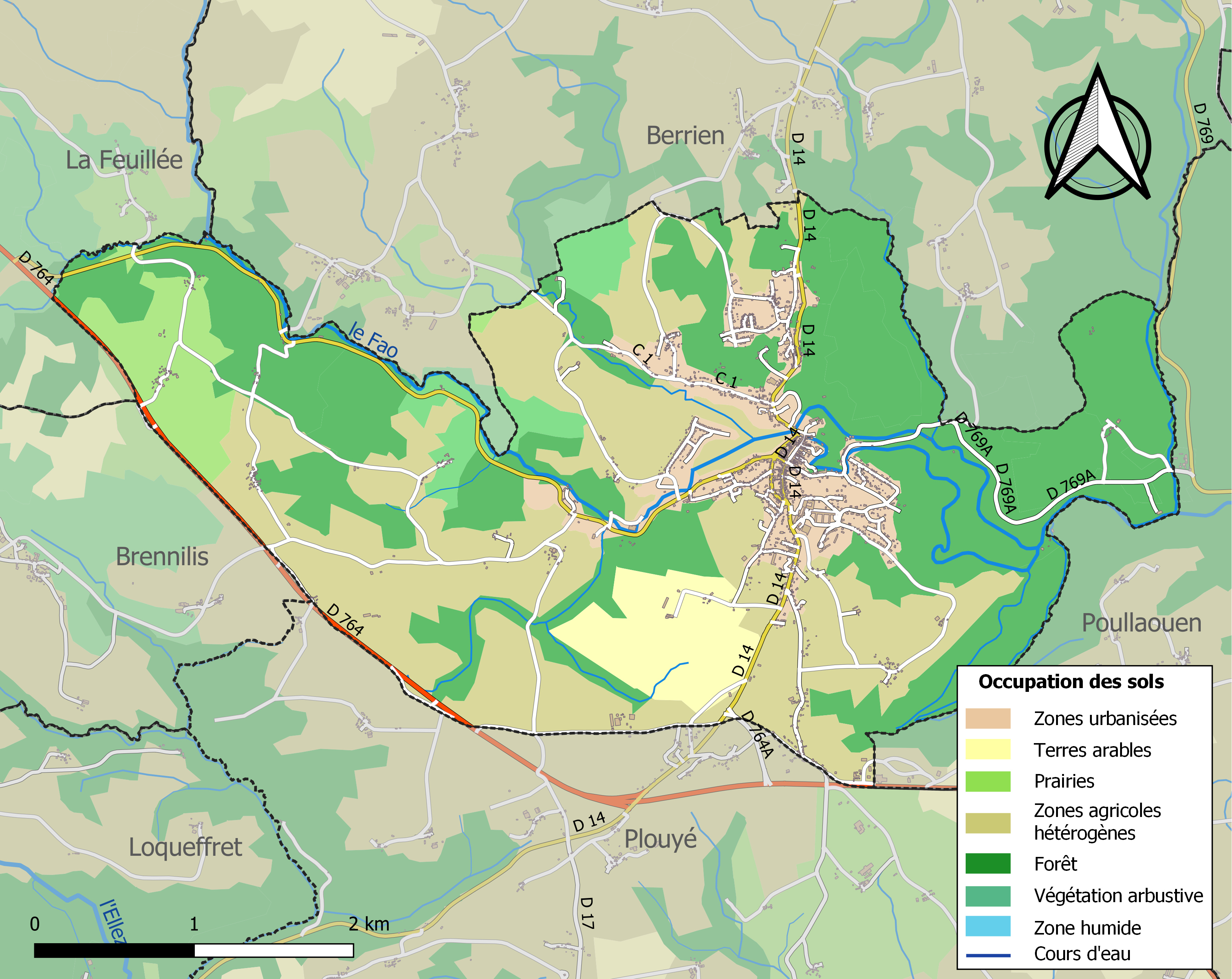
Carte des infrastructures et de l'occupation des sols de la commune en 2018 (CLC).

Le tableau ci-dessous présente l'occupation des sols de la commune en 2018, telle qu'elle ressort de la base de données européenne d'occupation biophysique des sols Corine Land Cover (CLC).
| Type d'occupation                             | Pourcentage | Superficie (en hectares) |
| --------------------------------------------- | ----------- | ------------------------ |
| Tissu urbain discontinu                       | 9,5 %       | 141                      |
| Terres arables hors périmètres d'irrigation   | 4,9 %       | 73                       |
| Prairies et autres surfaces toujours en herbe | 4,7 %       | 69                       |
| Systèmes culturaux et parcellaires complexes  | 34,2 %      | 507                      |
| Forêts de feuillus                            | 8,0 %       | 119                      |
| Forêts de conifères                           | 20,0 %      | 296                      |
| Forêts mélangées                              | 15,4 %      | 229                      |
| Landes et broussailles                        | 3,3 %       | 49                       |
| Source : Corine Land Cover                    |             |                          |

## Toponymie
Huelgoat est noté Huelquoet ou Huelcoyt en 1288, Uhelgoit en 1338, Chastel du Helquoit en 1373, Huelgoet en 1391 et Uhelgoet en 1540, avant que la graphie Huelgoat ne devienne définitive. La forme moderne de ce nom correspond au breton Uchel coed ou uhel koad "bois élevé", "haute forêt" ou "forêt du haut"(koad "bois, forêt", uhel "haut").

## Histoire

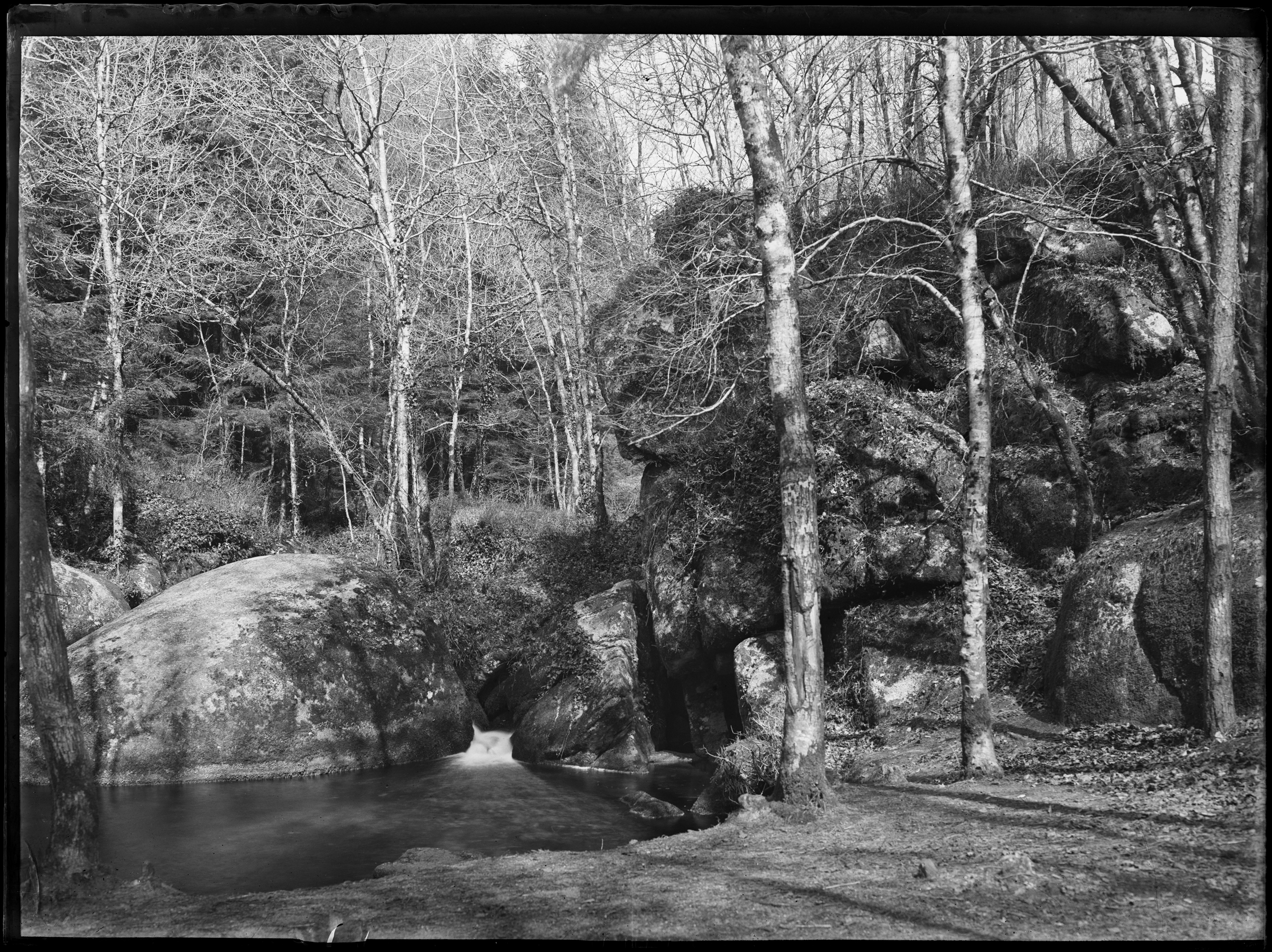
Le Huelgoat, Nitsch Georges - Musée de Bretagne

Un livre raconte l'histoire de la commune.

### Les origines

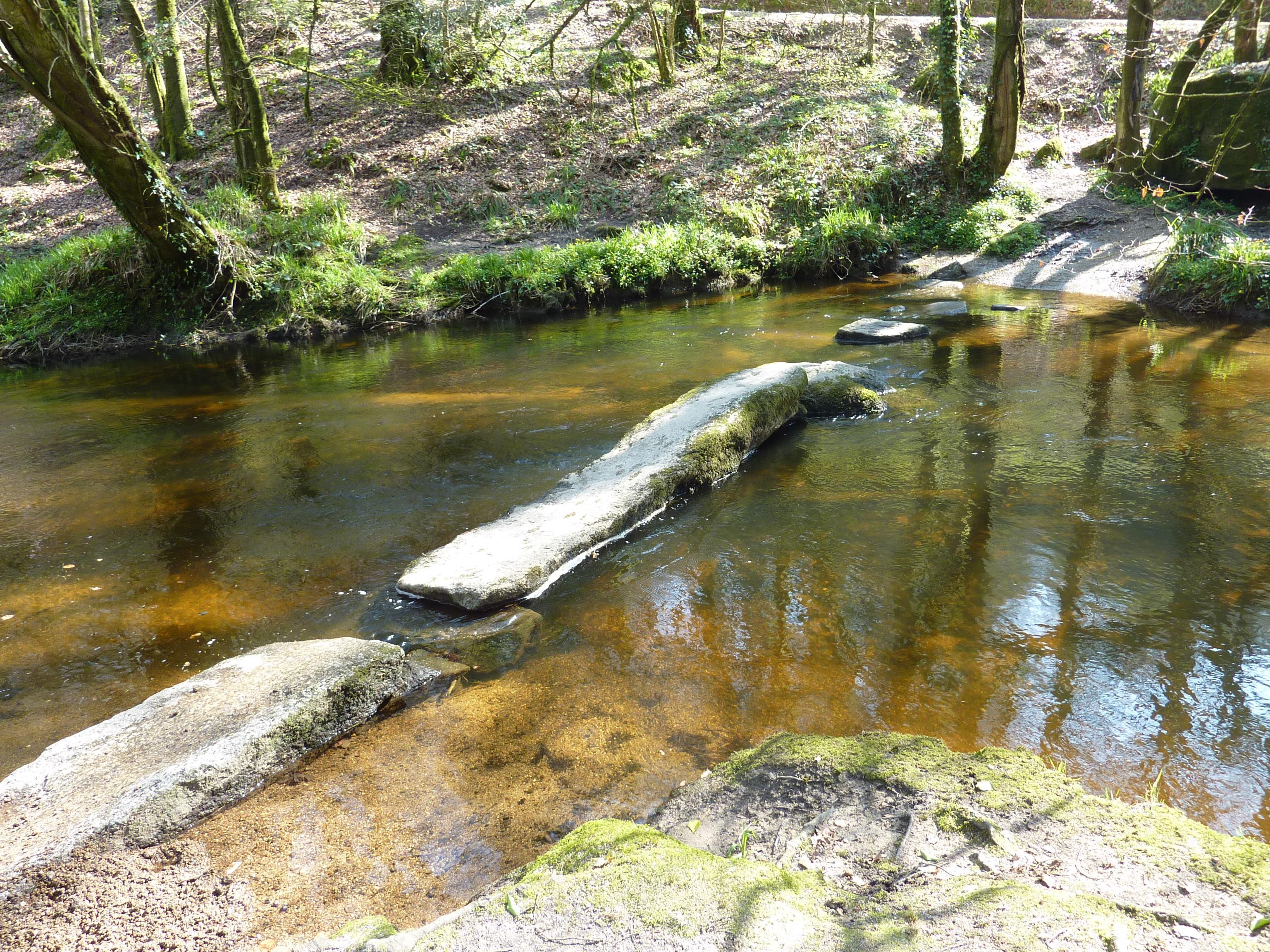
L'ancien gué sur la Rivière d'Argent.

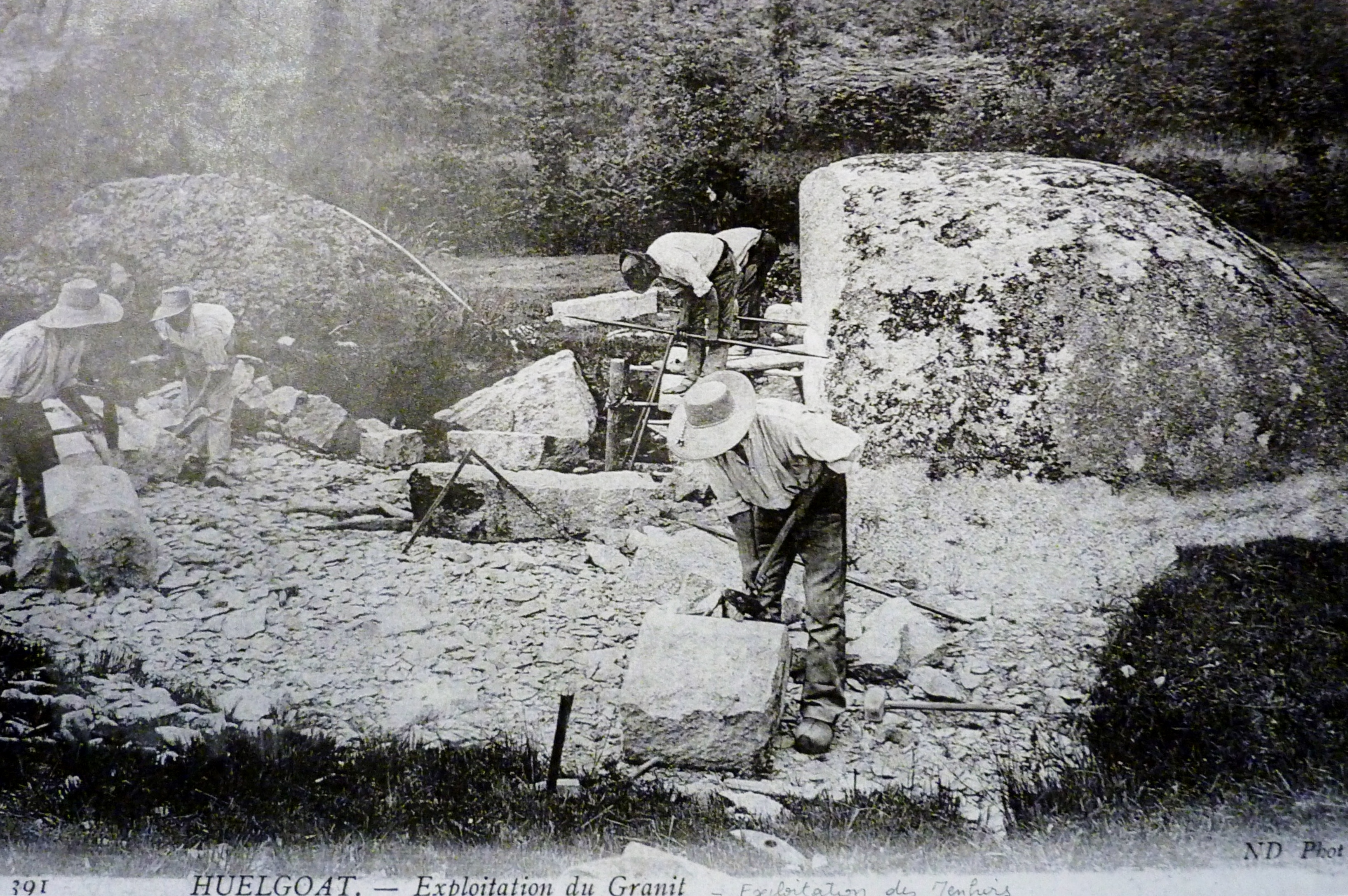
Huelgoat : destruction d'un menhir par des carriers pour en exploiter le granite vers 1900 (carte postale ND Photo).

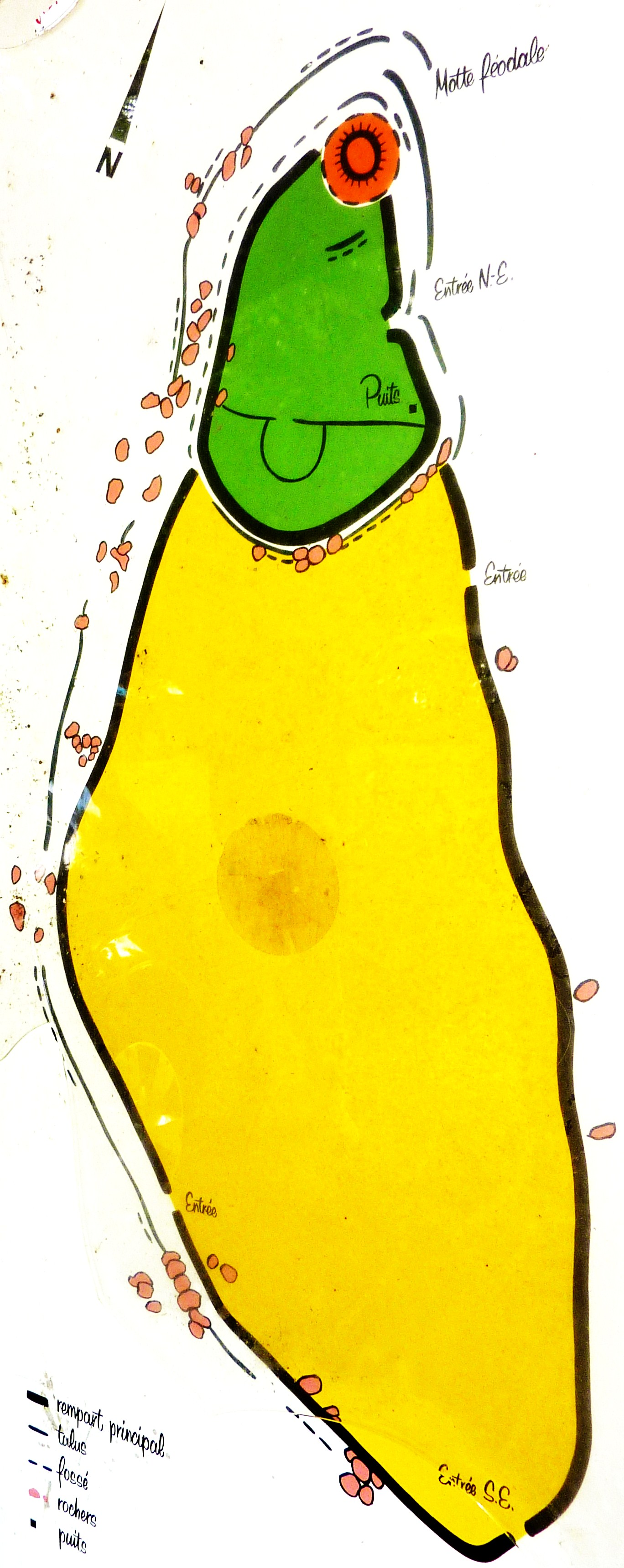
Le plan du camp d'Artus

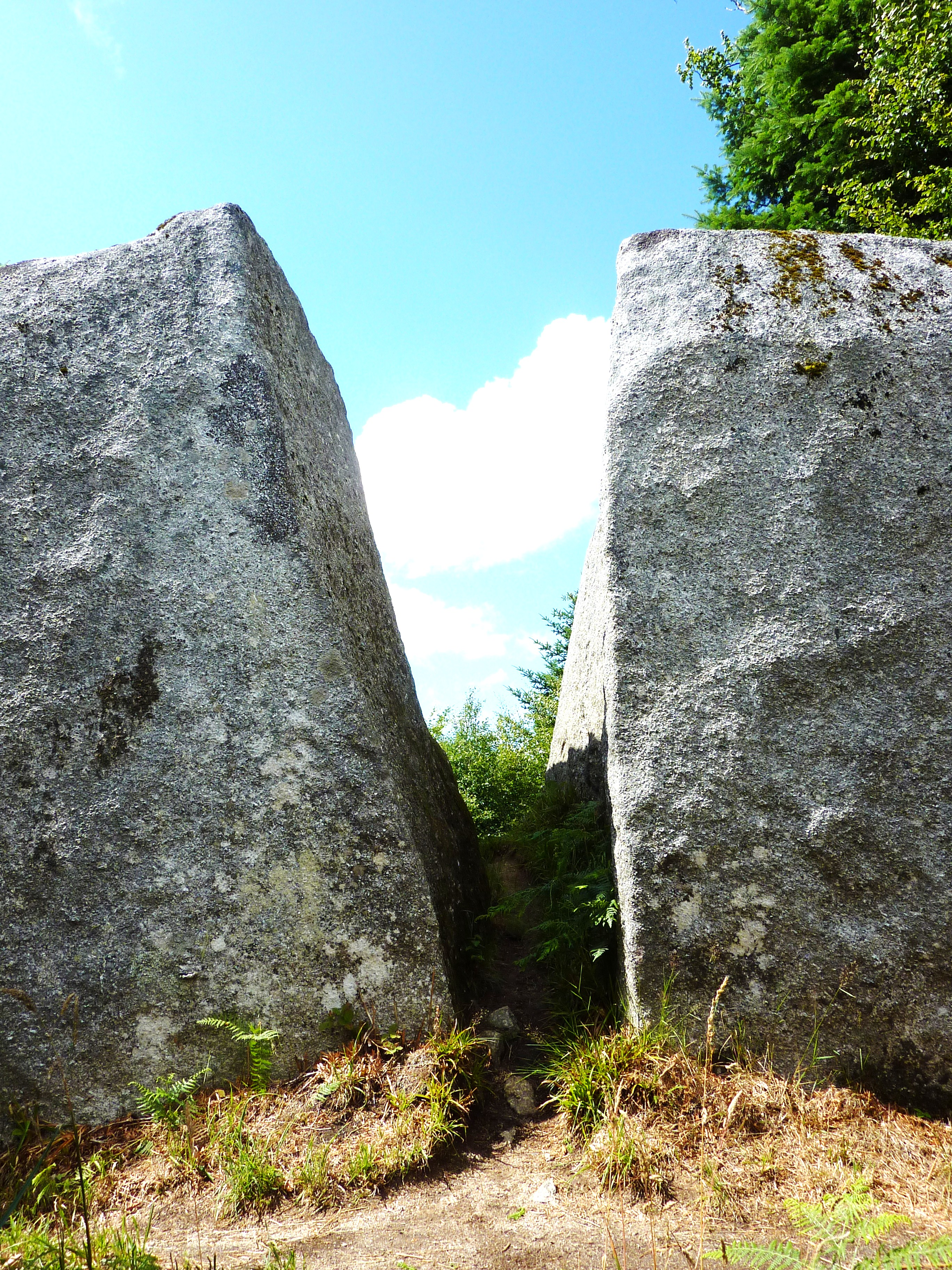
Porte naturelle du Camp d'Artus (passage étroit entre deux rochers).

Située au cœur de l'Armorique, la commune de Huelgoat ne dispose pas de preuves éclatantes d'une histoire de la plus haute époque. Très peu de recherches et de fouilles archéologiques sont intervenues pour éclairer le passé de la ville, sauf pour le camp d'Artus, fouillé en 1938 par Sir Christopher Wheeler.

### Le camp d'Artus
Le « camp d'Artus », oppidum celtique de type murus gallicus, fut le plus important établissement, vaste de 30 hectares, des Osismes, peuple gaulois. Il était situé à proximité immédiate de voies de communication importantes, créées ou réaménagées à la période romaine (voies gauloises puis romaines Carhaix (Vorgium)-L'Aber-Wrac'h (Tolente) et Carhaix (Vorgium)-Landerneau-Brest (Gesocribate). Le rempart principal est de type murus gallicus tel que l'a décrit Jules César dans De bello gallico, VII, 23. Une première phase d'occupation a concerné un camp exceptionnellement étendu, vaste d'une trentaine d'hectares. Dans un deuxième temps, la surface du camp a été réduite à sa partie nord où le rempart a été surélevé pour atteindre, voire dépasser, 4 mètres de hauteur.
L'ossature du rempart principal est constituée par des poutres entrecroisées rendues solidaires à l'aide de tiges de fer. Ces poutres sont enfouies dans une masse de terre qui est maintenue, côté extérieur, par un mur de pierres dans lequel s'encastrent les poutres transversales, comme l'a décrit Jules César : « Tous les murs gaulois sont à peu près formés de cette façon : des poutres se croisant perpendiculairement sont posées (...) sur toute la longueur du mur. Elles sont séparées par un espace de 2 pieds. Elles sont rendues solidaires entre elles et recouvertes par une masse de terre ». Un réseau avancé de défenses complétait la protection du camp : talus, fossés, tours, portes étroites, ponts en bois, etc.
Ce fut probablement le camp principal des Osismes qui s'étaient ligués avec les Vénètes, les Coriosolites, les Namnètes, les Riedones et d'autre peuples gaulois face à l'invasion romaine. Il a pu servir lors de cette invasion entre 56 et 51 av. J.-C. Il est donc nettement antérieur au légendaire roi Arthur dont il porte à tort le nom.
Le camp d'Artus continua à être occupé aux débuts de l'époque gallo-romaine, ce qui laisse penser que le territoire de Huelgoat fut fréquenté par les légions romaines, puis devint au haut Moyen Âge une place-forte appelée château d'Artus, fortifiée par les comtes du Poher. La cité aurait été entourée alors de murailles.
De cette époque gauloise on notera le petit et discret Lec'h cannelé i.e. à rainures longitudinales et présentant une cupule au sommet. Il est visible sur le bord du pont du moulin du Chaos (à l'extrémité nord-est au pied de la céramique et de la plaque du sieur de Kervoac).

### Le Castel Gibel
Le Castel Gibel (ou Guibel), qui domine le gouffre du Huelgoat, est probablement un ancien oppidum celte, transformé en château féodal au Moyen-Âge et probablement détruit par Bertrand Duguesclin en 1373. Des restes de cette forteresse étaient encore visibles au début du XIXe siècle selon le Chevalier de Fréminville. C'est à cet emplacement, dénommé désormais « Le Belvédère », que Victor Ségalen fut trouvé mort en 1919.

### Moyen Âge
Au Moyen Âge, Huelgoat fut un carrefour entre an hent-meur (« la grande route », axe Lorient-Roscoff) et an hent ahes (« le chemin d'Ahes ») [Ahès est un nom ancien de Carhaix], axe ouest-est vers le centre de la Bretagne.
Beaucoup plus tard, la partie nord du camp d'Artus fut réutilisée pour la construction d'une motte féodale.
Les Gestes des saints de Redon, rédigés vers 869, rapportent la présence de deux ermites, Gerfred et Fidweten, dans les solitudes boisées de « Silva Wenoc », lieu identifié par les historiens comme étant le village de Coat-Guinec, dans l'actuelle commune du Huelgoat.
Au cours du Moyen Âge et des siècles qui suivirent, Huelgoat fait partie du territoire des ducs de Bretagne puis du royaume de France, partageant les aléas de ces états. Huelgoat fut longtemps un simple hameau de Plouenez (ou Ploumenez, la « paroisse de la montagne ») avant d'être une simple trève de la paroisse de Berrien. Le duc de Bretagne Jean II (1235-1309) fit construire un moulin (le moulin du chaos est construit en 1339 et est possession ducale, puis royale) et une prison au Huelgoat.
Huelgoat est depuis longtemps un lieu réputé pour ses foires et marchés. Dès 1250 environ, les ducs de Bretagne transférèrent à cet endroit les droits de foire détenus jusqu'alors par les moines de l'abbaye du Relec, ce qui provoqua l'essor de la localité : « Huelgoat e m'eus guelet e coal, ha goude-se e prad. Breman velan anezhi eur guer vrao a varc'had » (« J'ai vu Huelgoat en forêt, plus tard en prairie, je le vois maintenant devenu une belle ville de marché » (paroles attribuées à Isaac Laquedem (Juif errant) qui serait passé à trois reprises au Huelgoat)).
Le Moulin du chaos existait déjà en 1339, connu alors sous le nom de « Moulin du Duc ».
L'existence d'un château au Huelgoat au XIVe siècle est attestée par plusieurs documents : par exemple en 1373 le connétable Bertrand Du Guesclin rend une ordonnance nommant Guillaume de Kermartin gouverneur du dit château et autorise l'installation d'une garnison de 20 lances au chasteau de Huelcoît. Huelgoat a même été un temps siège de sénéchaussée puisque celle-ci est supprimée par le roi Charles IX par des Lettres patentes données à Blois le 29 mars 1564, en même temps que celle de Landeleau au bénéfice de la juridiction de Châteauneuf-du-Faou, des audiences (plaids généraux) se tenant toutefois dans les trois lieux jusqu'en 1790. La cité semble avoir connu un certain déclin aux XVIe et XVIIe siècles.
La forêt du Huelgoat était à l'époque très étendue : dans une ordonnance rendue le 12 mai 1545, le roi François Ier dit que « la coupe en sera faite en cinquante fois différentes ».
En 1640, une épidémie sévit au Huelgoat ; les officiers de justice ordonnent au sergent de ville « de faire tuer dans les vingt-quatre heures les chiens, pourceaux, et de nettoyer les rues, à peine de 100 livres d'amende ».

### LeXVIIesiècleet leXVIIIesiècle

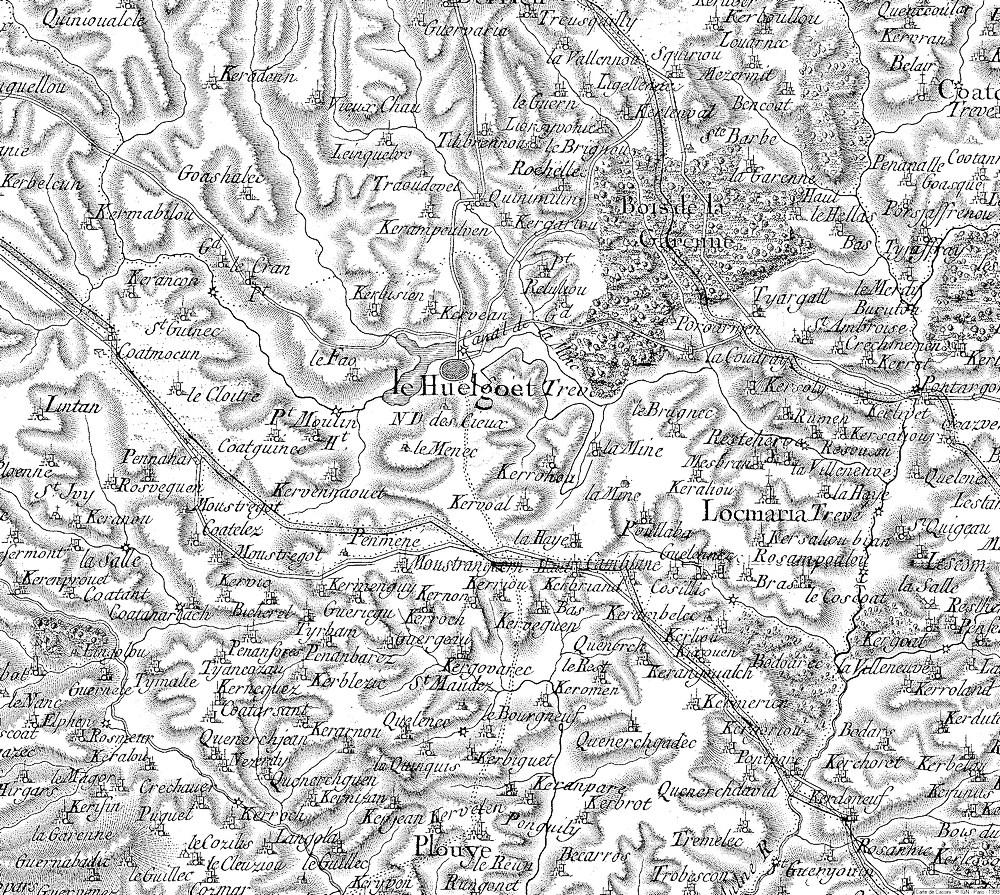
Carte de Cassini (XVIIIe siècle) de la région d'Huelgoat.

La commune est également connue pour des faits liés à la Révolte des Bonnets rouges en 1675. Dom Michel Le Nobletz (1557-1652), célèbre prédicateur, écrit que Huelgoat est « une citadelle d'enfer ».

#### Les mines de plomb argentifère

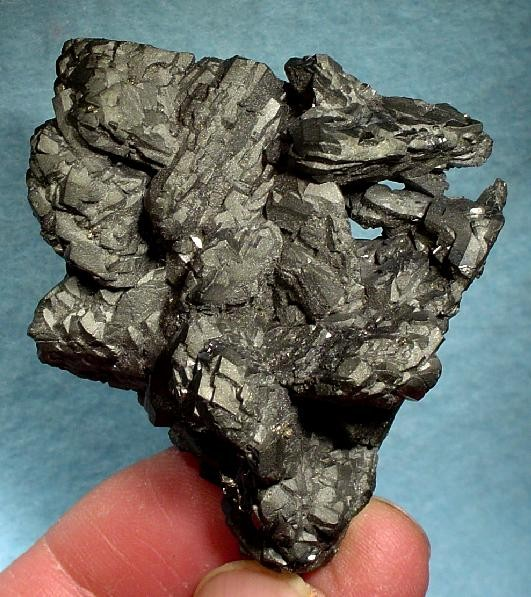
Minerai de galène trouvé au Huelgoat.

Les mines de plomb argentifère d'Huelgoat, Locmaria-Berrien et Poullaouen ont été exploitées probablement dès l'âge du bronze, puis par les Romains, mais surtout à partir du XVe siècle (Roch Le Baillif s'extasie en 1578 dans le Démostérion devant « les richesses minières du Vuelgoat [Huelgoat] que jadis nos Princes firent ménager et ouvrir »). L'étang ou lac du Huelgoat, vaste de 15 hectares, fut créé dès le XVIe siècle pour servir de retenue d'eau pour les besoins de la mine de Locmaria-Berrien par un Allemand originaire de Saxe, Koenig. La digue a été renforcée entre 1720 et 1724, la compagnie minière devient aussi propriétaire du moulin du chaos.
En 1732 la "Compagnie des mines de Basse-Bretagne" (la concession date de 1728) est créée au Huelgoat par un négociant morlaisien, François-Joseph Guillotou de Kerver.
Ces mines ont surtout été exploitées entre 1750 et 1867, l'apogée se situant à la fin du XVIIIe siècle (1791 est l'année du record de production, le nombre des employés est d'environ 800, même si Jacques Cambry, à tort, estime leur nombre à 2 400 personnes). On estime que durant le dernier tiers du XVIIIe siècle Poullaouen-Huelgoat produisit près de 20 000 tonnes de plomb et 50 tonnes d'argent. Cela représentait une fortune pour les actionnaires (la valeur des actions fut multipliée par 30 en 60 ans). Les conditions de vie des mineurs étaient extrêmement éprouvantes : l'espérance-vie des mineurs était de 42 ans. « Les hommes travaillaient 8 heures par jour dans la mine, tandis que les femmes étaient affectées au nettoyage du minerai jusqu'à 16 heures par jour ! ».
Plusieurs puits d'exploitation sont identifiés : le puits inférieur (il descend jusqu'à −153 mètres), le puits supérieur (−276 m), le puits de Poullaba (−288 m), le puits Humbolt (−186 m), le puits de La Haye (−67 m).

### Révolution française
Claude-René Guezno de Penanster, né le 25 mars 1773 au manoir (ou maison forestière) de la Coudraie au Huelgoat, fut un chef chouan dans les Côtes-du-Nord et le Morbihan entre 1794 et 1802, date à laquelle il émigra en Angleterre en compagnie de Georges Cadoudal. Il souleva à nouveau le Morbihan pendant les Cent-Jours.

### Huelgoat auXIXesiècle
La commune du Huelgoat est créée en 1790, accédant en même temps au statut de chef-lieu de canton, en dépit des protestations de Berrien, et devient siège de paroisse par la loi du 12 septembre 1791, Berrien en devenant une simple succursale avant d'en être totalement détachée en 1801.

#### Huelgoat et la mine de plomb argentifère décrits en 1834 et 1843
Le Chevalier de Fréminville écrit que « la mine de plomb argentifère du Huelgoët consiste en un filon fort riche qui se dirige du nord au sud dans une gangue de gneiss (...). Le principal minerai consiste en plomb sulfuré ou galène à grandes et à petites facettes ; c'est le minerai de cette dernière variété qui renferme le plus d'argent. (...) Les minéralogistes apprendront en outre avec intérêt que cette mine contient aussi de beaux échantillons de plomb carbonaté, phosphaté, arséniaté et chloraté ».
Il écrit aussi que « la mine, en pleine exploitation, se trouve à un fort quart de lieue du bourg ; on y arrive par un chemin des plus agréables pratiqué sur le versant du vallon. Ce chemin, bien entretenu, est ombragé de frais bocages et bordé dans toute sa longueur par un ruisseau d'eau vive [en fait un canal] qui va mettre en mouvement les machines nombreuses employées à l'exploitation du minerai ».

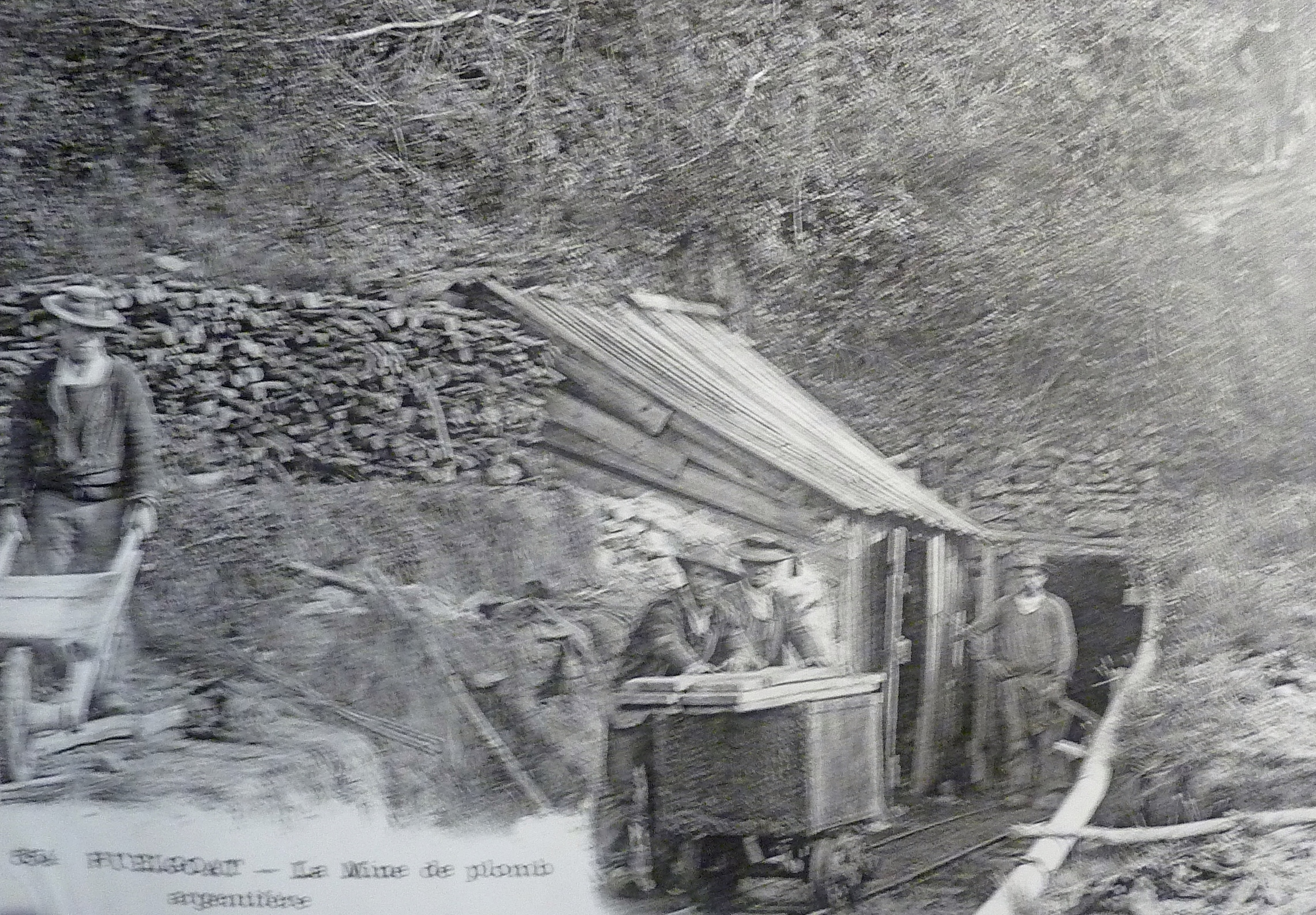
La mine de plomb argentifère à la fin du XIXe siècle.

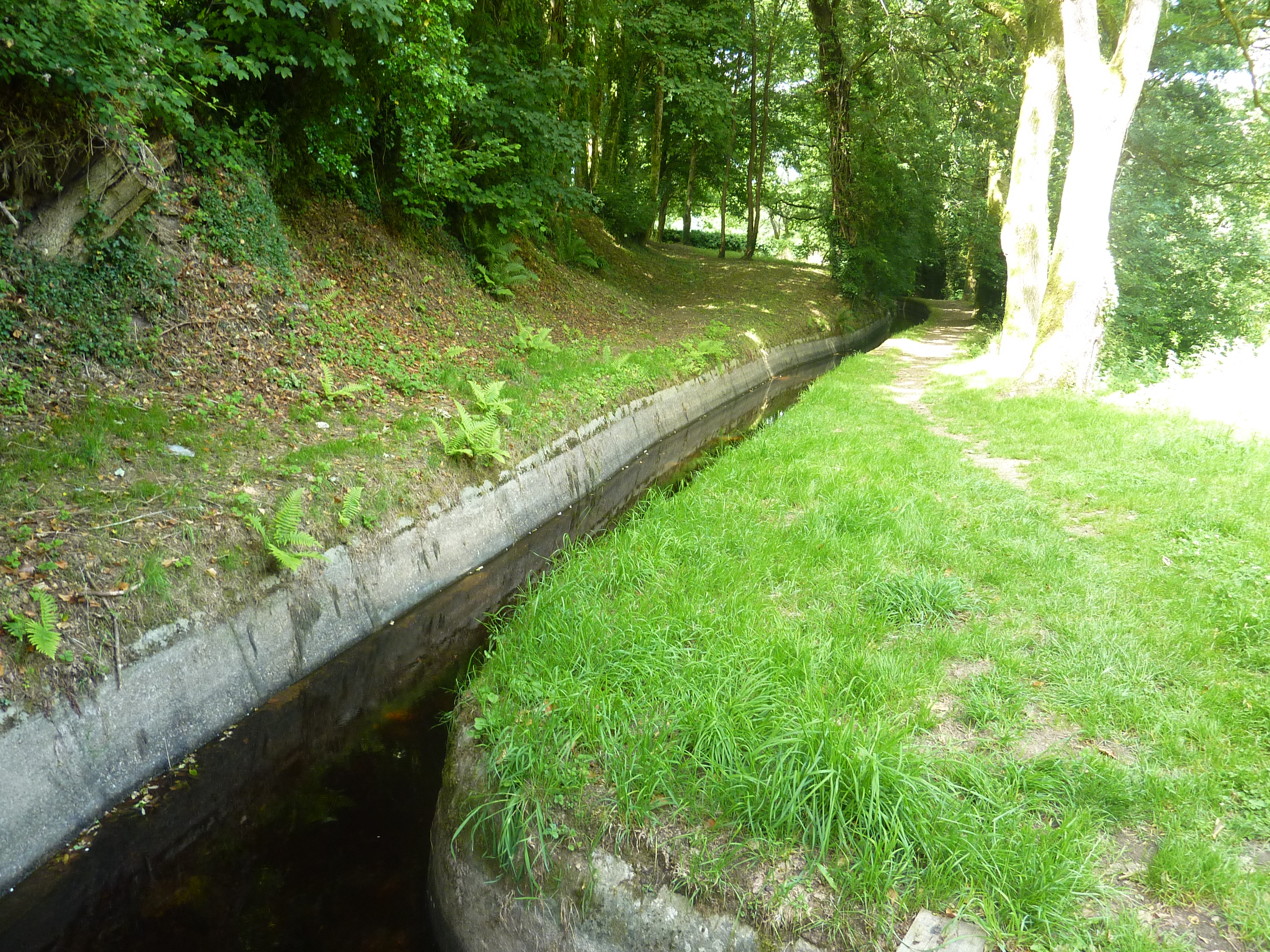
Le canal de la mine.

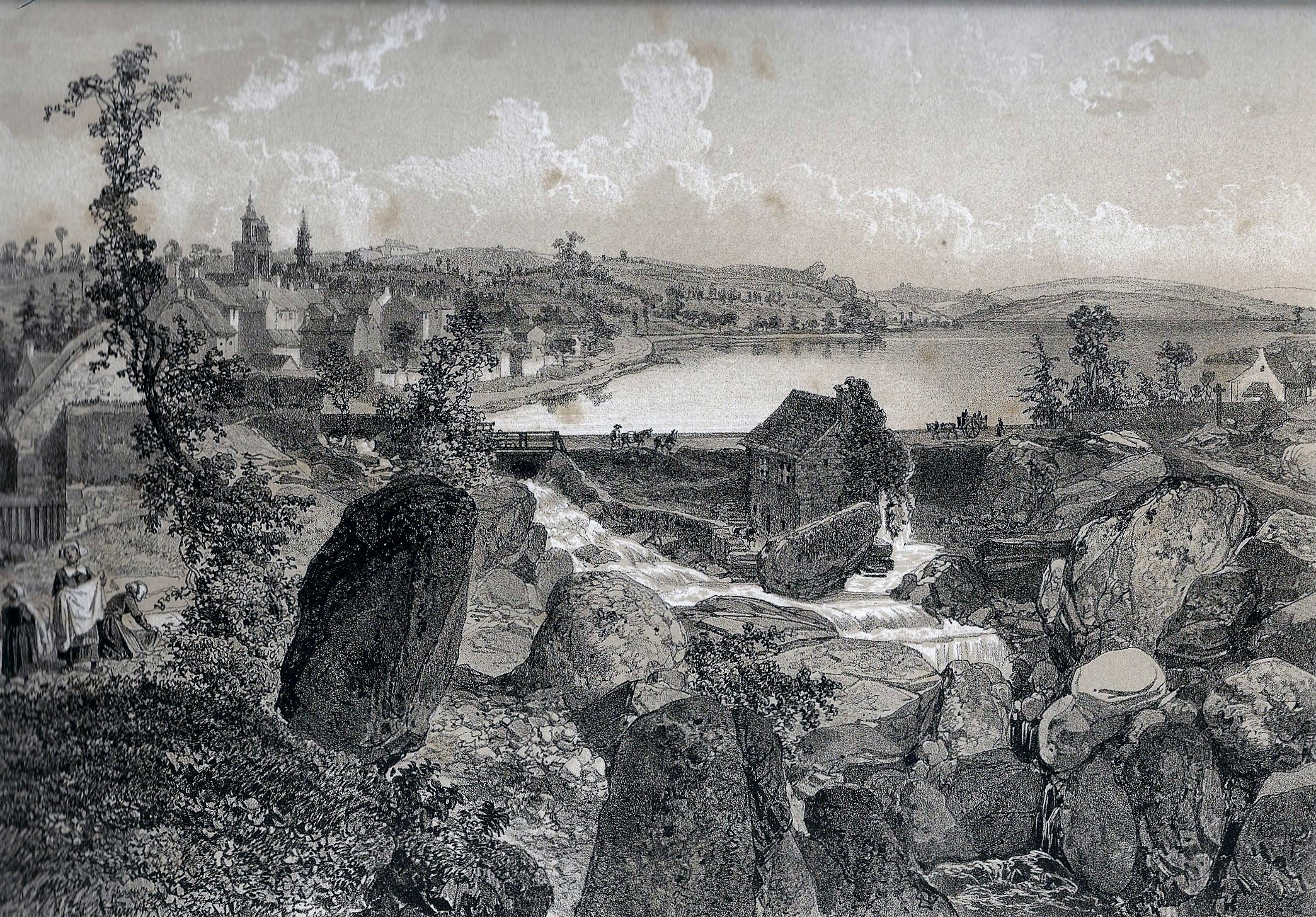
Huelgoat en 1867 (dessin de Félix Benoist).

Auguste Brizeux a visité les mines en septembre 1834 : « Je suis descendu dans ces voûtes, j'ai entendu au-dessus de moi, à mes côtés, le bruit des marteaux. Après bien des détours, des échelles, des trappes, j'arrivai et je trouvai un pauvre homme accroupi, frappant sans relâche contre cette dure terre pour quelques parcelles d'argent dont il n'emportera rien... Puis c'étaient de petits enfants qui brouettaient sans cesse, dans cette affreuse obscurité. Ah ! Que mon cœur s'est fendu. Oui, j'ai été tenté de maudire.
A. Marteville et P. Varin, continuateurs d'Ogée, décrivent ainsi Huelgoat en 1843 :

« Huelgoat (sous l'invocation de saint Yves), petite ville ; commune formée de l'ancienne trève de Berrien ; aujourd'hui cure de 2e classe, bureau d'enregistrement, chef-lieu de perception. (...) Principaux villages : Coat-Mocun, Guinec, le Fao, Kervao, Kervoal. Maison principale : manoir de la Coudraie. Superficie totale : 1 486 hectares, dont (...) terres labourables 414 ha, prés et pâturages 115 ha, bois 264 ha, vergers et jardins 12 ha, landes et incultes 610 ha (...). Moulins : 3 (Arc'hoat, Vihan, du Huelgoat). (...) Le Huelgoat présente par lui-même peu d'intérêt ; mais les environs sont des plus pittoresques. Le Castel Guibel est une tour isolée et d'un aspect bizarre qui s'élève sur un rocher nu, à mi-distance du Huelgoat à la mine de plomb. (...) Mais ce qu'il y a de plus remarquable en Huelgoat, c'est la mine de plomb argentifère exploitée par le propriétaire, M. Blaque-Belair, concurremment avec celle de Poullaouen ; le minerai contient environ un millième d'argent, et l'on estime à 1 500 kg la quantité de ce dernier métal annuellement obtenue. La position de cette mine est admirable, et des canaux habilement ménagés lui amènent des eaux qui donnent par leur chute une force motrice variant, suivant les saisons de 300 à 350 chevaux. Jadis cette force motrice mettait en jeu des roues hydrauliques échelonnées sur les flancs de la montagne où est la mine ; à leur tour ces roues imprimaient le mouvement à cinquante-neuf pompes en bois. Mais la direction du filon éloignant les travaux des points où agissait la force hydraulique, il avait fallu transmettre celle-ci à plus de 3 500 mètres de distance, à l'aide de pièces de bois ; et outre que la puissance initiale se trouvait réduite de plus de moitié quand elle parvenait aux puisards, l'entretien devenait horriblement coûteux. M. l'ingénieur Juncker a remplacé ces appareils par deux machines à colonne d'eau (...). Ces machines qui élèvent toutes les vingt-quatre heures 2 580 mètres cubes d'eau (...), quantité que les infiltrations jettent journellement dans les puits. (...) L'ensemble de ces vastes et imposants travaux méritent d'attirer à Huelgoat tous les hommes curieux d'admirer les efforts de la science triomphant de la nature. Huelgoat n'est pas le point où se traite le minerai de plomb ; toute l'exploitation est concentrée à Poullaouen. (...) On parle le français dans la ville, et le breton dans le reste de la commune. »

La production décline tout au long du XIXe siècle et l'exploitation minière cesse en 1868. Les carrières de granit deviennent alors la principale activité minière.

#### Les foires et marchés
Les mêmes auteurs indiquent l'existence en 1843 de dix foires dans l'année à Huelgoat « le lendemain de la Purification, le premier jeudi de carême, le lendemain de l'Assomption, le jour Saint-Marc [25 avril], les 19 mai, 25 juin, 9 septembre, 28 octobre, 21 novembre et le lendemain de l'Annonciation ». Elles étaient encore réputées dans la seconde moitié du XIXe et au début du XXe siècles. Des halles existaient encore sur la place centrale du bourg en 1889. Les transports étaient pourtant difficiles : John Kemp écrit en 1859 que « la malle impériale mettait deux heures » pour parcourir les 18 km séparant Huelgoat de Carhaix et que, de plus, le Huelgoat n'étant pas alors sur la route principale, « nous avons dû marcher avec nos sacs, après avoir quitté la malle-poste, sur une lande désolée et ventée ».

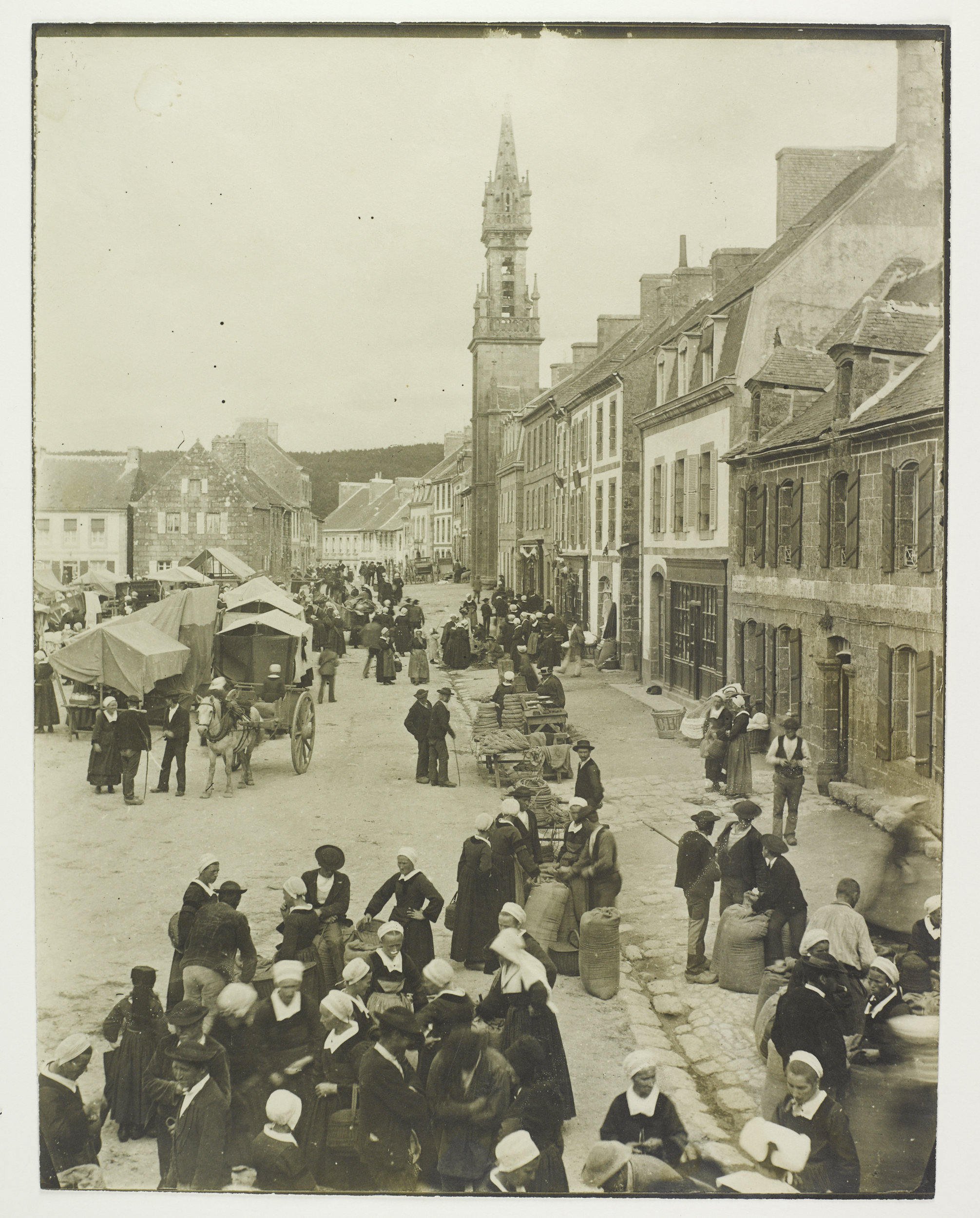
Scène de marché au Huelgoat vers 1900 (photographie de Paul Gruyer, musée de Bretagne).
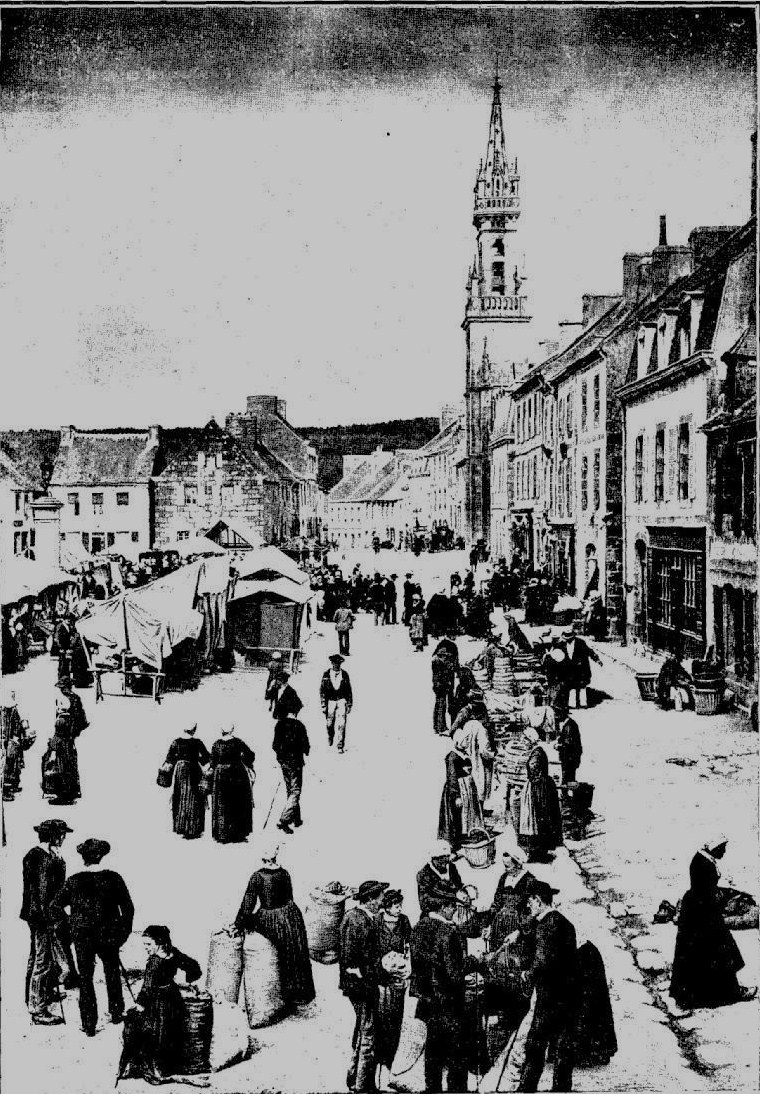
Le marché du Huelgoat en 1903.
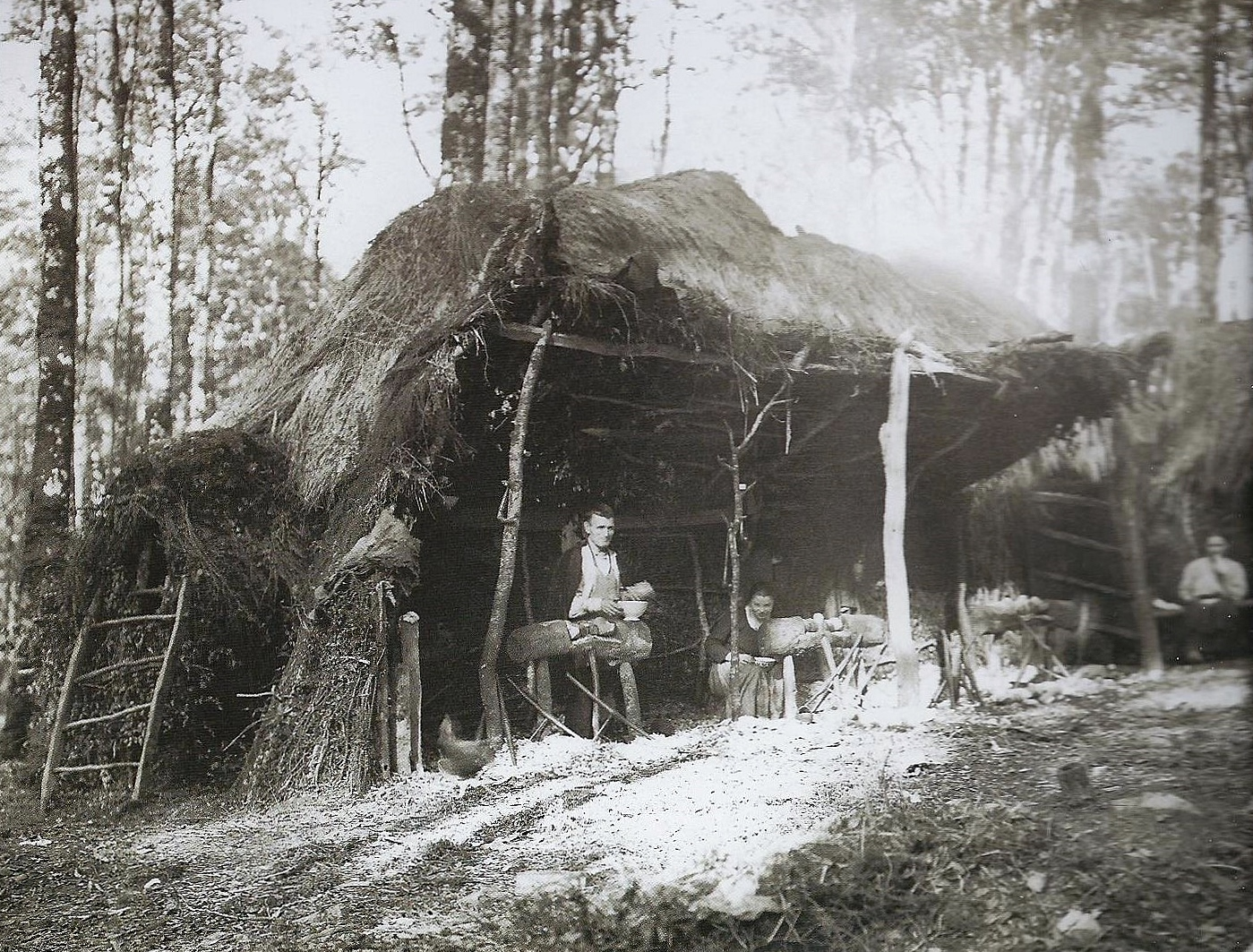
Hutte de sabotiers. Huelgoat (photographie de Philippe Tassier, entre 1908 et 1912).
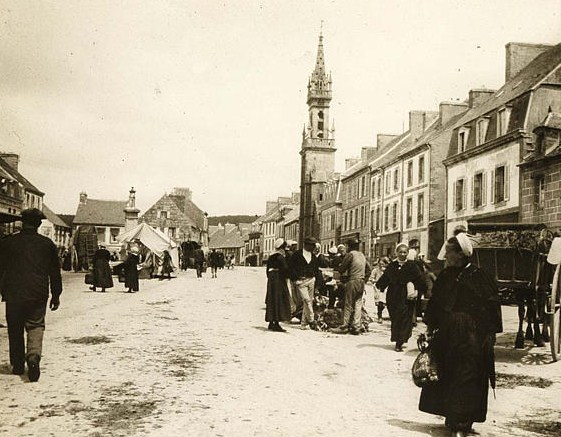
La place du marché vers 1920.

#### Le monde rural des environs du Huelgoat
Les croyances superstitieuses étaient répandues, comme en témoigne Frank Davies vers 1854 : « Une pauvre gamine de six ans de la région d'Huelgoat avait reçu de ses parents, comme c'était la coutume dans cette contrée, la garde d'un petit mouton noir. (...) Elle disparut et les paysans firent d'actives battues pendant des jours (...) et en arrivèrent à conclure que c'était le loup-garou. Six semaines s'étaient passées quand un charbonner la retrouva. Elle avait en fait poursuivi un loup qui emportait son mouton ».

#### L'exploitation du granite par les carriers
Depuis la décennie 1870 les blocs erratiques par semant les abords de l'actuel chaos étaient intensément exploités (même la "pierre branlante" faillit disparaître, elle conserve la trace d'une amorce de découpage), ce qui suscita l'indignation d'intellectuels comme Anatole Le Bras et Victor Segalen. Le conseil municipal décida le 1er décembre 1893 d'acheter un « lot de rochers » afin de les conserver comme "curiosités". Le site fut classé en 1907, ce qui mit fin à l' exploitation par les carriers.

#### L'âge d'or du tourisme huelgoatin

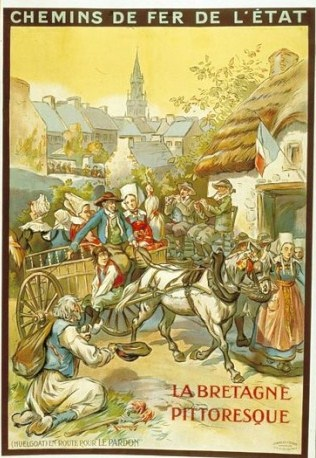
Affiche touristique représentant Huelgoat dans la décennie 1920.

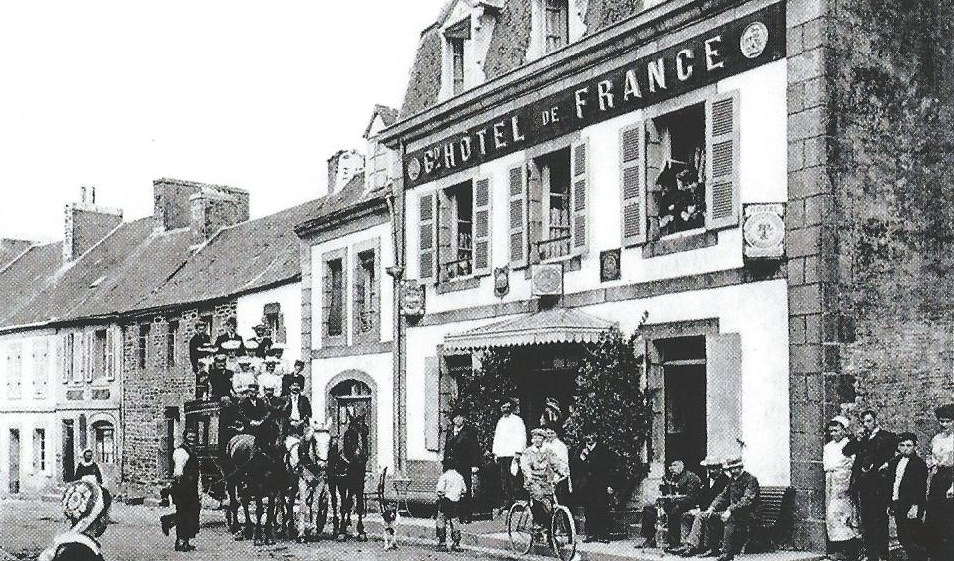
L'Hôtel de France au Huelgoat vers 1920.

La pauvreté est longtemps restée très grande. En témoigne cette description d'une chaumière huelgoataine vers 1895 faite par la comédienne Gabriela Zapolska : « Nous arrivons dans un petit hameau aux petites maisons basses, construites en pierres naturelles et couvertes d'un toit de chaume. Leurs fenêtres minuscules laissent à peine entrer le jour. […] Madame ne parle pas français. […] Cette bretonne est très laide avec son costume noir et ses sabots remplis de paille, avec ses bas troués et sa coiffe. […] ». En 1888, une épidémie de variole hémorragique touche tout le canton du Huelgoat.
Au XXe siècle, le tourisme devient l'activité principale. Malgré le handicap d'une médiocre desserte ferroviaire, la gare du Réseau Breton (la ligne ferroviaire à voie métrique Carhaix-Morlaix est inaugurée en décembre 1890) se trouvant à Locmaria-Berrien, à 7 kilomètres de la ville (« Il faut une demi-heure de voiture et de poussière » pour y parvenir), Huelgoat devient fin XIXe – début XXe siècles le « Fontainebleau breton », par analogie au chaos de Fontainebleau. Des hôtels de luxe s'ouvrent : l'hôtel de France en 1906, l'hôtel d'Angleterre en 1908, l'hôtel de Bretagne, etc., attirant artistes et poètes, mais aussi une clientèle plutôt fortunée. L'affiche La Bretagne pittoresque éditée par les Chemins de fer de l'État entre 1920 et 1930, et représentant Huelgoat, illustre cet « âge d'or » du tourisme huelgoatin.
André Mori écrit en 1885 : Huelgoat « est une colonie anglaise. On n'y rencontre que clergymens boutonnés, touristes en culottes et en bas de laine, babies vêtus de rouge et vieilles ladies munies d'albums. (...) La vie est d'un incroyable bon marché : de là l'invasion anglaise ». André Hallays confirme vers 1910 : « Huelgoat est une colonie anglaise ».
Gustave Geffroy écrit en 1905 : « Huelgoat est un point magnifique de la Bretagne, dont la réputation est faite, bien faite, et trp faite, car dès l'arrivée ce ne sont qu'hôtels agencés à la mode des villégiatures. Je suis venu ici un temps où le chemin de fer de Morlaix à Carhaix et Concarneau n'existait pas encore, et je crois bien qu'il n'y avait dans ce temps-là qu'un seul hôtel (...). Le pays n'avait encore été découvert que par quelques peintres. Les temps sont changés. De chaque hôtel sortent en ce moment des hommes à longs cheveux, à vastes chapeaux, qui tient, sous leurs bras, chevalets, toiles, boîtes à couleurs (...) ».
Le syndicat d'initiative du Huelgoat est créé dès 1923. Huelgoat possède alors autant d'hôtels que Camaret.

### LeXXesiècle

#### Luttes politiques et rivalités scolaires duXXesiècle
Au milieu du XIXe siècle, le centre de la Bretagne et tout particulièrement la région du Huelgoat, constituaient un « bloc d'analphabétisme »; en 1860 on dénombre environ 60 % d'analphabètes en Haute-Bretagne, mais 73 % en Basse-Bretagne. « Très clairement, à cette époque, on n'attache aucune importance à l'école. D'une part, parce que l'école enseigne dans une langue étrangère, le français, et d'autre part, parce que malgré certaines évolutions du monde agricole dès 1850, les enfants sont censés reproduire les activités des parents, censés reprendre la ferme ». « L'usage quasi-exclusif de la langue bretonne, la pauvreté des campagnes, la grande taille des communes, la voirie déficiente » furent longtemps défavorables à un essor de la scolarisation. « Avec un demi-siècle de retard sur certaines régions de France, le Centre-Bretagne frémit. Mais nombreux sont encore en 1900 ceux qui ne savent, pour n'être jamais allé à l'école ou pour ne la fréquenter que très épisodiquement, ni lire, ni écrire, ni compter ». Même si la citation qui précède concerne en fait la région de Pontivy, elle est valable aussi pour la région du Huelgoat. L'essor de l'école républicaine au XXe siècle, illustré par des exemples tels que ceux du Huelgoat, de La Feuillée, de Scaër, etc. n'en est que plus remarquable.
En 1874, un rapport de l'inspecteur primaire atteste l'existence d'une école communale de filles (70 inscrites), concurrente de l'école libre également existante. La concurrence entre les deux écoles était rude : un rapport de l'inspecteur primaire de la circonscription de Châteaulin en date du 3 octobre 1897, évoquant une lettre de Mme Pouliquen, alors directrice de l'école publique de filles d'Huelgoat dit :

« Je savais déjà que, sur un mot d'ordre parti de Saint-Brieuc, les congréganistes avaient utilisé les vacances pour enlever le plus d'élèves possible aux écoles publiques : avances, cajoleries,menaces, terreur, influence du clergé et action des dévotes, tout a été mis en place dans ce but. (...) Nous n'avons donc, il me semble, à user d'aucun ménagement avec ces ennemis. »

La concurrence entre l'école laïque et l'école religieuse était alors impitoyable. Paradoxalement, il semblerait que cette rivalité des établissements scolaires ait engendré une émulation fructueuse, finalement favorable à l'essor éducatif.
Les locaux étaient précaires ; lors de sa session d'août 1880, un rapport du Conseil général du Finistère écrit :

« La commune d'Huelgoat ne possède actuellement qu'une maison d'école de garçons qui se trouve dans un état de délabrement complet et menace ruine. L'école des filles se tient dans une chambre louée à cet effet et qui peut être à chaque instant retenue par son propriétaire qui n'a pas voulu passer de bail avec la commune. »

Ce n'est qu'en 1910 qu'une école publique des filles, disposant de six classes, est enfin construite au lieu-dit "le Pouly". L'école des garçons avait été construite bien avant. Mais les locaux de la nouvelle école des filles, qui comprennent un internat de 80 pensionnaires, laissent à désirer : l'école est dépourvue d'eau courante (« l'accès à l'eau est à 500 mètres avec accès très pénible, (...) les deux dortoirs sans communication avec la maison d'habitation » de la directrice, « leur distribution est si mal conçue qu'il faut traverser une cour et un préau pour aller de ce logement à l'escalier de chaque dortoir »). En 1911, l'école publique des filles accueille 390 élèves, contre 39 quelques années avant ; en 1920, l'école accueille 286 filles et 24 garçons. L'inspecteur écrit dans son rapport cette année-là : « Mme Pouliquen combat énergiquement la concurrence de l'école privée ».
Les deux écoles publiques du Huelgoat sont lors de véritables « séminaires laïques », particulièrement l'école des filles sous la direction de Louise Priser qui en est la directrice entre 1955 et 1973 :

« Pour nous l'école, c'était l'ascenseur social, même si l'ascenseur n'est pas monté très haut. (...) Les filles des communes voisines venaient en sixième au pensionnat. Au Cours complémentaire, il y avait une sixième, une cinquième, une quatrième, une troisième et une troisième spéciale pour préparer les concours administratifs, notamment le concours de l'École normale. Seules celles susceptibles de réussir se présentaient. Ce qui engendrait un taux de réussite extraordinaire évidemment. Mais il faut dire que nous étions studieuses ! À la fin de la troisième, on passait le BEPC. Certaines restaient ensuite en troisième spéciale où elles préparaient l'École normale ou le concours des postes? C'était la "prépa" de l'époque. »

Comme les communes voisines, Huelgoat est un fief successivement républicain, laïque, radical, socialiste, communiste dans la seconde moitié du XIXe siècle et la première moitié du XXe siècle. Dans Tableau politique de la France de l'Ouest, André Siegfried note par exemple que pour l'année scolaire 1911-1912, 14 % des filles seulement sont scolarisées à l'école privée au Huelgoat contre 77 % à Plabennec dans le Léon voisin. Dans la première moitié du XXe siècle, les polémiques furent souvent vives et les manifestations nombreuses opposant « blancs » et « rouges », « cléricaux » et « laïcs » : l'expulsion du curé du Huelgoat de son presbytère le 22 juin 1907 provoqua de violentes protestations, le fuite du curé et de son vicaire et la paroisse se trouva sans prêtres. La représentation de la pièce de théâtre à tonalité anticléricale issue du roman d'Yves Le Febvre La terre des prêtres en fut un autre exemple mémorable, cette représentation théâtrale itinérante étant surnommée « Tournée des Sans-Dieu » par l'hebdomadaire Le Courrier du Finistère, propriété de l'évêché, qui décrit les vives manifestations et contre-manifestations qui eurent lieu à Huelgoat en cette occasion.

#### Huelgoat au cœur de la «renaissance bretonne»
Dès 1921, Huelgoat organise des « fêtes bretonnes » : le maréchal Foch honore de sa présence la première édition, à laquelle participe aussi le ministre des travaux publics Yves Le Trocquer dont la réception est ainsi décrite :

« C'est dans cet aimable cadre que se sont déroulées les grandes fêtes bretonnes auxquelles ont participé les gars et les jeunes filles de Haute et de Basse Cornouaille, de Bigoudénie, du Bas et du Haut Léon, du pays de Tréguier, et une foule immense de curieux et de touristes. (...) Dès l'aube, le vallon, la cité et la montagne furent en joie, choses et gens comme remplis d'allégresse, avec ronflement des binious et aux accents stridents et étranges des bombardes. Jamais ministre ne connut de plus gracieuse ni de plus somptueuse réception (...). Précédé des joueurs de binious et de bombardes, et du cortège splendide des gars et des jeunes filles en costume breton, et encadré des robustes cavaliers chevauchant leurs réputés bidets bretons fleuris et enrubannés, le ministre entra parmi les acclamations et suivi par une foule qui dansait, électrisée, par les gniengniengnien des binious, dans la bonne ville de Huelgoat. »

Jean-Marie Plonéis a étudié la vie rurale dans le canton du Huelgoat à cette époque. Pendant l'Entre-deux-guerres et encore dans l'immédiat Après Guerre, Huelgoat garde un rôle commercial important et est aussi, grâce à ses écoles, un ilot de francisation dans un environnement rural encore bretonnant :

« Huelgoat était considérée comme une petite ville. Il était de bon ton de parler français. Alors que dans les petits bourgs autour, on parlait breton. Les enfants de Scrignac ou d'ailleurs avaient déjà appris à parler français à l'école primaire. À Huelgoat, ça faisait paysan, ça faisait ploc de parler breton. On entendait parler breton uniquement le jour de la foire. »

#### Les guerres duXXesiècle

##### Les Huelgoatins morts pour la France
Le monument aux morts du Huelgoat porte les noms de 150 personnes mortes pour la France dont 95 pendant la Première Guerre mondiale, 53 pendant la Seconde Guerre mondiale, une pendant la guerre de Corée et une pendant la guerre d'Algérie.

### L'Entre-deux-guerres
Louis-Jacques Lallouët est élu maire SFIO d'Huelgoat en 1919 ; mais comme il adhère dès 1920, ainsi que la plupart des membres de son Conseil municipal à la SFIC (qui devint par la suite le Parti communiste français) dès sa création, Huelgoat a eu la première municipalité communiste... plusieurs mois avant Douarnenez qui revendique ce titre.
Au début de la décennie 1930, l'entreprise d'extraction de granite Loirat fit venir au Huelgoat 82 italiens de la région des Dolomites pour la fourniture de pierres de granite destinées à la construction de l'École navale à Brest.
Les foires du Huelgoat étaient fréquentées : les vaches se rassemblaient place du Lac, et les chevaux près de la chapelle des Cieux ».

### Huelgoat et la Seconde Guerre mondiale

#### L'occupation allemande

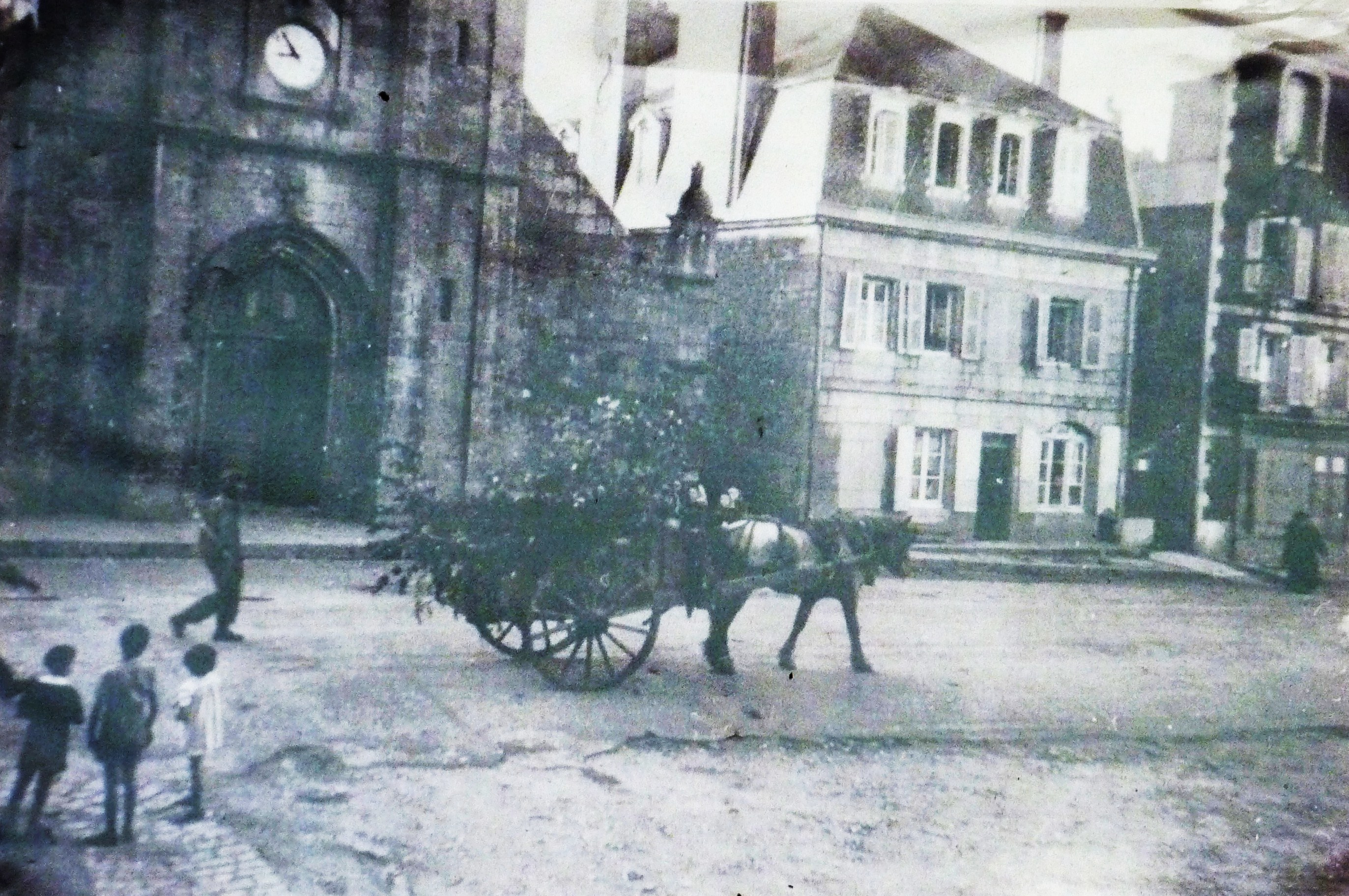
Charrette sur la place centrale d'Huelgoat pendant la Deuxième Guerre mondiale.

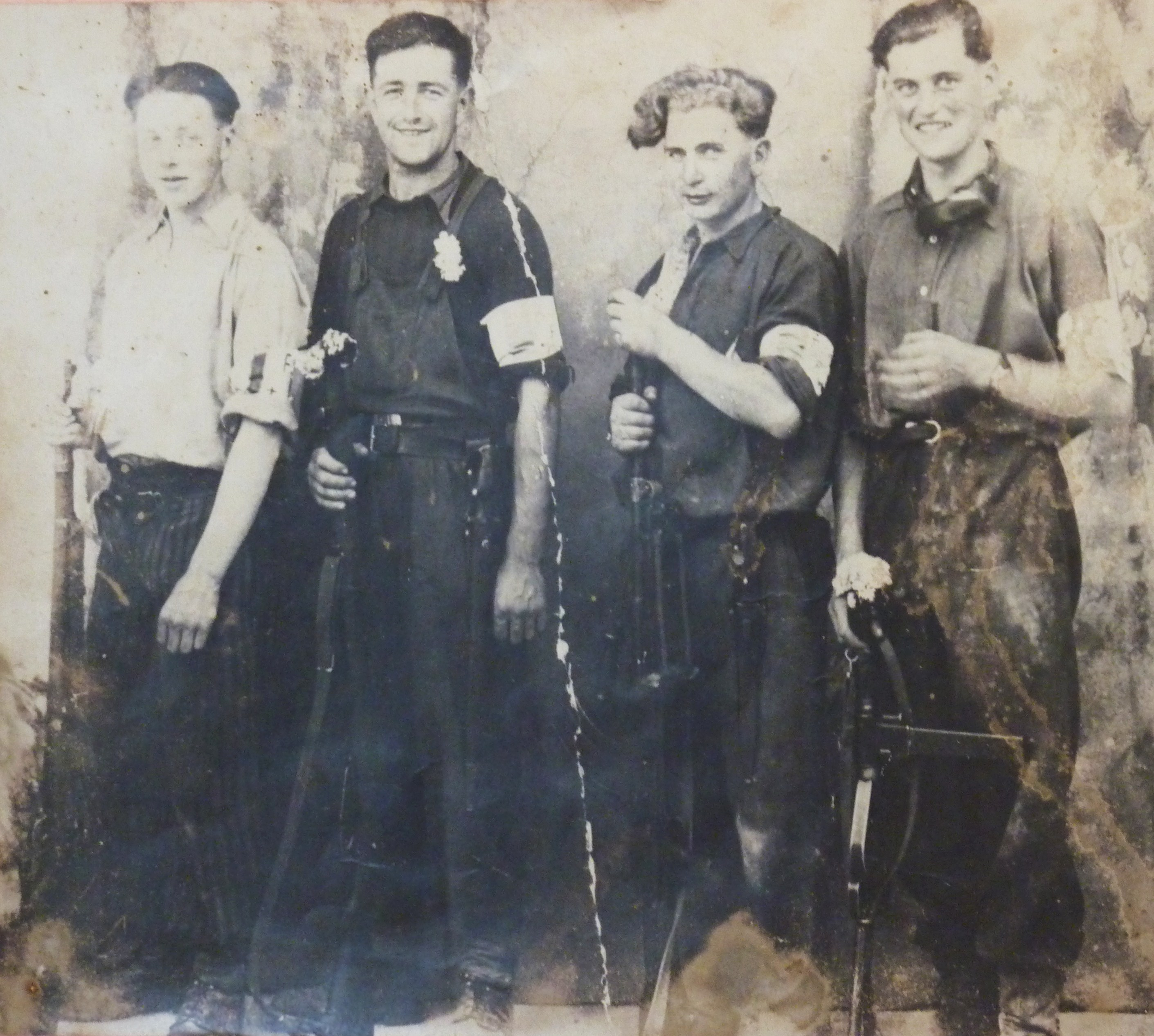
Résistants de la région pendant la Deuxième Guerre mondiale.

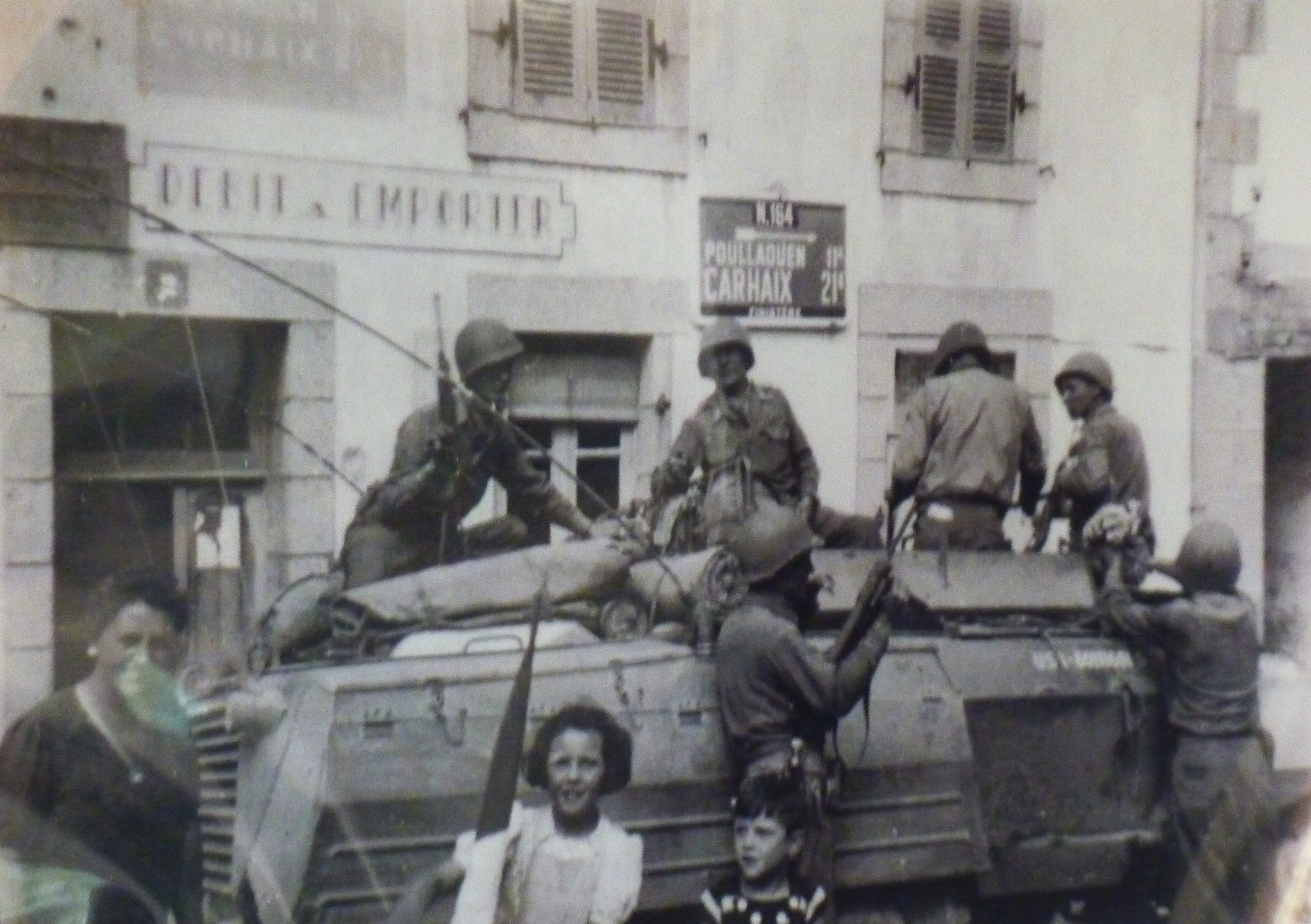
Char américain à Huelgoat en 1944.

Les troupes allemandes, venant de Morlaix, occupent Huelgoat le 20 juin 1940. Dans Huelgoat même, du côté allemand, se trouve un bataillon d'infanterie (deux compagnies à l'école libre des filles, une à l'école publique des filles, une disséminée en ville et à l'hôtel du Lac), appuyé dans le village de Kervinaouet, dominant la ville à 1 500 mètres [de distance], par une batterie de cinq canons de 77. L'école publique des filles est partiellement transformée en prison, des barreaux fixés aux fenêtres.
Un important maquis FTP, animé au début par Fernand Jacq jusqu'à son arrestation en juillet 1941, se développe aux alentours d'Huelgoat, y compris dans des communes comme Berrien et Poullaouen. « En 1943, la plupart des jeunes et des moins jeunes étaient résistants, et s'ils n'étaient pas résistants, ils soutenaient la résistance ». Le général Ramcke lui-même, le chef des parachutistes allemands basés à Brest, a écrit : « Le point névralgique était près d'Huelgoat. Il y avait là dans les forêts épaisses, un des plus grands maquis de Bretagne ». Trois résistants, Pierre Ruelen, Jean Volant et Émile Berthou, sont fusillés par les Allemands dans la forêt d'Huelgoat le 4 juillet 1944.
René Postollec, franc-tireur partisan dans la compagnie du docteur Jacq, témoigne : « Avec mon frère, dès 1942, nous entrons dans la résistance active. Embuscades contre des ennemis isolés, récupération d'armes, vol de cette machine à écrire à la kommandantur d'Huelgoat qui nous permet d'éditer des tracts anti-Allemands. Nous n'en restons pas là : création du maquis de Trédudon, puis de celui de Plonévez-du-Faou avec Marcel Lozach, réception de parachutages sur le terrain Framboise à Bolazec et enfin suppression de miliciens de la Spac à la solde de la Gestapo ».
Le maquis de Beurc'h Coat, à l'est du bourg de Berrien, dans la forêt du Huelgoat, commandé par le capitaine Georges (Yves Rousvoal), dépendait du réseau Libé-Nord et fut fort début 1944 de 630 hommes. Il participa notamment à la libération du Huelgoat le 5 août 1944. Paul Marzin, qui commandait une des compagnies, en parle dans son recueil La forêt étoilée. Une plaque située au pied du chêne de Lestrezec en Berrien commémore le souvenir de deux résistants membres de ce groupe, Jean-Marie Riou et André Créoff, tués lors d'un combat par les Allemands le 3 août 1944.

#### Libération de la ville
Juste avant la libération de la ville, Huelgoat et les bois au nord et à l'est sont tenus par 500 hommes de la 3e division allemande de parachutistes[réf. souhaitée].

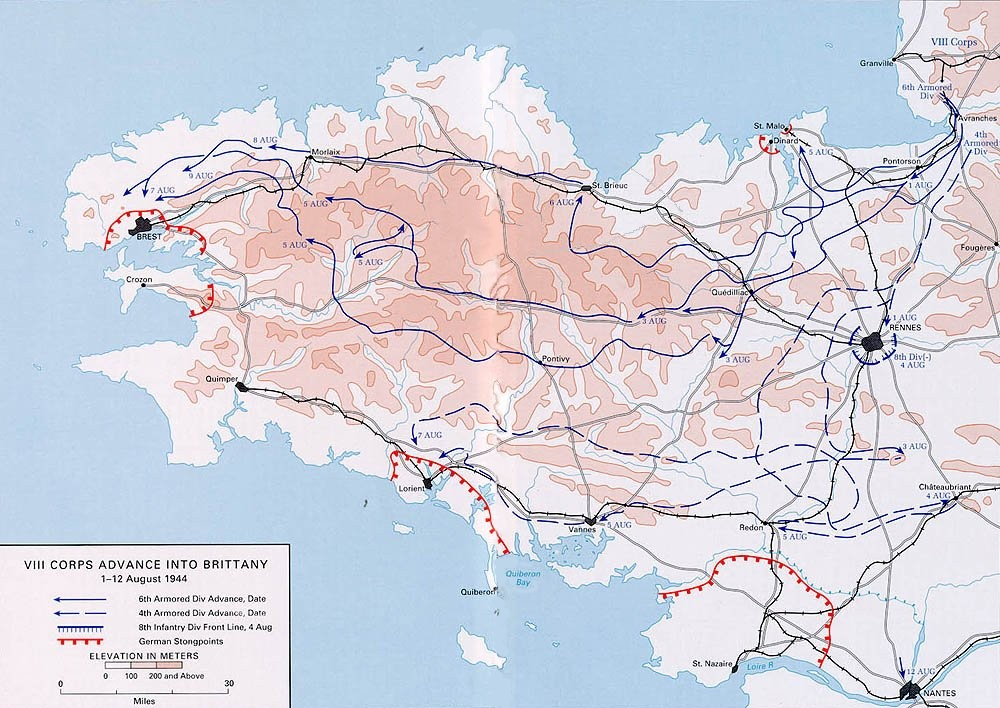
Avance de la 6e division blindée en Bretagne en août 1944. L'avancée des groupes CCA et CCB de la 6e division blindée y figure (trait continu).

Le 5 août 1944, la 6e division blindée « Super-Six » des États-Unis, commandée par le major-général Grow, engagée dans l'opération Cobra, a pour but de prendre Brest au plus vite. La division avance à marche forcée au travers du nord de la Bretagne, ignorant les places fortes allemandes. Elle est divisée en six groupes (hors éléments du train), dont deux groupes de combat (Combat Command A et B) et un de réserve (Reserve Command. Arrivant par l'est de Huelgoat, le Combat Command A (CCA) et le Reserve Command (Res Comd) vont être engagés à la libération de la ville.
Le groupe CCA (6 bataillons), parti de Gourin le matin arrive sur la ville après avoir contourné la place forte de Carhaix et être passé par Landeleau et Plouyé. Un groupe de reconnaissance arrive en premier en ville, vers 11h30, alors que seuls quelques Allemands y sont. Ce groupe, mené par le général Grow, est composé d'une jeep, d'un half-track et de deux chars ; il disperse rapidement deux troupes de soldats allemands. Un FFI est blessé, probablement par un tir ami. Le groupe passe la ville et part vers l'ouest, où il rencontre le groupe d'artillerie allemand situé à Kervinaouët.

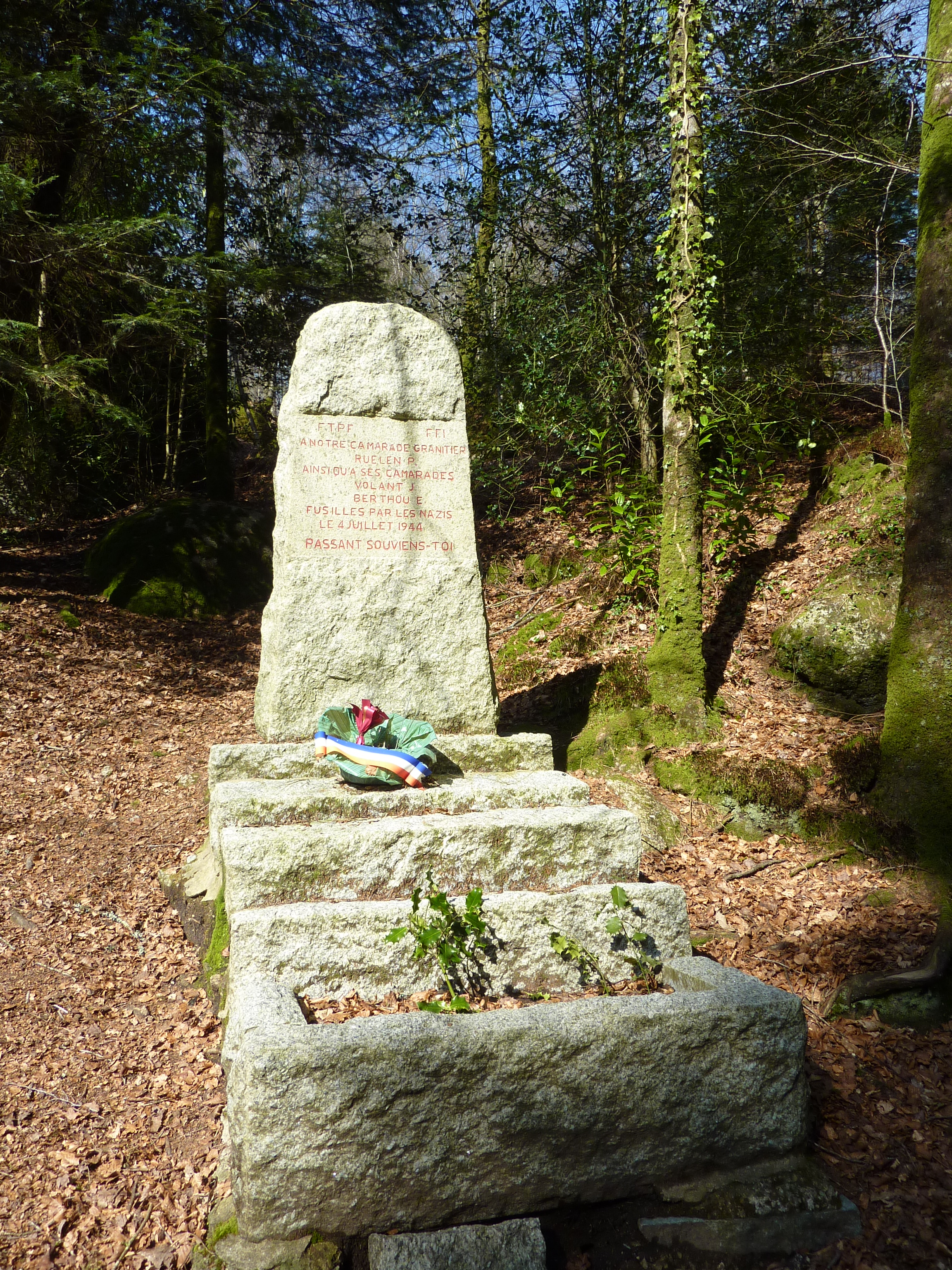
Monument commémoratif en l'honneur des résistants fusillés en 1944.

Une compagnie du 44e bataillon d'infanterie, supportée par deux pelotons de la compagnie A du 68e tank, est chargée de libérer la ville. Cependant, entre l'entrée de ce groupe de reconnaissance à Huelgoat et l'arrivée du groupe de combat, les Allemands venus du nord-est se regroupent en ville.

Un combat dur s'engage entre le groupe de combat soutenu par le maquis de Beurc'h Coat et les forces d'occupation. Un char est touché au nord-est de la ville par un Panzerfaust tiré à bout portant. Après avoir continué le combat un temps depuis le char en feu, son équipage évacue. Cernés par les Allemands, ils refusent de se rendre et tous ouvrent le feu : un tankiste est tué et deux blessés ; les Allemands sont cependant dispersés. La compagnie A du 68e tank est relevée par la compagnie C du poste d'avant-garde après cet incident, changement qui ne sera effectif que le lendemain matin. 

« Le 5 août 1944, vers 15 heures, le premier char entre dans la ville. Passant la chicane de la Rue des Cieux à hauteur de la chapelle, le premier char Sherman du 68e tank bataillon guidé par quelques FFI continue sa marche. Au carrefour, il tourne à gauche, canonne la kommandantur et mitraille une traction avant. Les chars et les half-tracks transportant l'infanterie du 44e bataillon investissent la ville. »

Après avoir perdu deux cents hommes (une cinquantaine de morts et 150 prisonniers[réf. souhaitée]), les Allemands survivants se cachent dans la forêt du Huelgoat et, vers 17 heures, s'infiltrent dans le bourg jusqu'à l'Hôtel de France. ils abattent sa propriétaire, Mme Dilasser, tuent ensuite trois personnes (Mme Liziour, sa fille et son fils) dans un commerce voisin, puis le maire Jean-François Le Dilasser. Un autre groupe d'Allemands tue un gendarme en retraite, Cosquer, et Marie Le Boulch, institutrice, tuée dans la cour de l'Hôtel de France. Cinq autres personnes sont tuées par d'autres Allemands : deux facteurs en retraite, Le Scanf (80 ans) et Mouzer ; un retraité de la marine, Henri Cabioch, deux femmes, Mme Rouiller et Mlle Le Gall. En tout, quatorze Huelgoatains ont été sauvagement abattus par les soldats nazis ce jour-là.
Le groupe Res Comd (6 bataillons), parti de Gouarec en début d'après-midi, passe par Poullaouen où il subit une escarmouche durant deux heures, qu'il repousse vers Huelgoat. En fin d'après-midi, le groupe se dirige vers Huelgoat par la route de Poullaouen,. Or la route, dans un défilé, été soigneusement miné et barré de rochers : le groupe subit alors des tirs d'armes légères et de mortiers de la part d'un groupe estimé à 200 hommes. Du fait de la configuration des lieux, aucun tank ne peut être déployé et ce sont les unités d'infanterie du groupe qui sont mises à contribution. Lors du combat, le groupe démine la route par des tirs et détruit un important dépôt de munitions dans la forêt.
L'action des deux groupes de la 6e division n'est pas coordonnée, les uns ignorant la position des autres. Une communication radio est établie et les deux groupes, qui attaquaient le même ennemi, s'organisent par le biais du Combat Command Commander (l'état-major de combat), présent avec CCA. Le CCA se déploie au sud de la ville alors que Res Comd se regroupe en position défense sur les hauteurs à l'entrée du défilé, amenant alors à la victoire.
Trois soldats américains sont tués pendant les combats. La première Distinguished Service Cross décernée à titre posthume pour la division revient au second-lieutenant James L. Durden, officier du groupe de reconnaissance du 15e bataillon de tanks, qui a dirigé les tanks sur un chemin sûr au sein d'un champ de mines de la route de Poullaouen, en pleine attaque.
Le premier dimanche d'août 1944, deux prisonniers allemands conduits par des résistants sur le terrain des sports de Berrien et qui allaient être exécutés furent sauvés par Jean Marin, revenu de Londres avec les Américains, qui ordonna de suspendre l'exécution, faisant valoir que si les Allemands s'étaient conduits en barbares, ce n'était pas une raison pour les imiter !
Les forces allemandes restantes se replient vers Morlaix. Le groupe CCA s'installe dans des hameaux de la Feuillée pour la nuit : le commandement s'installe à Kerbran, les troupes se regroupant à Kerberou. Durant la nuit, une patrouille allemande harcèle le campement d'une compagnie en leur jetant des grenades. Le premier peloton de reconnaissance du 603e Tank Destroyer Battalion, passe la nuit près de Huelgoat, dormant dans des trous. Le groupe Combat Command B (6 bataillons également) a ignoré Huelgoat : il passe au nord de la ville, allant directement vers Le Cloître (Saint-Thégonnec) où il se regroupe la nuit du 5 au 6 août après un combat.
Le 6 août 1944, trois groupes reprennent leur route vers Brest, au nord-ouest. Res Comd, resté en arrière sur Poullaouen, reprend sa marche en suivant la route de CCB, en passant par Huelgoat au petit matin, où ils subissent un court feu de mortiers. Le groupe D de reconnaissance du CCA, parti quelques jours plut tôt en reconnaissance sur Châteauneuf-du-Faou et ayant perdu son chemin, passe à quatre kilomètres à l'ouest de Huelgoat où il est ravitaillé par les FFI puis recolle au train.
Le 8 août 1944, le corps de Georges Le Scraigne, tué par les Allemands d'une balle dans la tête, est découvert sous un tas de paille dans le village de Kervinaouet.
Le 14 août, des troupes de la 6e division repassent par la ville, venant de Brest et en direction de Lorient,.
« Après la libération de la ville, on trouva deux cadavres de résistants, sommairement enterrés allée Violette ; ils avaient été torturés à l'école des filles toute proche, occupée alors par les Allemands. Des gens se souviennent avoir entendus des hurlements » témoigne Paul Marzin, un résistant huelgoatin, en 1994.

#### L'après Seconde Guerre mondiale
Pendant la décennie 1950, le granit bleu du Huelgoat servit à la reconstruction de Brest, notamment pour le nouveau bâtiment de la Préfecture maritime.
En 1957, dans le doyenné d'Huelgoat, selon une enquête faîte sous la direction du chanoine Boulard, moins de 4 % des hommes et de 14 % des femmes allaient à la messe régulièrement ; le parti communiste obtint dans le canton d'Huelgoat 53 % des voix en 1956 et en 1958.
Les écoles de garçons et de filles du Huelgoat, ainsi que le cours complémentaire, ont longtemps été réputées pour leur excellence et ont formé entre autres de nombreux futurs fonctionnaires, notamment des enseignants, dans les décennies d'après-guerre. « Beaucoup passaient des concours, le concours des postes, et le concours de l'École normale surtout. Beaucoup entraient à l'École normale, huit ou neuf de l'école du Pouly chaque année. Ces petites filles avaient un bon niveau. Elles venaient surtout du monde paysan ; il y avait quelques filles de commerçants, mais elles n'étaient pas nombreuses. (...). Peu de parents possédaient une voiture. Beaucoup venaient en taxi. Elles étaient tellement nombreuses qu'il n'y avait pas assez de places dans les dortoirs. Alors on leur prenait une chambre en ville. Elle avait bonne réputation notre école » témoigne Louise Priser, directrice de l'école des filles de 1955 à 1973. Son mari, Louis Priser, dirigeait l'école des garçons et était aussi écrivain.

### LeXXIesiècle

#### Les conséquences de la tempête Ciaran
Selon Marie Dubois, directrice de l'Office national des forêts en Bretagne, à la suite de la Tempête Ciarán de 2023, « en forêt du Huelgoat, ce sont 15 000 m³ de chablis (arbres déracinés) qui ont été recensés».Les dégâts sont toutefois nettement moindres que ceux de la tempête de 1987 où c'est 900 000 m3 d'arbres qui avaient été jetés à terre.

## Démographie
L'évolution du nombre d'habitants est connue à travers les recensements de la population effectués dans la commune depuis 1793. Pour les communes de moins de 10 000 habitants, une enquête de recensement portant sur toute la population est réalisée tous les cinq ans, les populations de référence des années intermédiaires étant quant à elles estimées par interpolation ou extrapolation. Pour la commune, le premier recensement exhaustif entrant dans le cadre du nouveau dispositif a été réalisé en 2008.

En 2022, la commune comptait 1 420 habitants, en évolution de −4,7 % par rapport à 2016 (Finistère : +2,16 %, France hors Mayotte : +2,11 %).
| 1793 | 1800 | 1806 | 1821 | 1831  | 1836  | 1841  | 1846  | 1851  |
| ---- | ---- | ---- | ---- | ----- | ----- | ----- | ----- | ----- |
| 977  | 898  | 900  | 929  | 1 037 | 1 171 | 1 156 | 1 200 | 1 215 |

| 1856  | 1861  | 1866  | 1872  | 1876  | 1881  | 1886  | 1891  | 1896  |
| ----- | ----- | ----- | ----- | ----- | ----- | ----- | ----- | ----- |
| 1 176 | 1 203 | 1 277 | 1 240 | 1 327 | 1 184 | 1 401 | 1 324 | 1 413 |

| 1901  | 1906  | 1911  | 1921  | 1926  | 1931  | 1936  | 1946  | 1954  |
| ----- | ----- | ----- | ----- | ----- | ----- | ----- | ----- | ----- |
| 1 600 | 1 874 | 2 134 | 1 996 | 2 207 | 2 331 | 2 283 | 2 431 | 2 363 |

| 1962  | 1968  | 1975  | 1982  | 1990  | 1999  | 2006  | 2008  | 2013  |
| ----- | ----- | ----- | ----- | ----- | ----- | ----- | ----- | ----- |
| 2 057 | 2 456 | 2 230 | 2 026 | 1 742 | 1 687 | 1 622 | 1 602 | 1 542 |

| 2018  | 2022  | - | - | - | - | - | - | - |
| ----- | ----- | - | - | - | - | - | - | - |
| 1 409 | 1 420 | - | - | - | - | - | - | - |

L'indépendance communale acquise tardivement (Huelgoat n'était antérieurement qu'une trève de la paroisse de Berrien) et la promotion immédiate au statut de chef-lieu de canton ont favorisé la croissance démographique continue de la commune tout au long du XIXe siècle et même, si l'on excepte le déclin temporaire dû à la Première Guerre mondiale, jusqu'en 1931, année d'un premier maximum démographique. La population a plus que doublé en un siècle. Le rôle administratif de la ville, son attractivité commerciale, y compris les foires et marchés, son essor touristique, expliquent cette augmentation de population.
De 1931 à 1968, la population évolue en dents de scie, reste presque stable globalement, le maximum absolu étant toutefois atteint en 1968 avec 2 456 habitants. Depuis 1968, le déclin économique de la ville, qui a perdu l'essentiel de son attractivité commerciale et touristique, s'accompagne d'un net déclin démographique continu, Huelgoat perdant 834 habitants en 41 ans, soit plus du tiers de sa population (-34 %). Entre 1999 et 2007, le taux de natalité est de 6,8 pour mille alors que le taux de mortalité est de 29 pour mille, d'où un très important déficit naturel qui va croissant (-2,2 % l'an entre 1999 et 2006). De 1998 à 2007, Huelgoat a connu en 10 ans 108 naissances pour 478 décès ! L'existence d'un important établissement hébergeant des personnes âgées perturbe toutefois les statistiques et explique aussi pour partie que 47,7 % des femmes et 31,9 % des hommes habitant la commune soient en 2007 âgés de 65 ans et plus.
L'Argoat est devenu attractif pour la population d'origine britannique (du moins avant le Brexit) : selon l'INSEE, en 2016, les cinq bassins de vie bretons où la part de la population de nationalité anglaise étaient les plus nombreux étaient dans l'ordre ceux de Callac (7,8 %), Huelgoat (6,8 %), Guémené-sur-Scorff (5,1 %), Rostrenen (4,7 %) et Merdrignac (3 %), en partie à cause de la modicité des prix de l'immobilier en Bretagne intérieure.

## Politique et administration

### Héraldique
| Blason du Huelgoat | Blason du Huelgoat : De gueules au cerf passant d'or, au chef ondé de sinople soutenu aussi d'or, chargé d'une moucheture d'hermine accostée de deux carpes posées en face et affrontées, le tout aussi d'or. Officiel : déposé en préfecture le 24 août 1977. Blason présenté sur le site de l'office de tourisme de la commune. Concepteur : Bernard Le Brun |

### Liste des maires
| Période                                  | Période   | Identité                        | Étiquette                      | Qualité                                                                                            |
| ---------------------------------------- | --------- | ------------------------------- | ------------------------------ | -------------------------------------------------------------------------------------------------- |
| 1790                                     | 1791      | Guillaume-Sébastien Le Roux     |                                | |
| 1791                                     | 1791      | Noël Kernéguez                  |                                | |
| 1791                                     | 1792      | Mathurin Grillaud               |                                | |
| 1792                                     | 1793      | François-Guillaume Lefebvre     |                                | |
|                                          |           |                                 |                                | |
| 1803                                     | 1808      | François-Joseph Paris           |                                | |
| 1809                                     | 1815      | Olivier Féjean                  |                                | Notaire.                                                                                           |
| 1815                                     | 1831      | Charles Desprez                 |                                | Ancien militaire (caporal).                                                                        |
| 1835                                     | 1840      | Jean-Louis de Penguern          |                                | |
| 1840                                     | 1842      | Joseph Le Nee                   |                                | Notaire.                                                                                           |
| 1844                                     | 1848      | Yves Jaffrennou                 |                                | Huissier de justice.                                                                               |
| 1848                                     | 1852      | François-Marie Le Soufaché      |                                | Serrurier.                                                                                         |
| 1852                                     | 1856      | Yves-Marie Morvan               |                                | Propriétaire.                                                                                      |
| 1857                                     | 1877      | Yves Le Citol                   |                                | Nommé par le gouvernement impérial de Napoléon III.                                                |
| 1877                                     | 1888      | Charles Henry Le Bihan          |                                | Négociant.                                                                                         |
| 1888                                     | 1892      | Jean-Louis Le Gall              |                                | Reçoit les palmes académiques en 1891                                                              |
| 1892                                     | 1910      | Joseph Féjean                   | Républicain                    | |
| 1910                                     | 1912      | Hyacinthe Bergot                | DVD                            | Notaire                                                                                            |
| 1912                                     | 1919      | Jean Le Rumeur                  |                                | Greffier.                                                                                          |
| 1919                                     | 1925      | Jacques-Louis Lallouët          | SFIO puis PCF à partir de 1920 | Premier maire communiste de Bretagne                                                               |
| 1926                                     | 1935      | Corentin Le Floch               | Soc.ind.                       | Assureur                                                                                           |
| 1935                                     | 1944      | Jean-François-Marie Le Dilasser | Rad.                           | Conseiller général de 1919 à 1937. Assassiné par les nazis le 5 août 1944.                         |
| mai 1945                                 | mars 1983 | Alphonse Penven                 | PCF                            | Agriculteur. Député du Finistère (1956-1958) - Conseiller général du canton d'Huelgoat (1945-1982) |
| mars 1983                                | mars 1989 | Joseph Guillou                  | DVD                            | |
| mars 1989                                | mars 2001 | Robert Cleuziou                 | PCF                            | |
| mars 2001                                | mars 2008 | Irène Dissez                    | DVD                            | Première femme maire d'Huelgoat                                                                    |
| mars 2008                                | 2014      | Corentin Garrec                 | App PS                         | Ancien banquier                                                                                    |
| mars 2014                                | mars 2021 | Benoît Michel                   | DVG                            | Agriculteur retraité                                                                               |
| mars 2021                                | En cours  | Jacques Thépaut                 |                                | |
| Les données manquantes sont à compléter. |           |                                 |                                | |

## Culture locale et patrimoine
La vocation touristique de Huelgoat ne date pas d'hier ; les Anglais, les premiers, y viennent nombreux au début du siècle dernier, attirés par la beauté naturelle du site[réf. souhaitée] : forêt légendaire, dernier vestige occidental, peut-être[Selon qui ?], de l'antique Brocéliande, chaos de rochers fantastiques, lieux archéologiques, lac, rivières poissonneuses[réf. souhaitée], etc.
Charles Le Goffic (1863-1932), dans Croc d'Argent, roman d'Huelgoat et de sa forêt, écrit :

« (...) Huelgoat! Sources, ruisseaux, torrents, forêts sacrées,
(...) Huelgoat! Huelgoat! Sur la bruyère desséchée,
Lorsque le vent d'hiver menait sa chevauchée,
Tout l'horizon, de Lopéret à Ruguellou,
Se rebroussait comme une immense peau de loup.
(...) Huelgoat! Le Camp Romain, le Chaos, les menhirs.
J'entends bruire en moi l'essaim des souvenirs,
J'évoque saint Herbot au pied de sa cascade, (...)
Huelgoat! Le soir descend sur la forêt. Tout bruit
S'est tu.(...) »

### Patrimoine bâti
- La chapelle Notre-Dame-des-Cieux[155] (en breton : Itron Varia an Neñvoù). Cette chapelle fait l'objet d'un classement au titre des monuments historiques depuis le 12 novembre 1914[156].

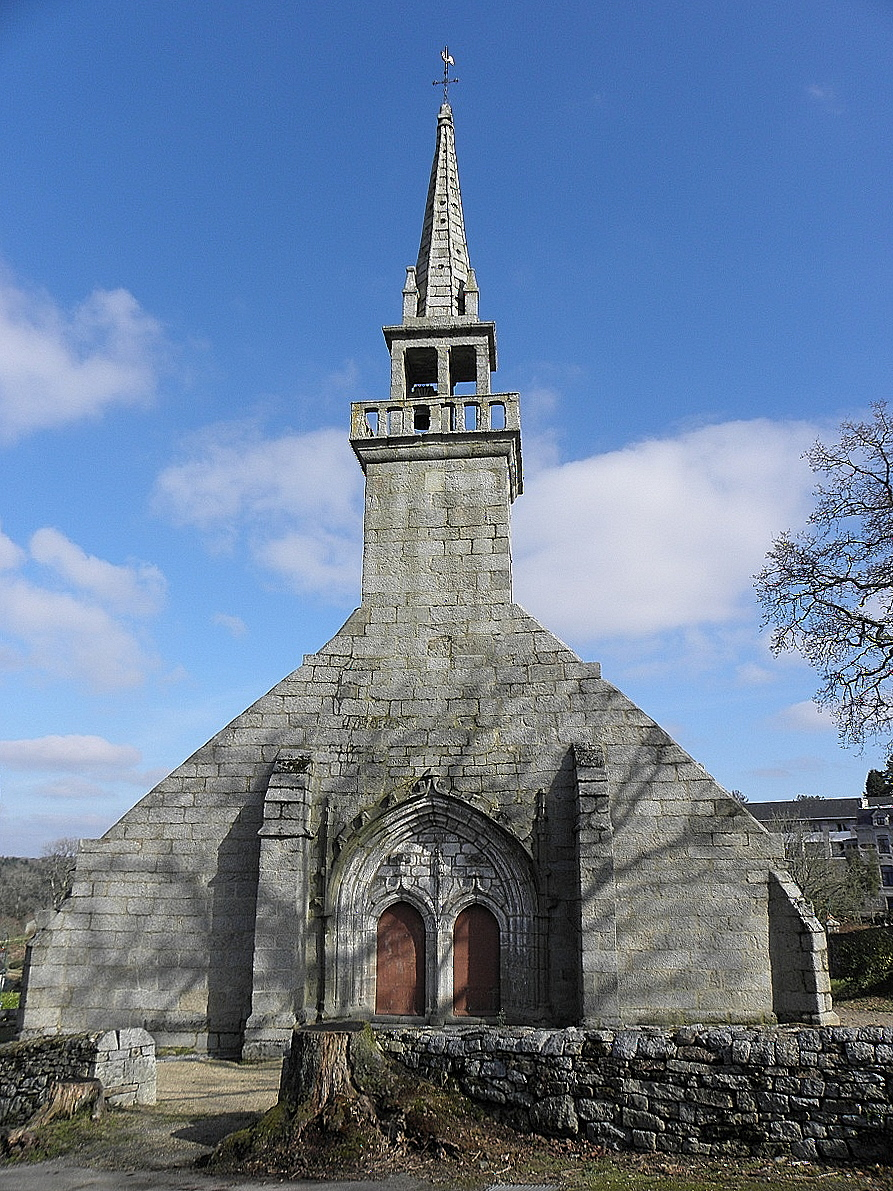
La chapelle Notre-Dame-des-Cieux : la façade.
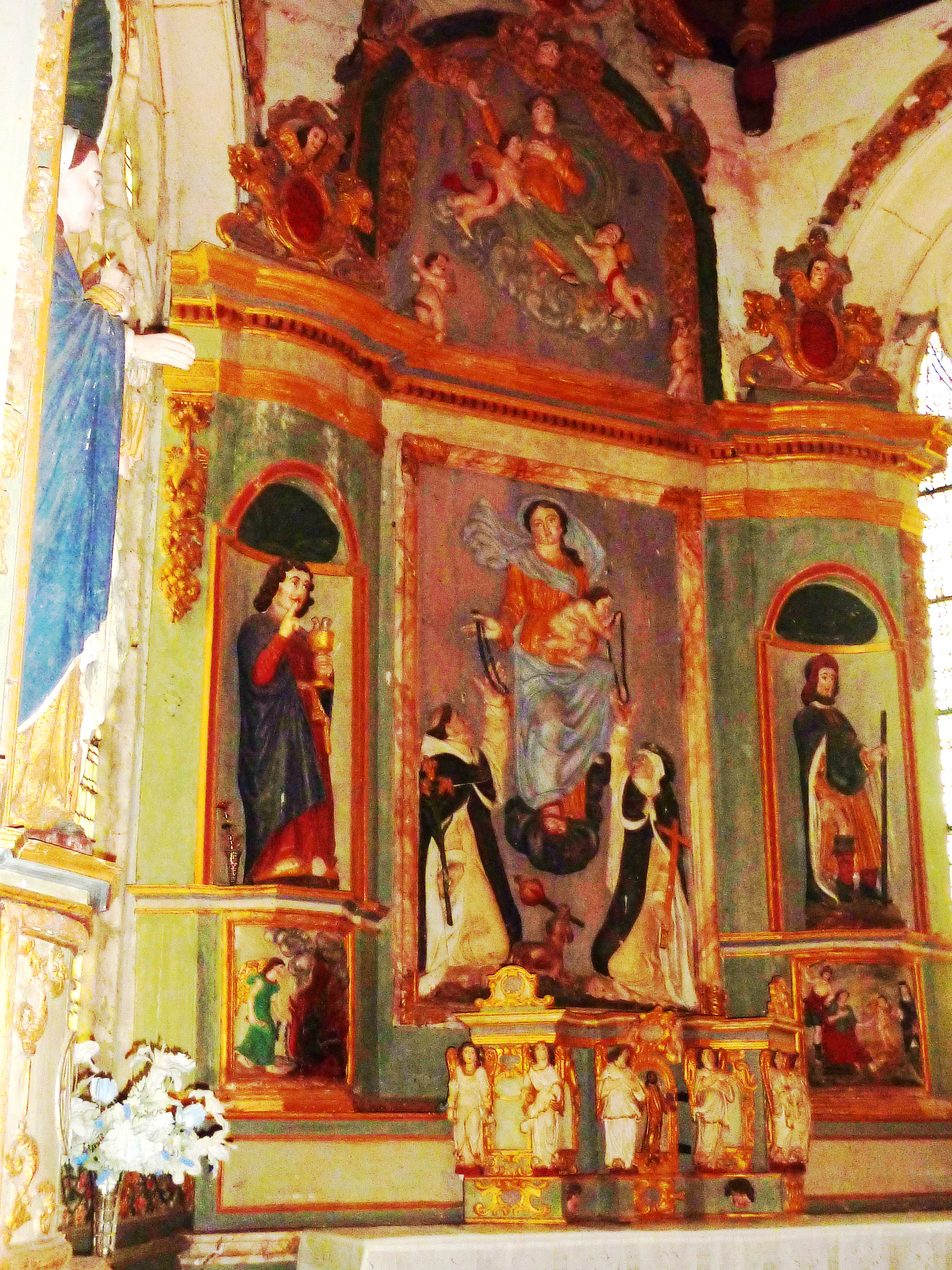
La chapelle Notre-Dame-des-Cieux : le retable du Rosaire.
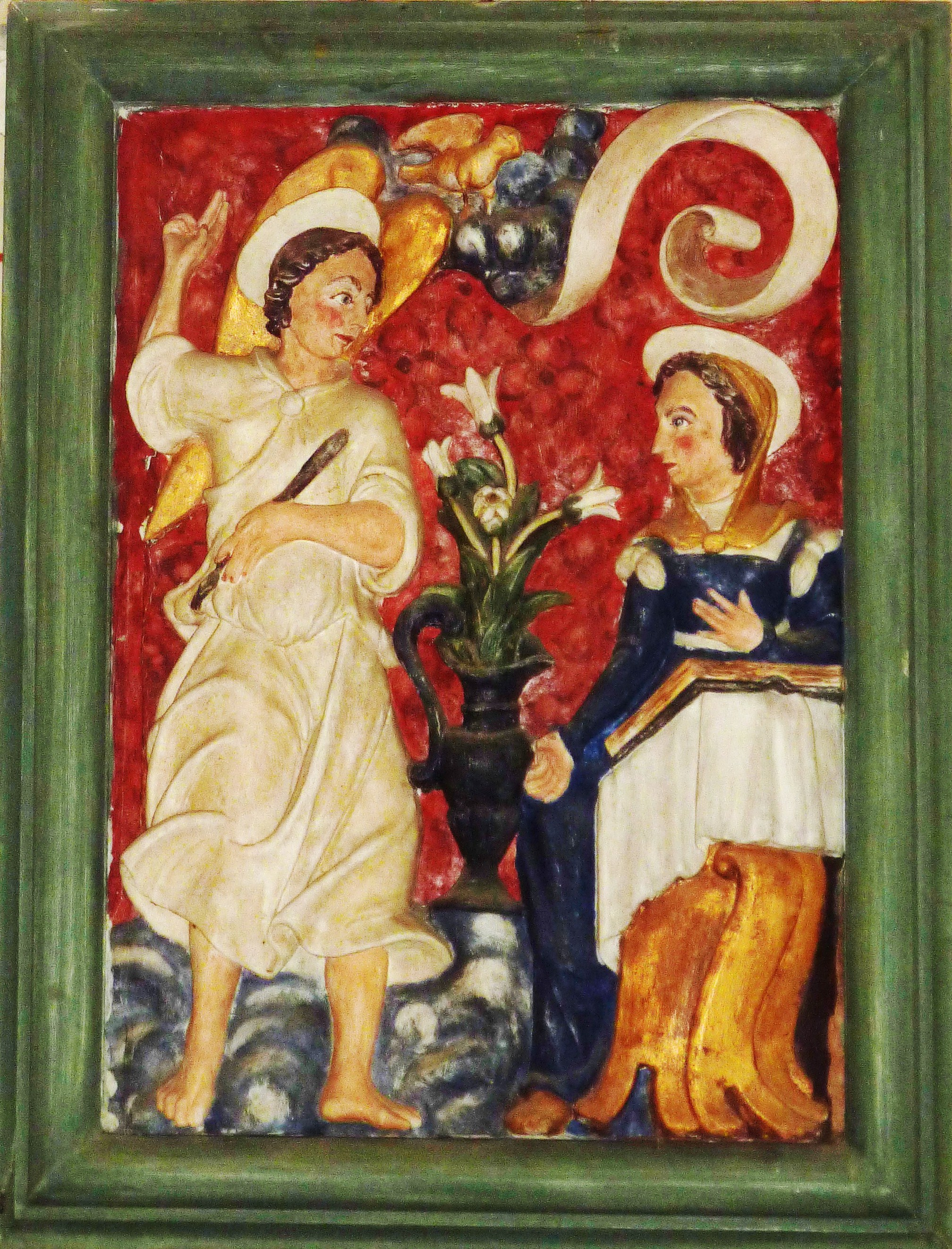
La chapelle Notre-Dame-des-Cieux : détail du retable du Rosaire 1.
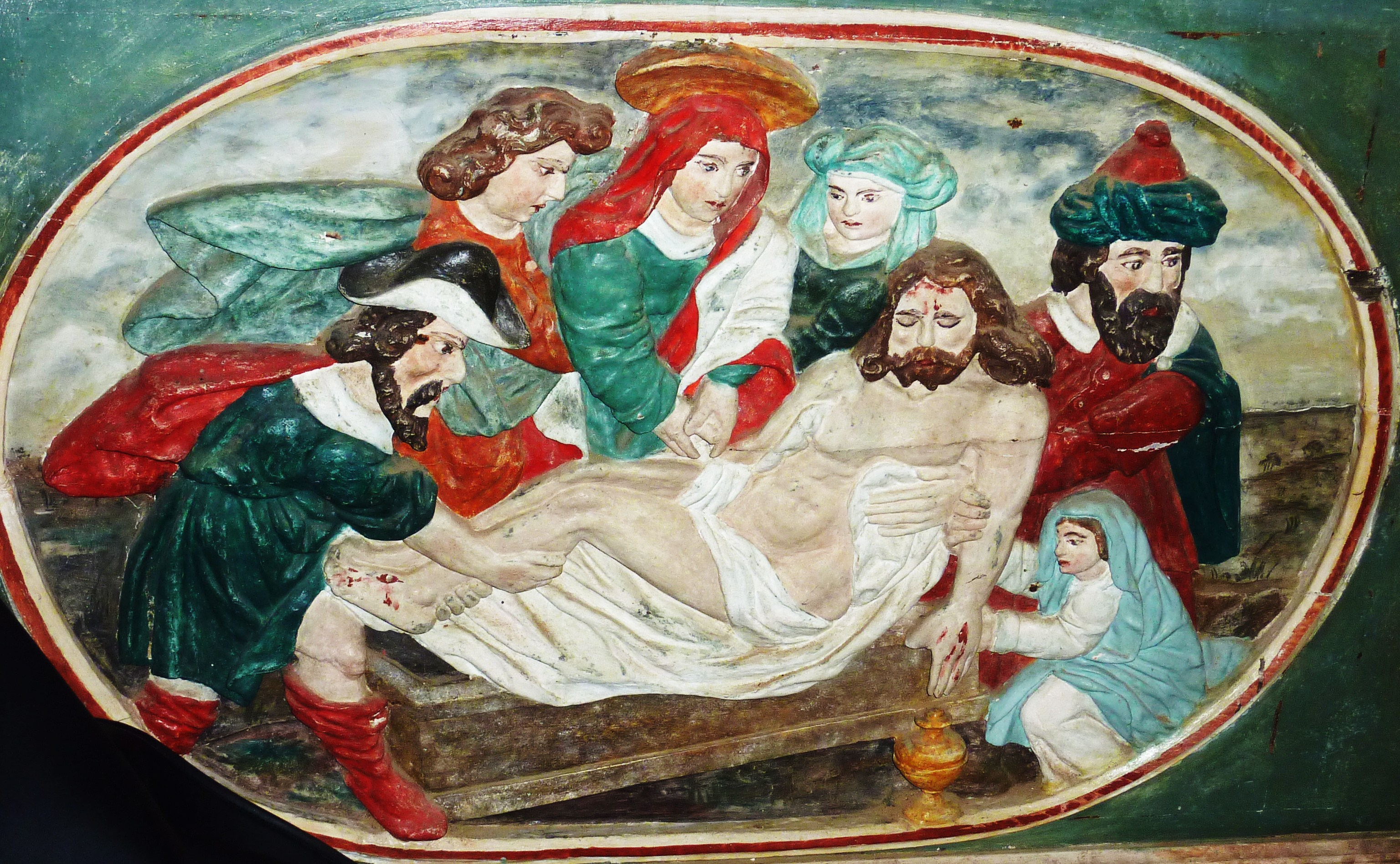
La chapelle Notre-Dame-des-Cieux : détail du retable du Rosaire 2.
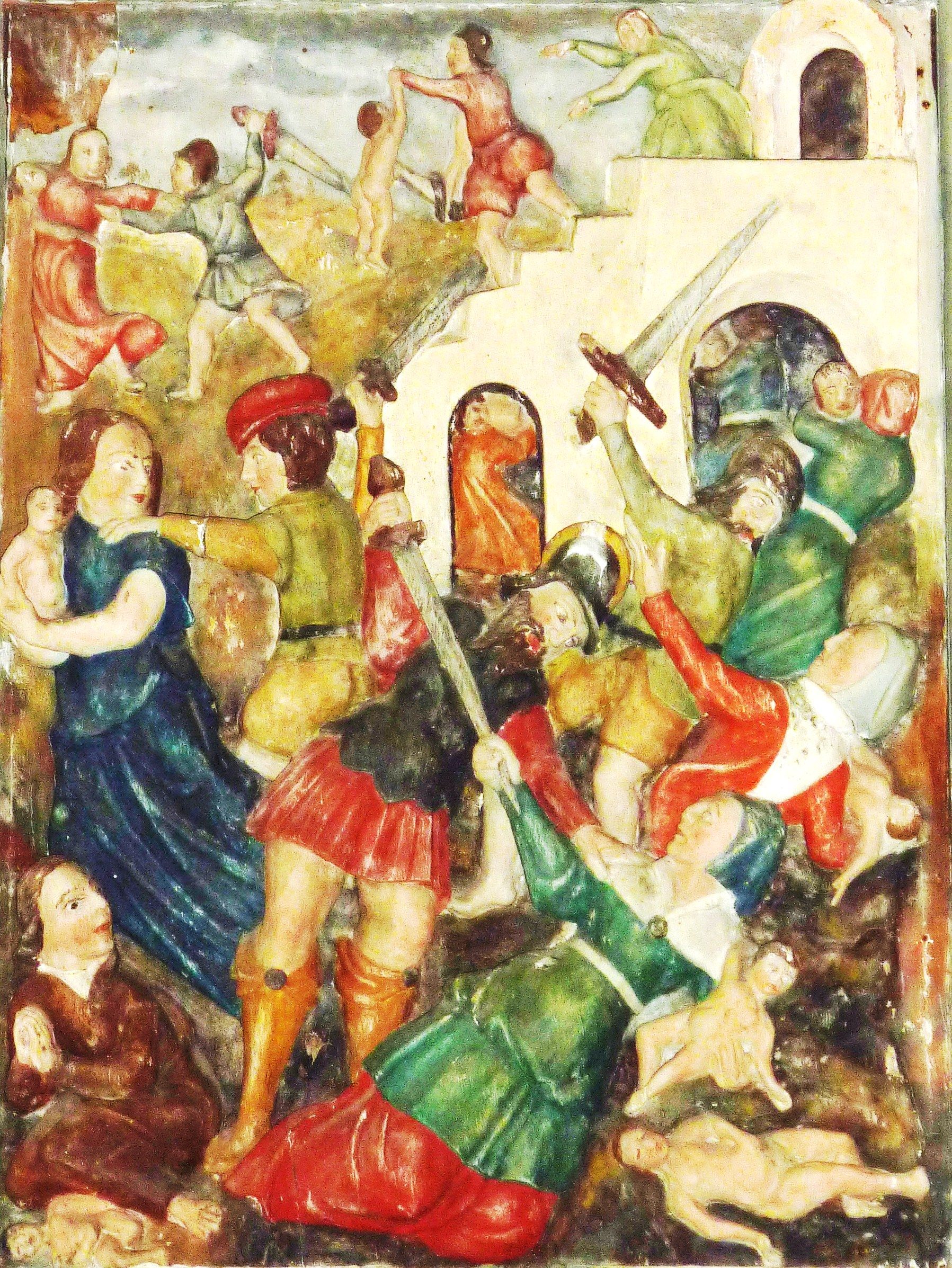
La chapelle Notre-Dame-des-Cieux : détail du retable du Rosaire 3.
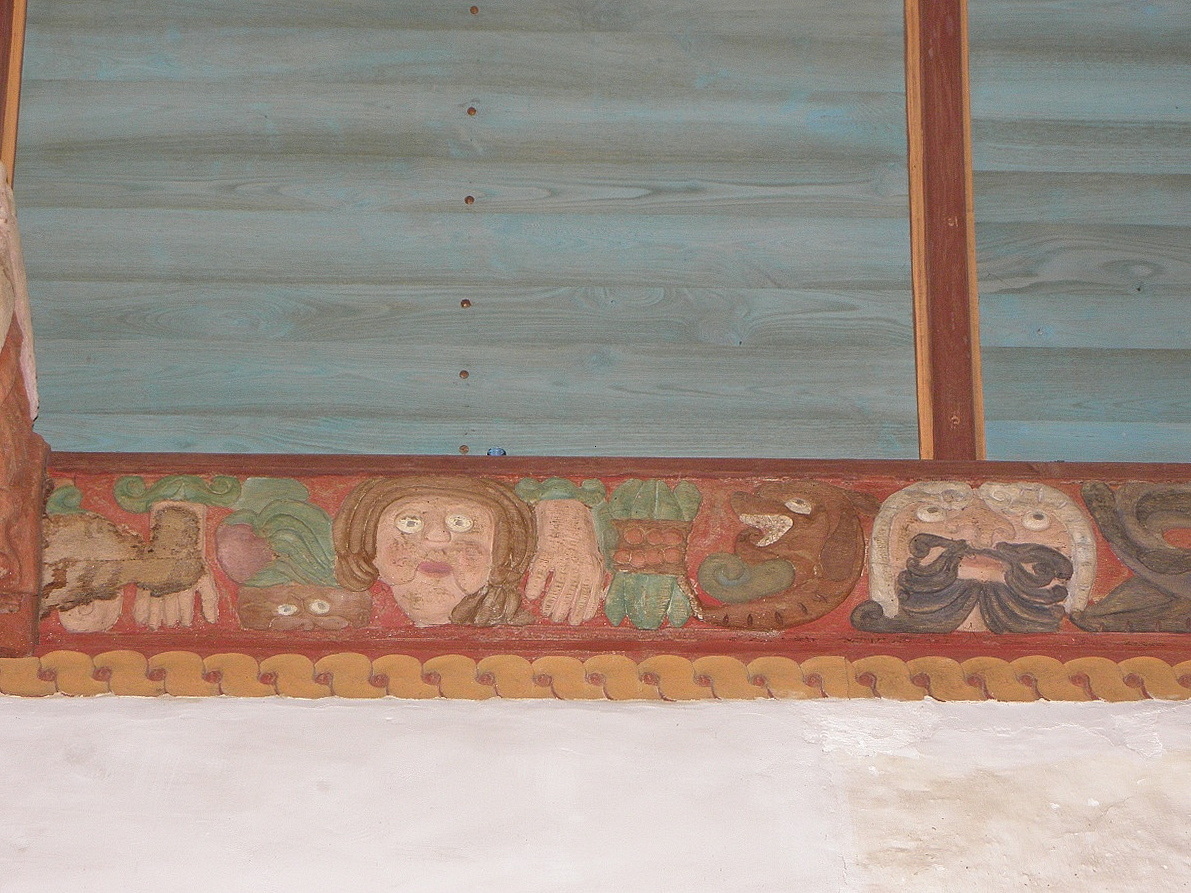
La chapelle Notre-Dame-des-Cieux : blochet et sablière 1.
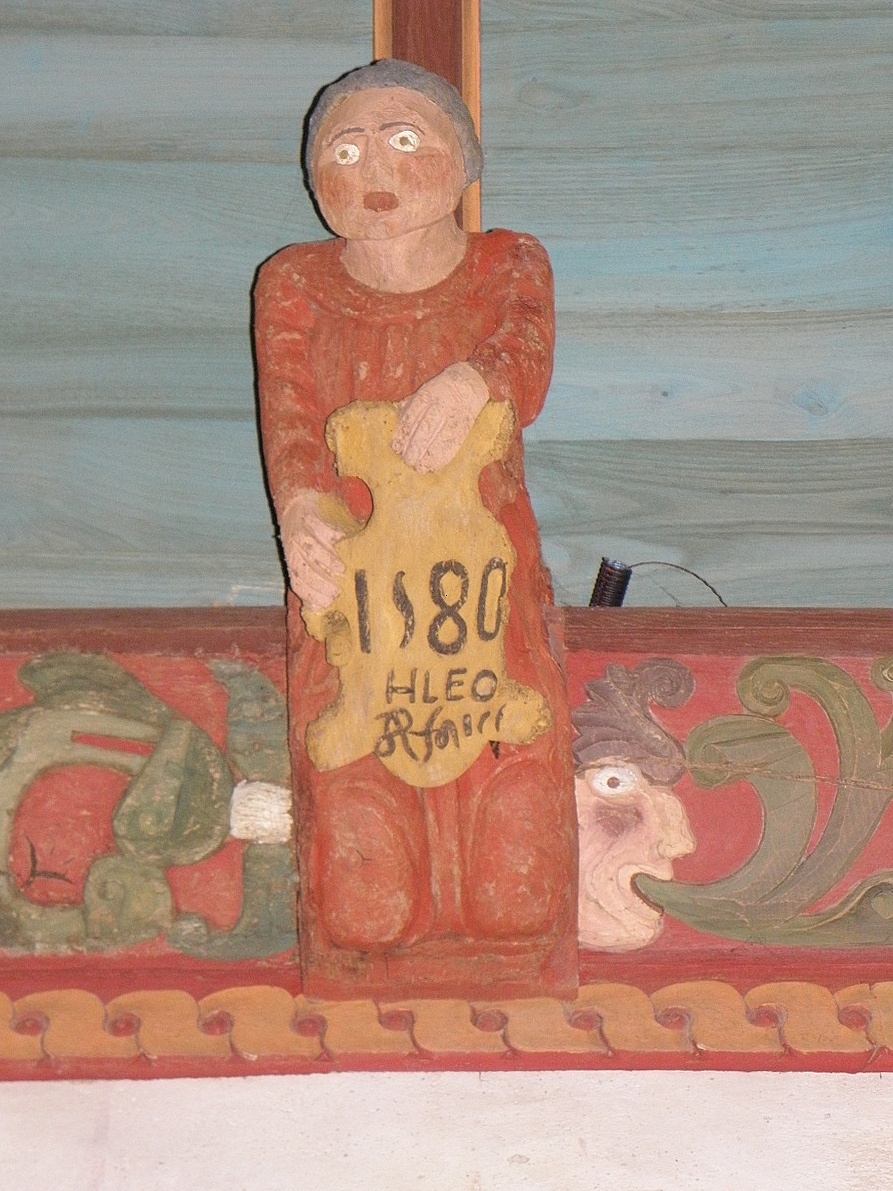
La chapelle Notre-Dame-des-Cieux : blochet et sablière 2.

- L'église Saint-Yves de Huelgoat (elle date de 1591 mais a connu trois restaurations, l'une au début du XIXe siècle après qu'elle fut dévastée par la foudre[157] en 1818, une entre 1868 et 1871, sur les plans de l'architecte Jules Boyer, et une en 1953[37]). Cette église comprend une nef de quatre travées, deux chapelles en ailes formant un faux transept, et un chevet de type Beaumanoir à noues multiples. Elle fait l'objet d'un classement au titre des monuments historiques depuis le 28 octobre 1926[158].

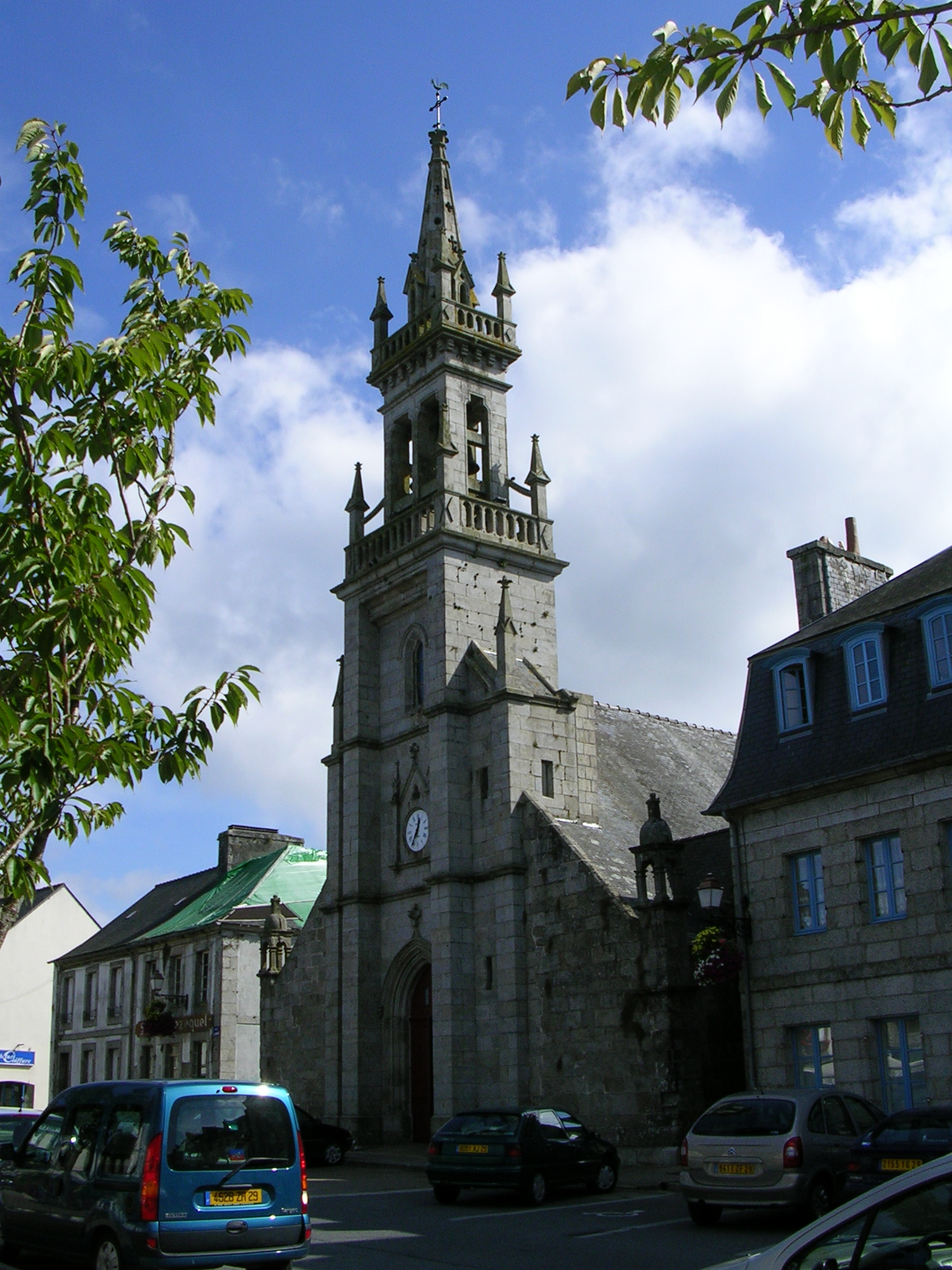
L'église paroissiale Saint-Yves : la façade.
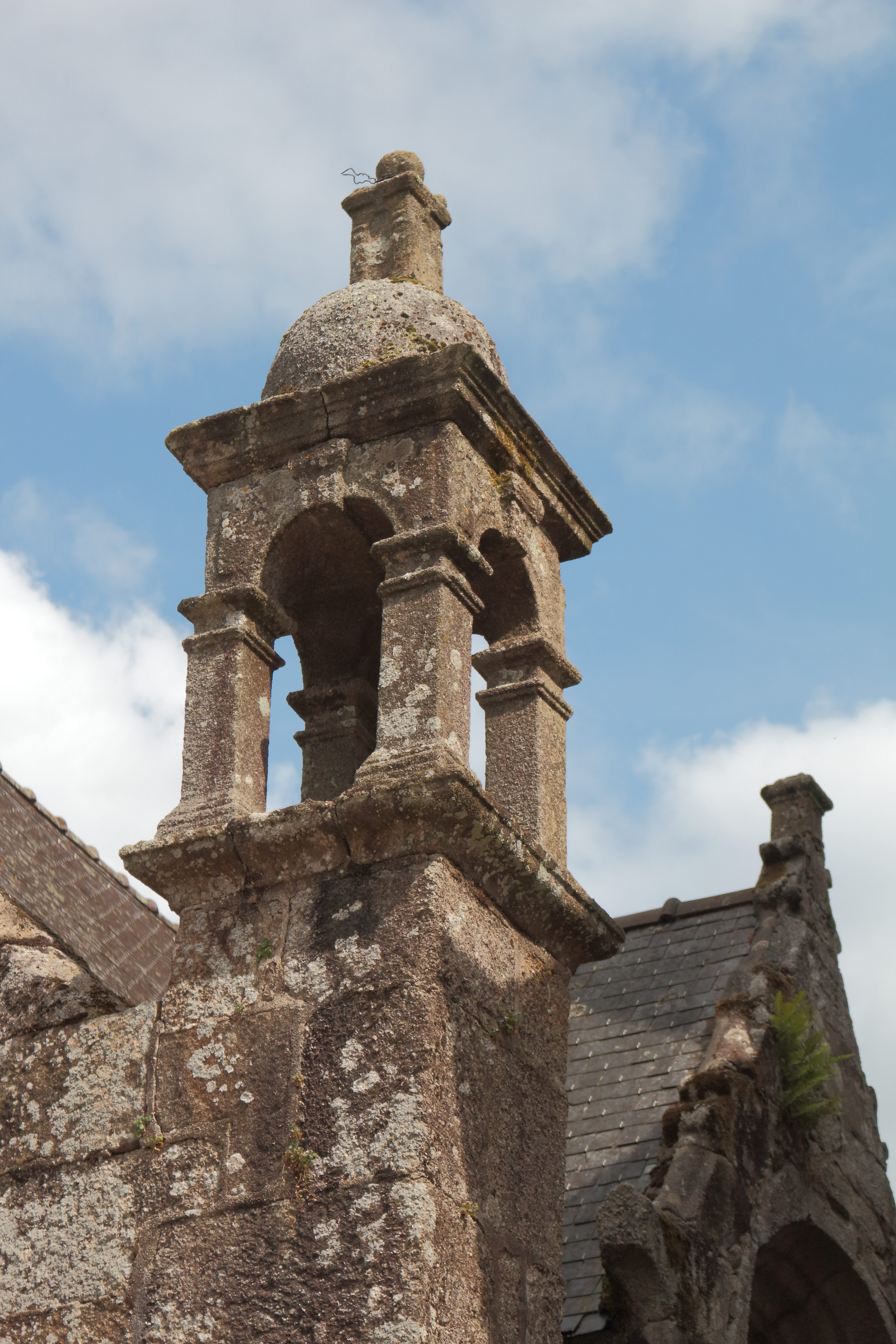
L'église paroissiale Saint-Yves : un des lanternons de la façade principale.
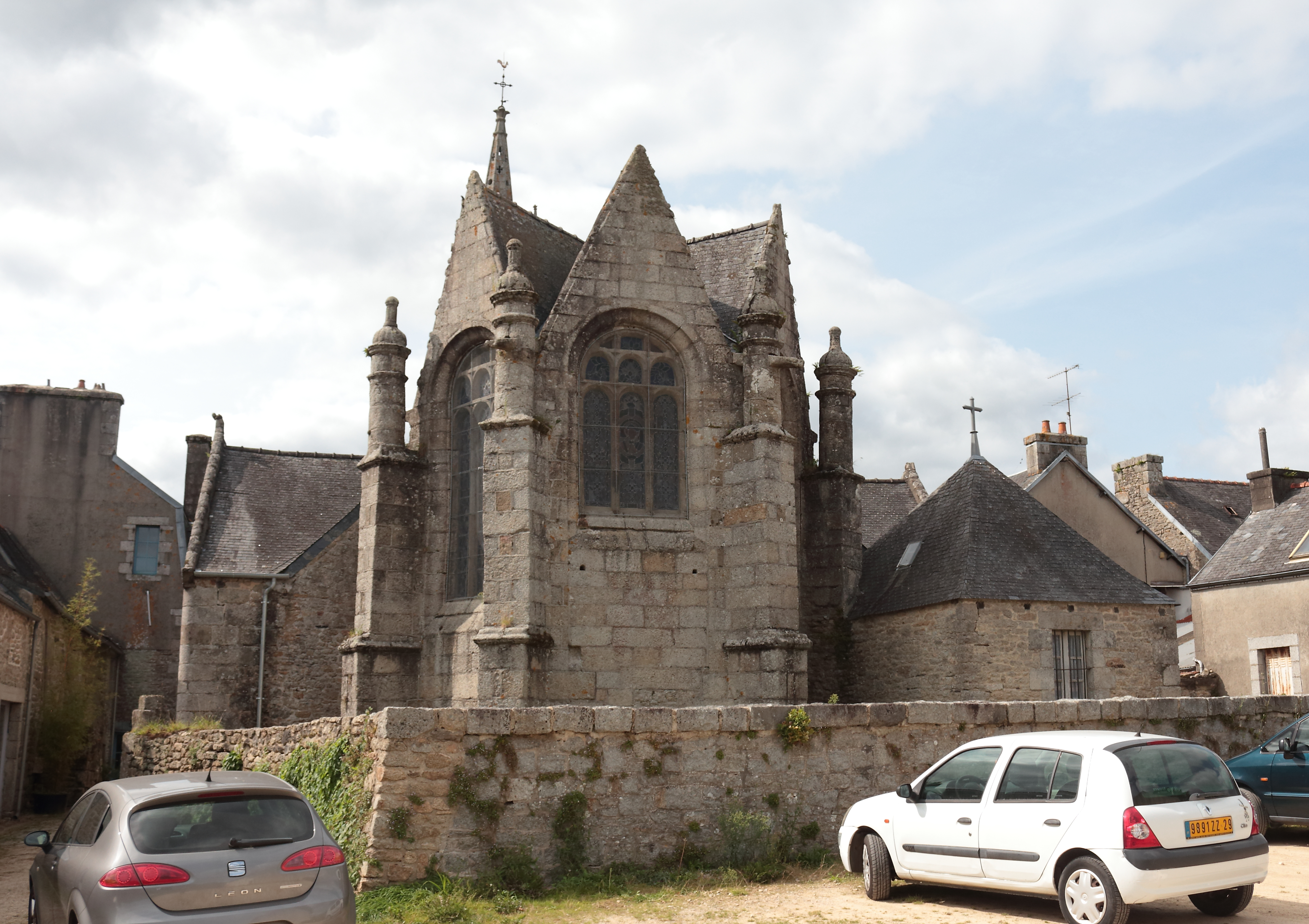
L'église paroissiale Saint-Yves : le chevet.
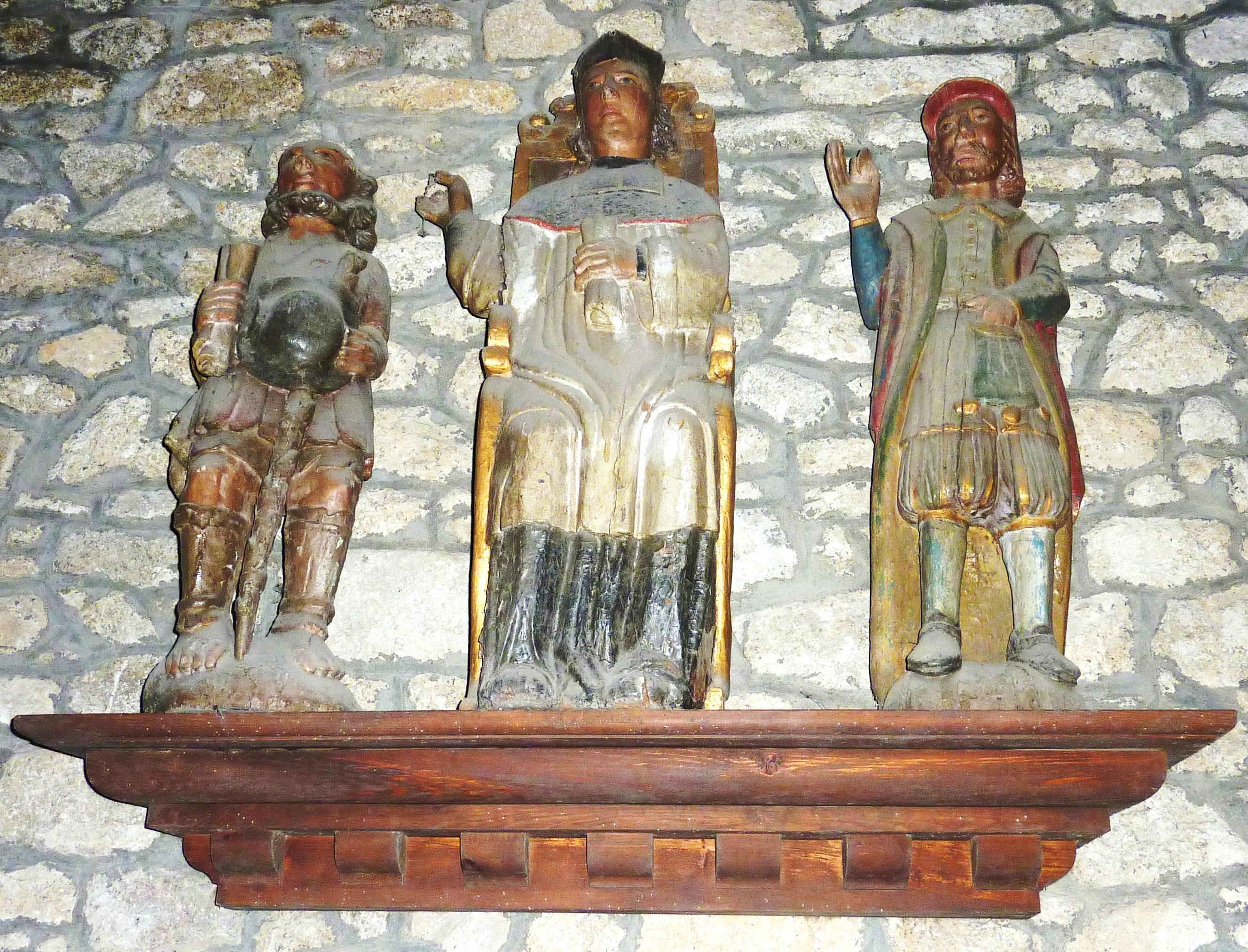
L'église paroissiale Saint-Yves : groupe statuaire de « saint Yves entre le riche et le pauvre ».
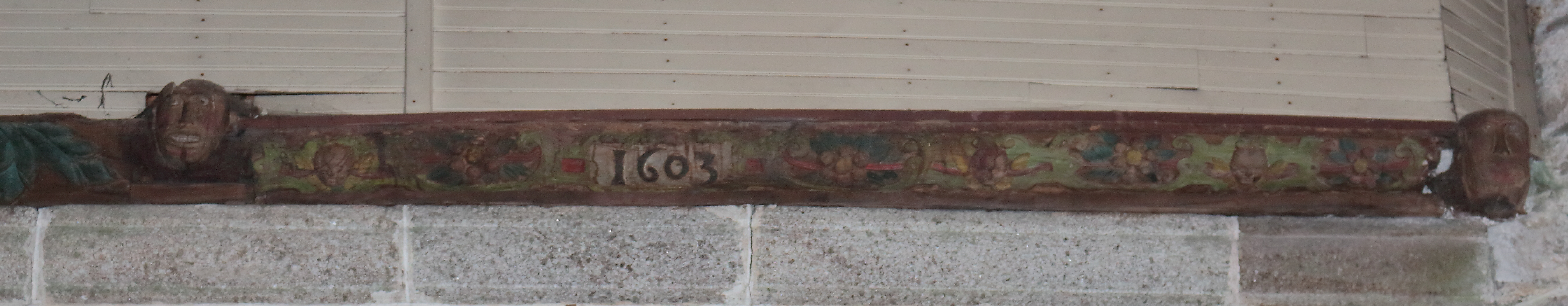
L'église paroissiale Saint-Yves : une des sablières datée 1603.
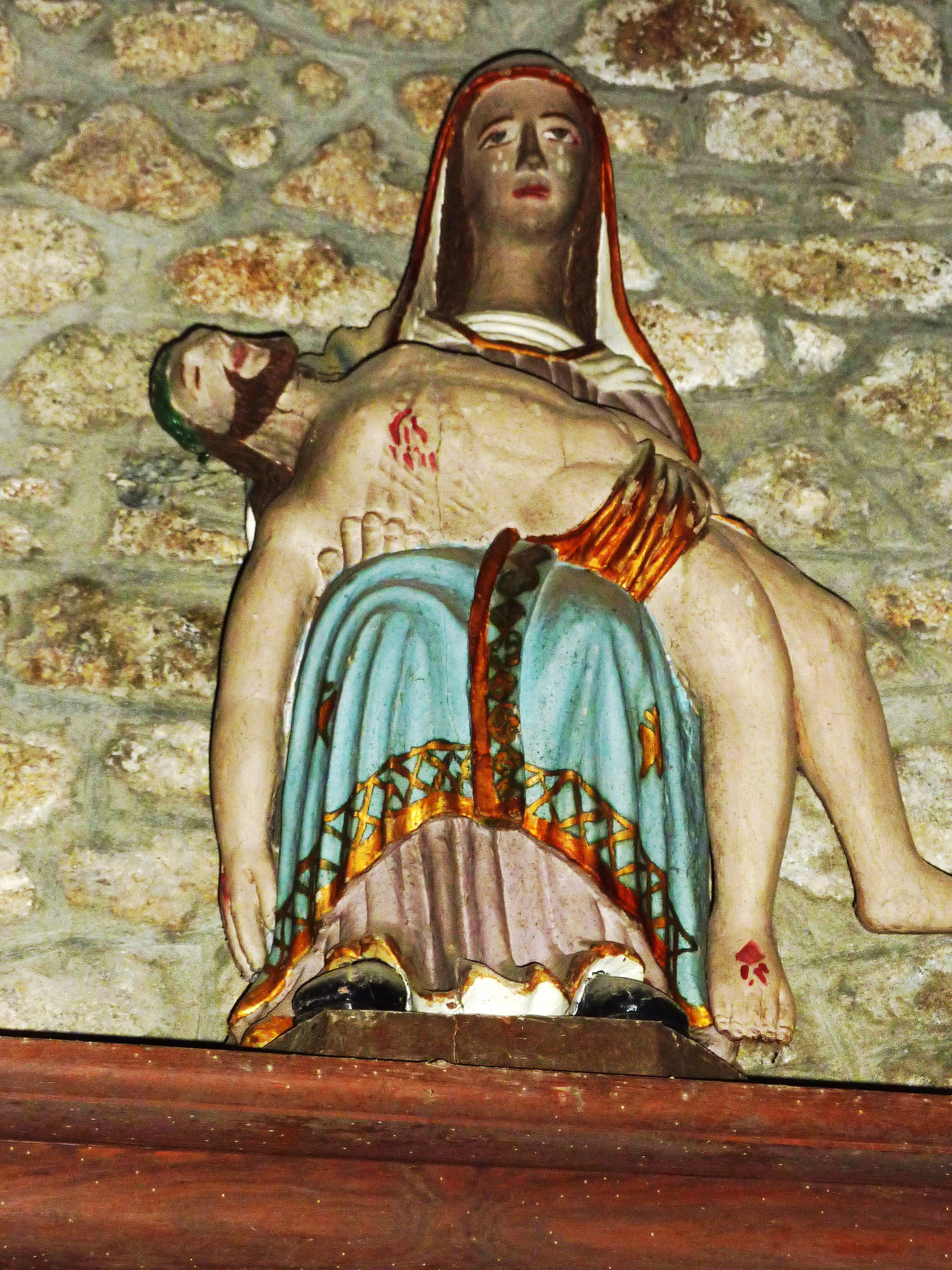
L'église paroissiale Saint-Yves : piétà.
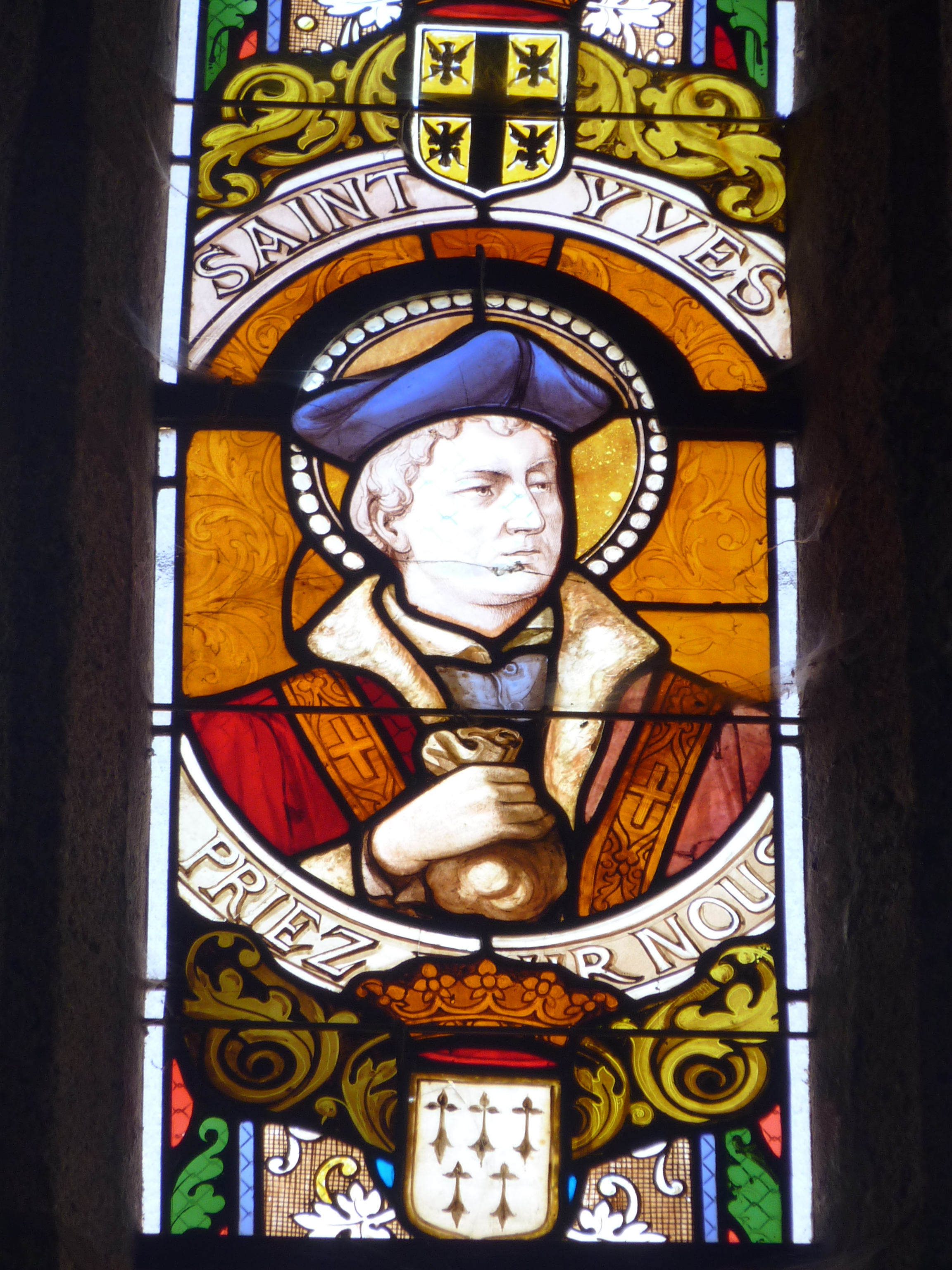
L'église paroissiale Saint-Yves : le vitrail de saint Yves.
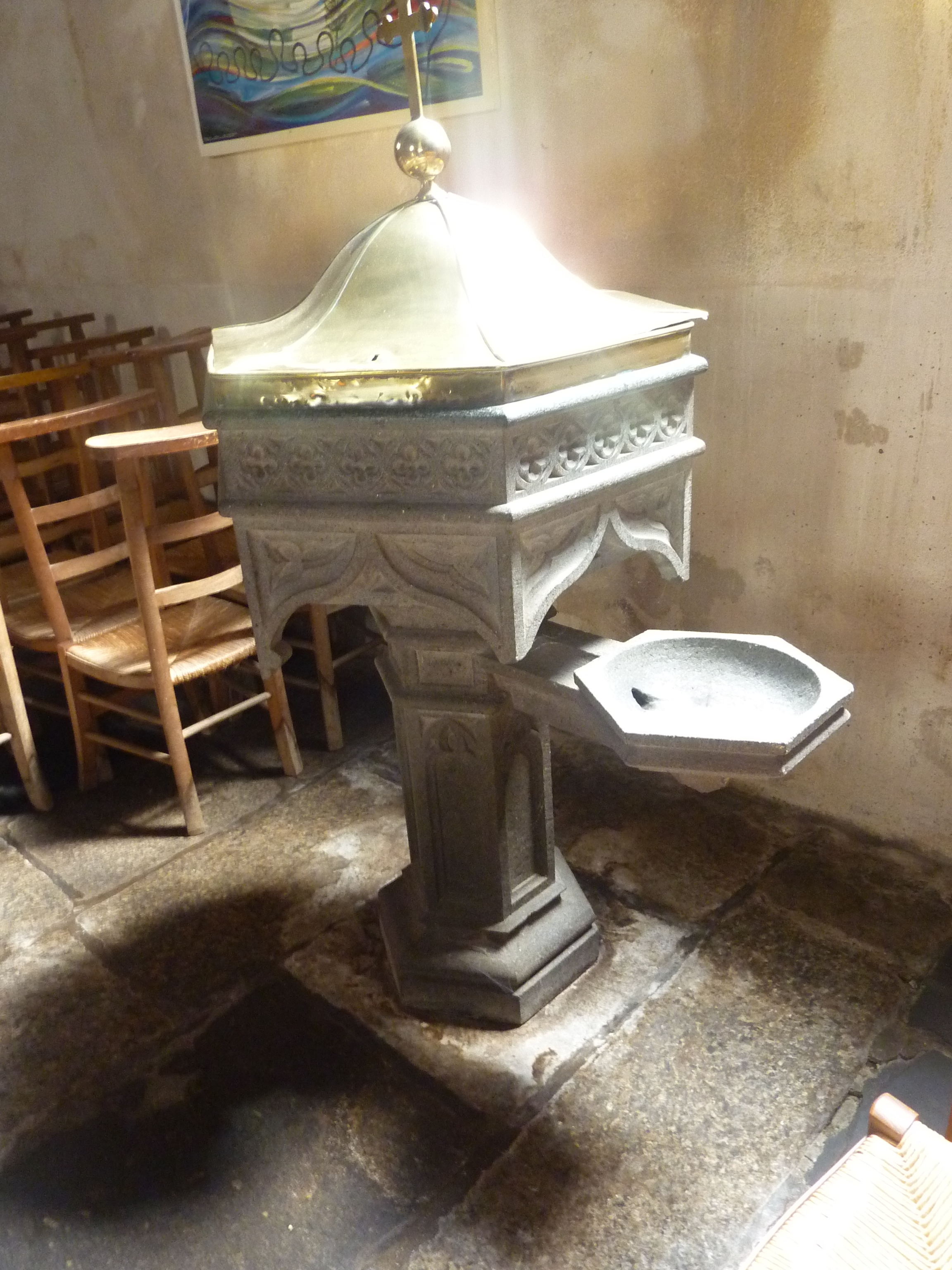
L'église paroissiale Saint-Yves : baptistère.

- Le Moulin du chaos[50].
- La place Aristide Briand, ancienne place du marché[43].
- Le camp d'Artus, ancienne forteresse gauloise (l'oppidum et son mur enceinte sont encore très visibles).
- Le menhir de Kerampaulven, au nord la ville.
- Le menhir de Kerlescun, au sud de la ville.

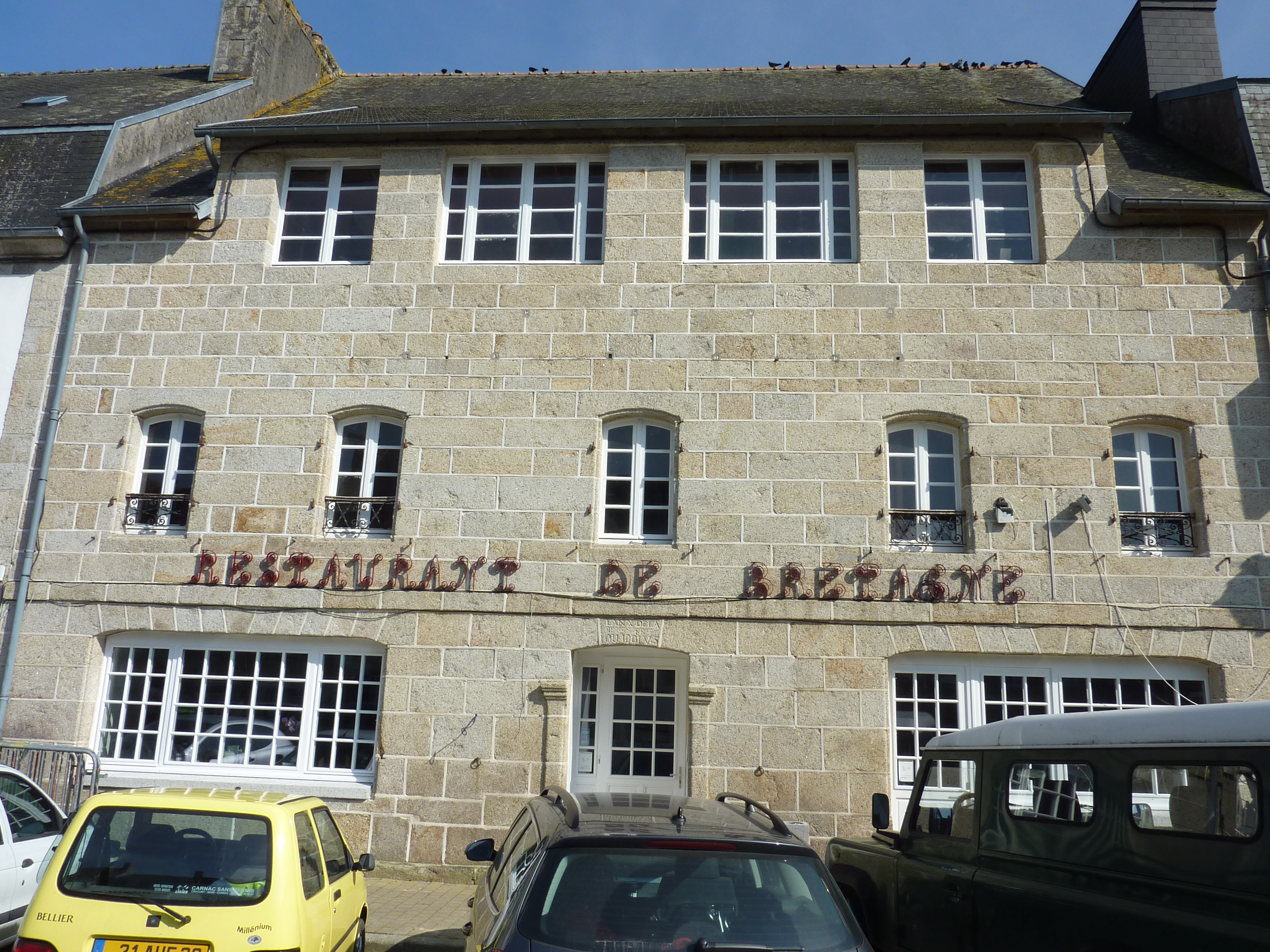
L'ancien hôtel de Bretagne.
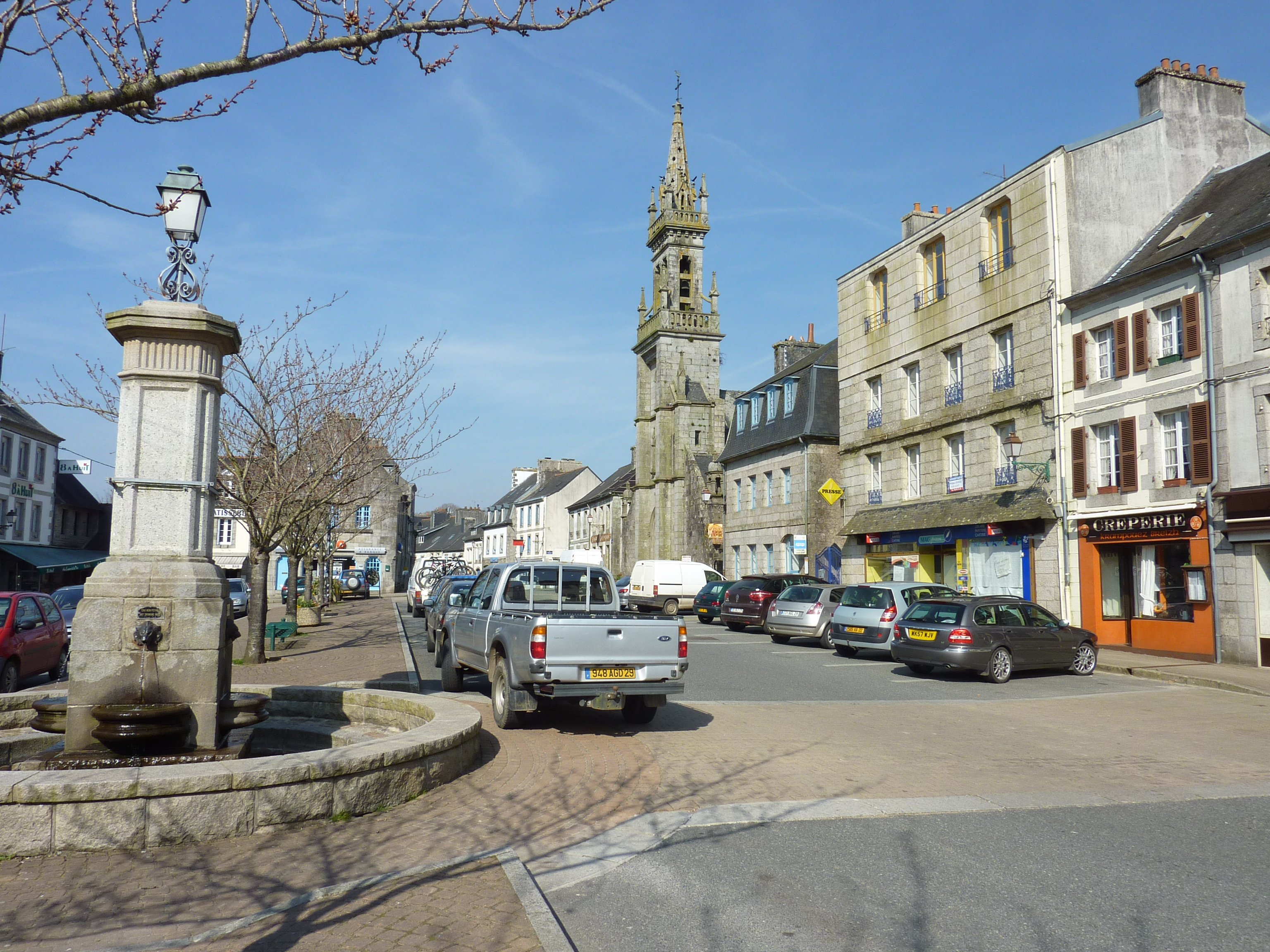
La place centrale d'Huelgoat (place Aristide-Briand), ancienne place du Marché.
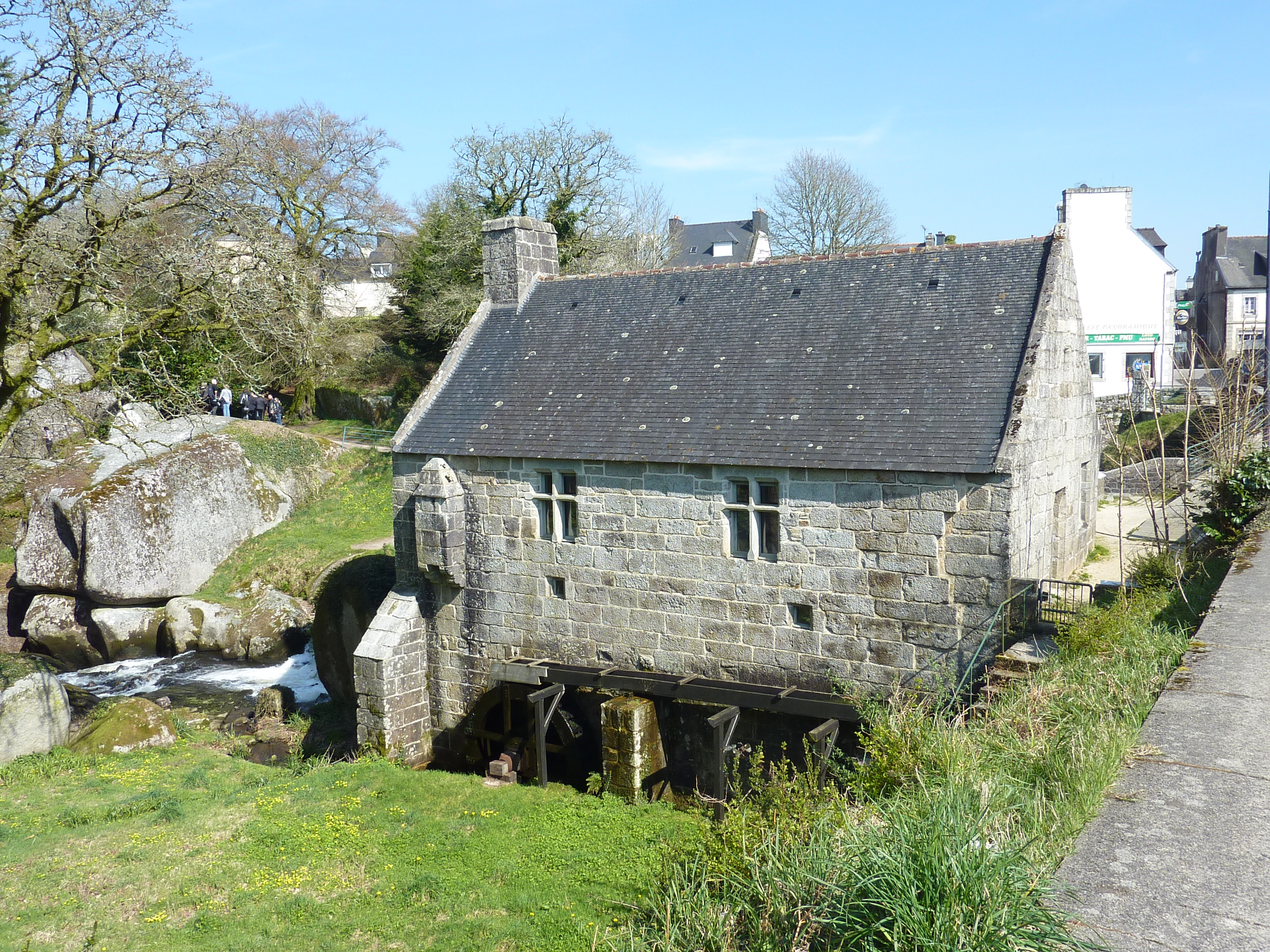
Le moulin du Chaos.
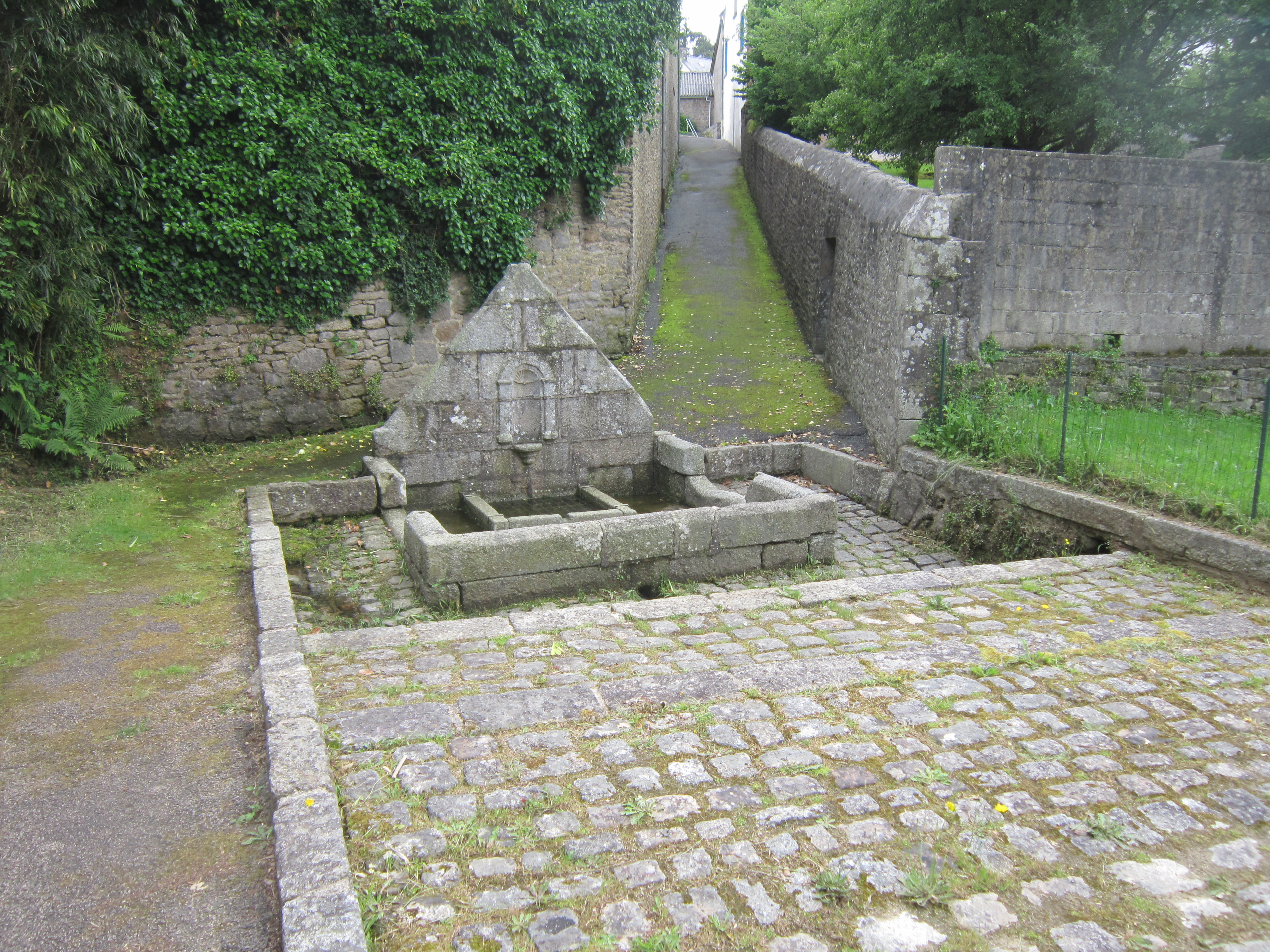
L'ancienne fontaine de dévotion de Notre-Dame-des-Cieux.
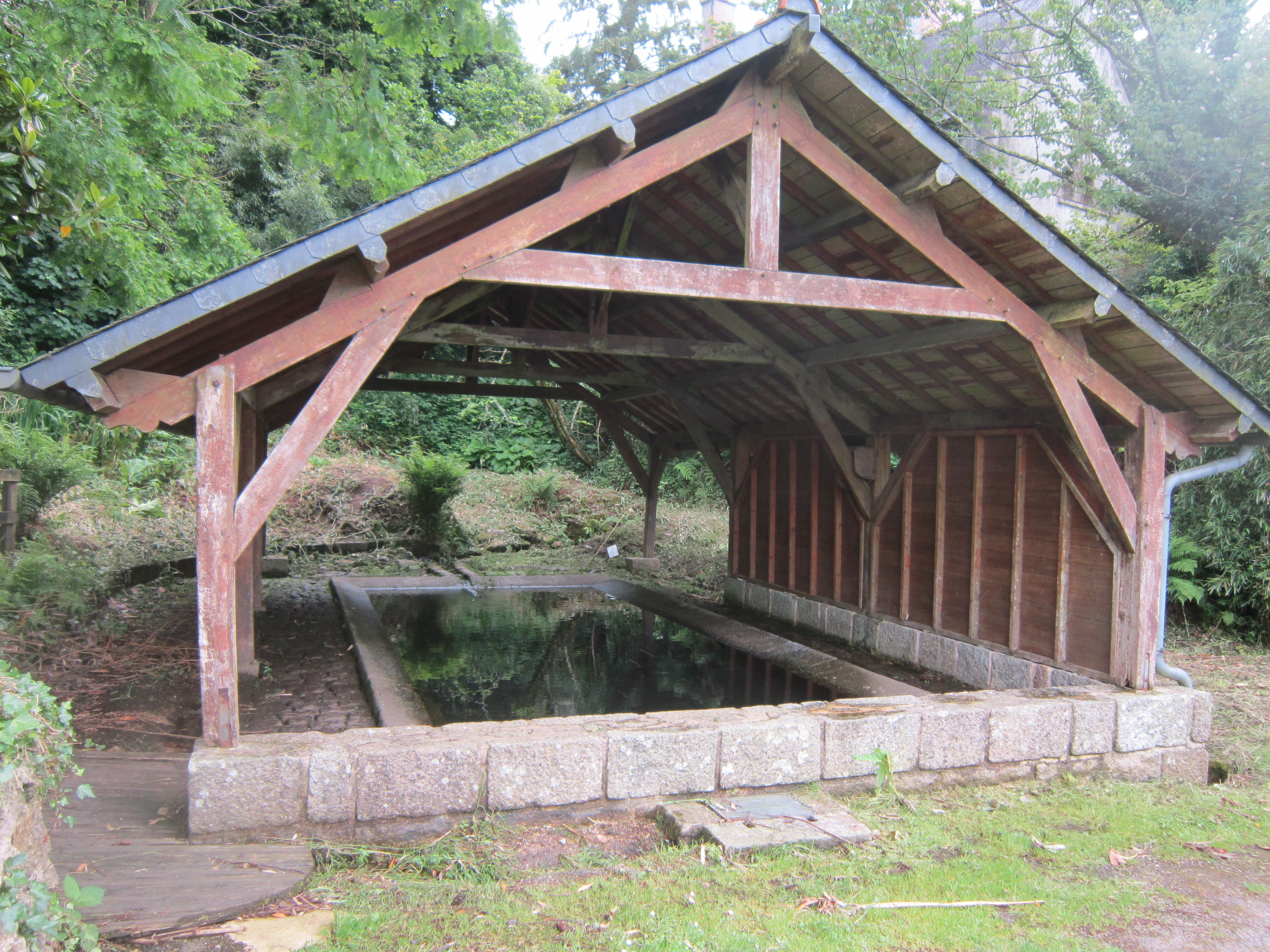
Le lavoir couvert Notre-Dame.

### Patrimoine naturel
- La forêt d'Huelgoat, plantée principalement de chênes et de hêtres s'étend sur environ 1 000 hectares ; forêt domaniale, elle a longtemps abrité des sabotiers[159] mais elle a été ravagée par l'ouragan d'octobre 1987 et abrite un remarquable chaos granitique dans la vallée de la Rivière d'Argent principalement et une série de sites naturels étranges ayant souvent fait naître légendes et contes :
  - la roche tremblante ;
  - le ménage de la Vierge ;
  - la grotte du diable (ancienne cache de Marion du Faouët) ;
  - la mare aux sangliers ;
  - la grotte d'Artus ;
  - le gouffre ;
  - le chaos ;
  - la mare aux fées.

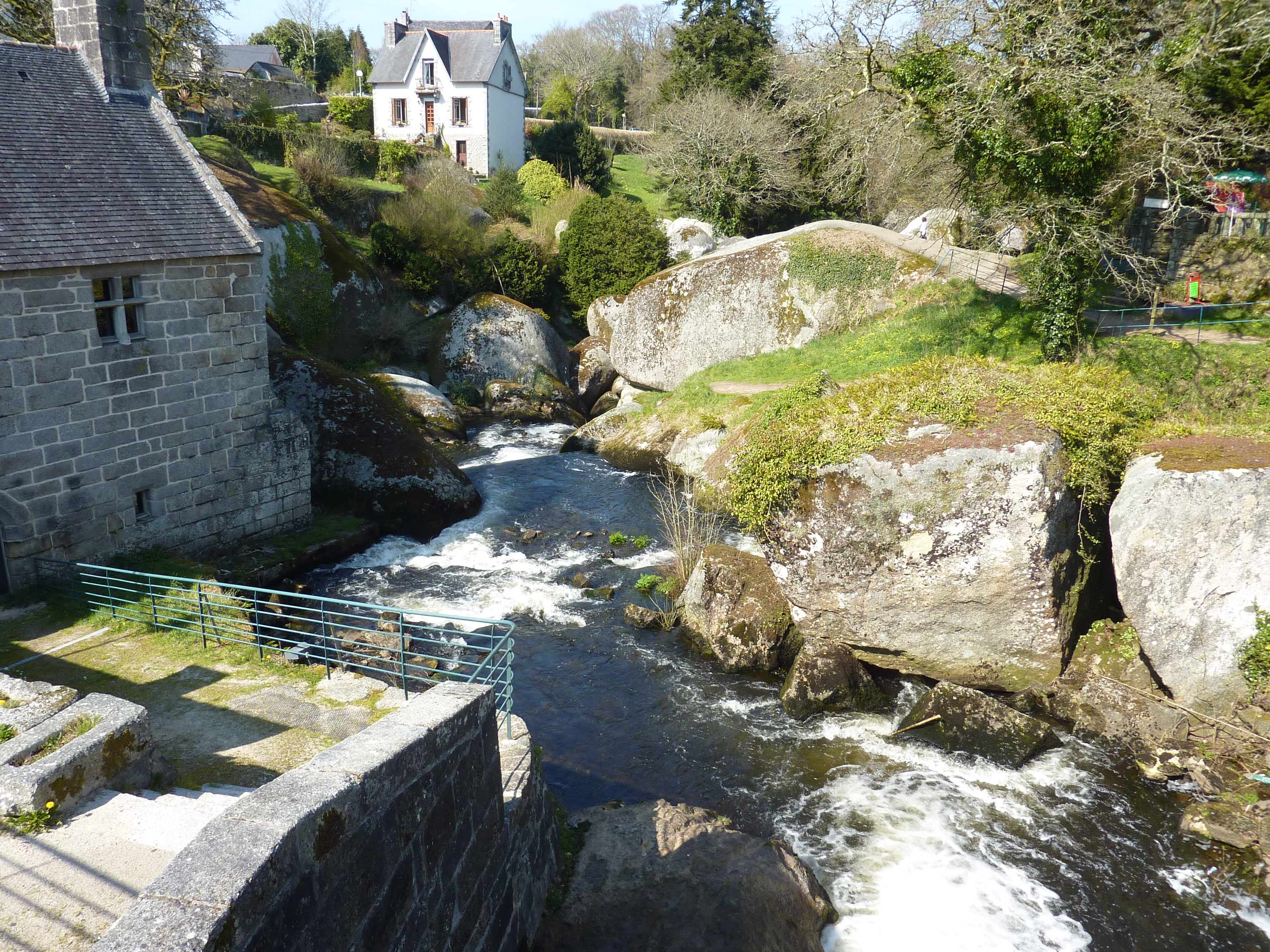
Le Chaos de la Rivière d'Argent juste en aval du moulin.
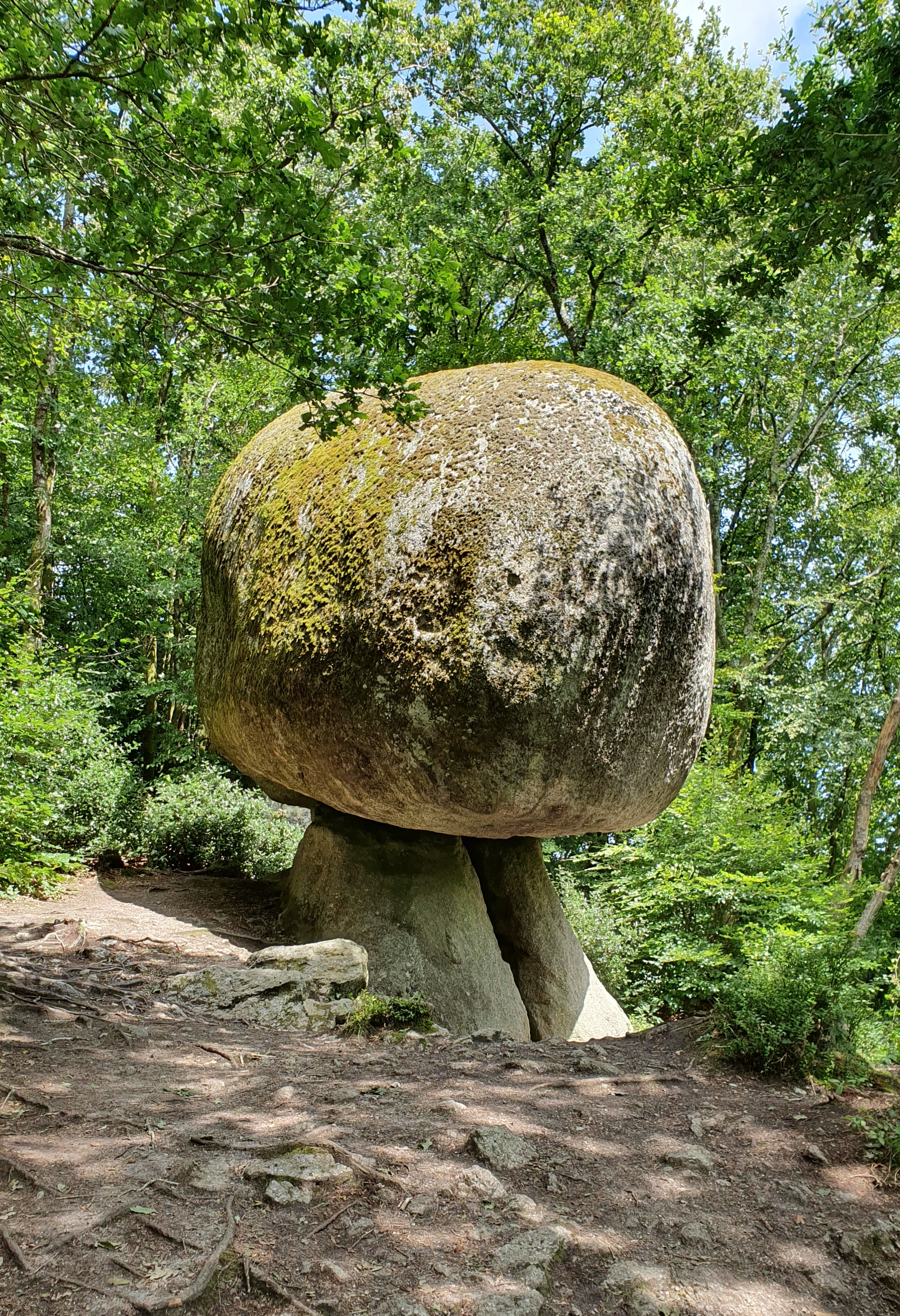
Rocher Le Champignon (tor granitique).
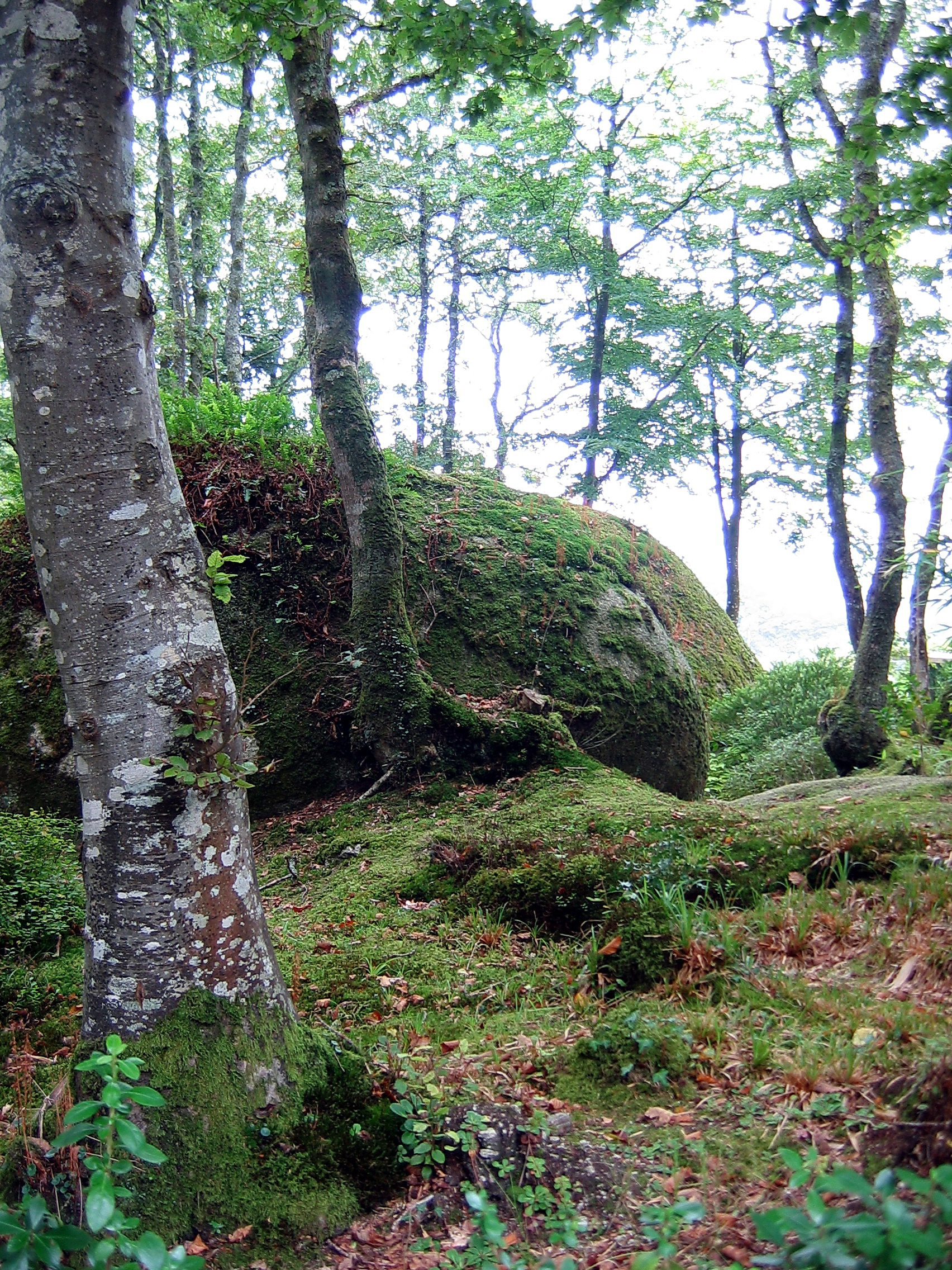
Rocher de granite dans la forêt d'Huelgoat.
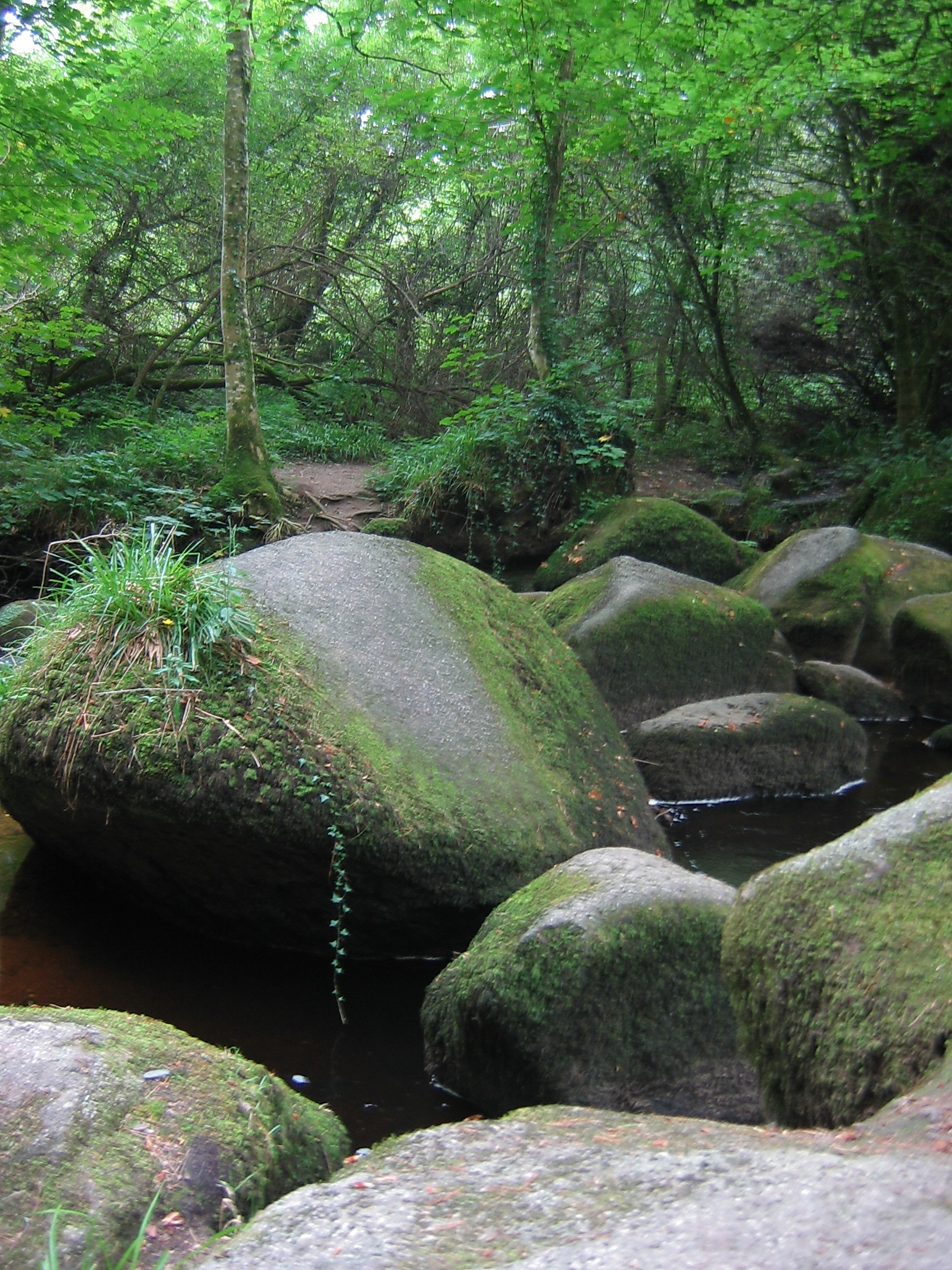
Chaos de boules de granite.
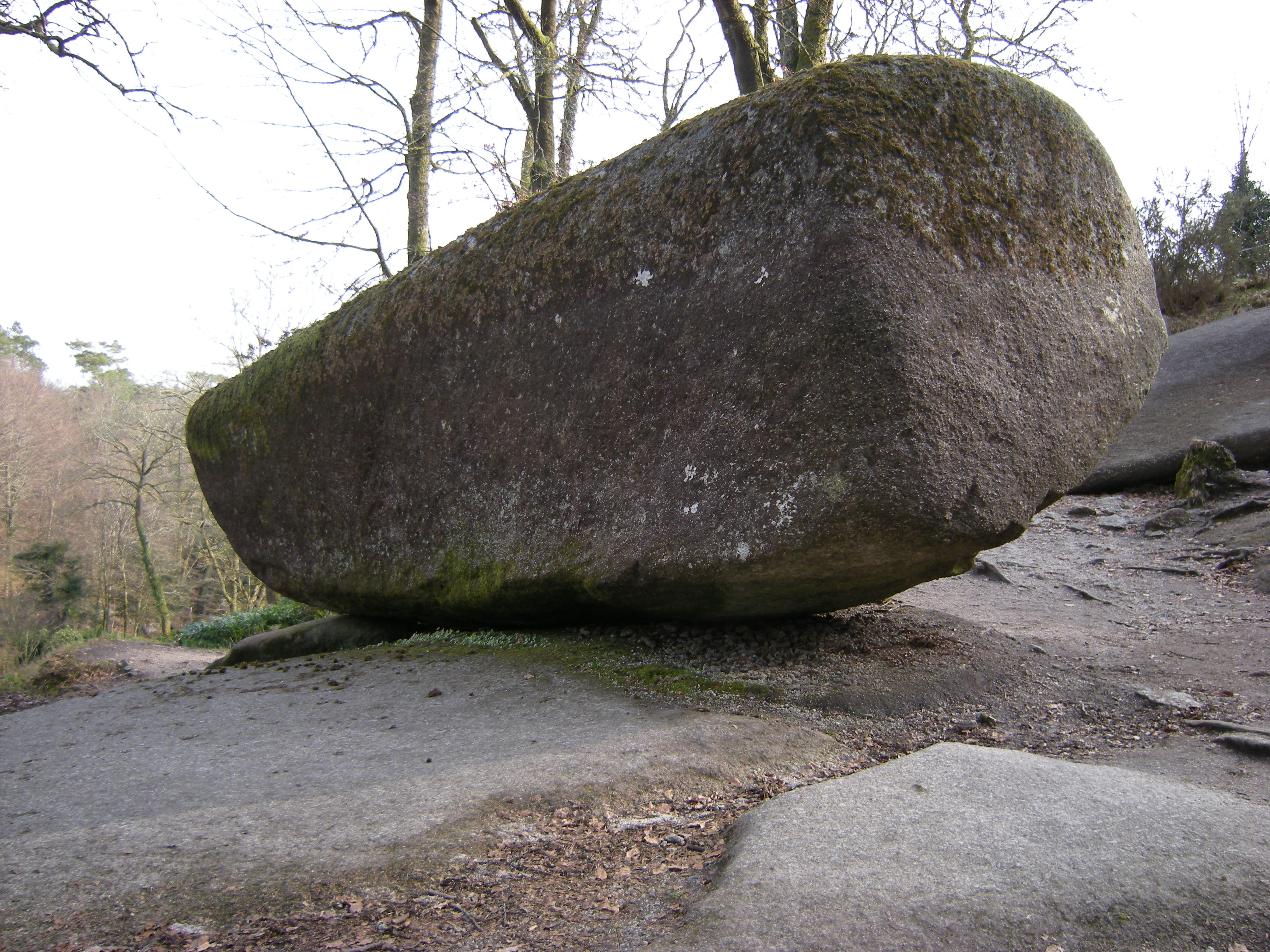
La Roche tremblante vue du nord, d'en dessous.
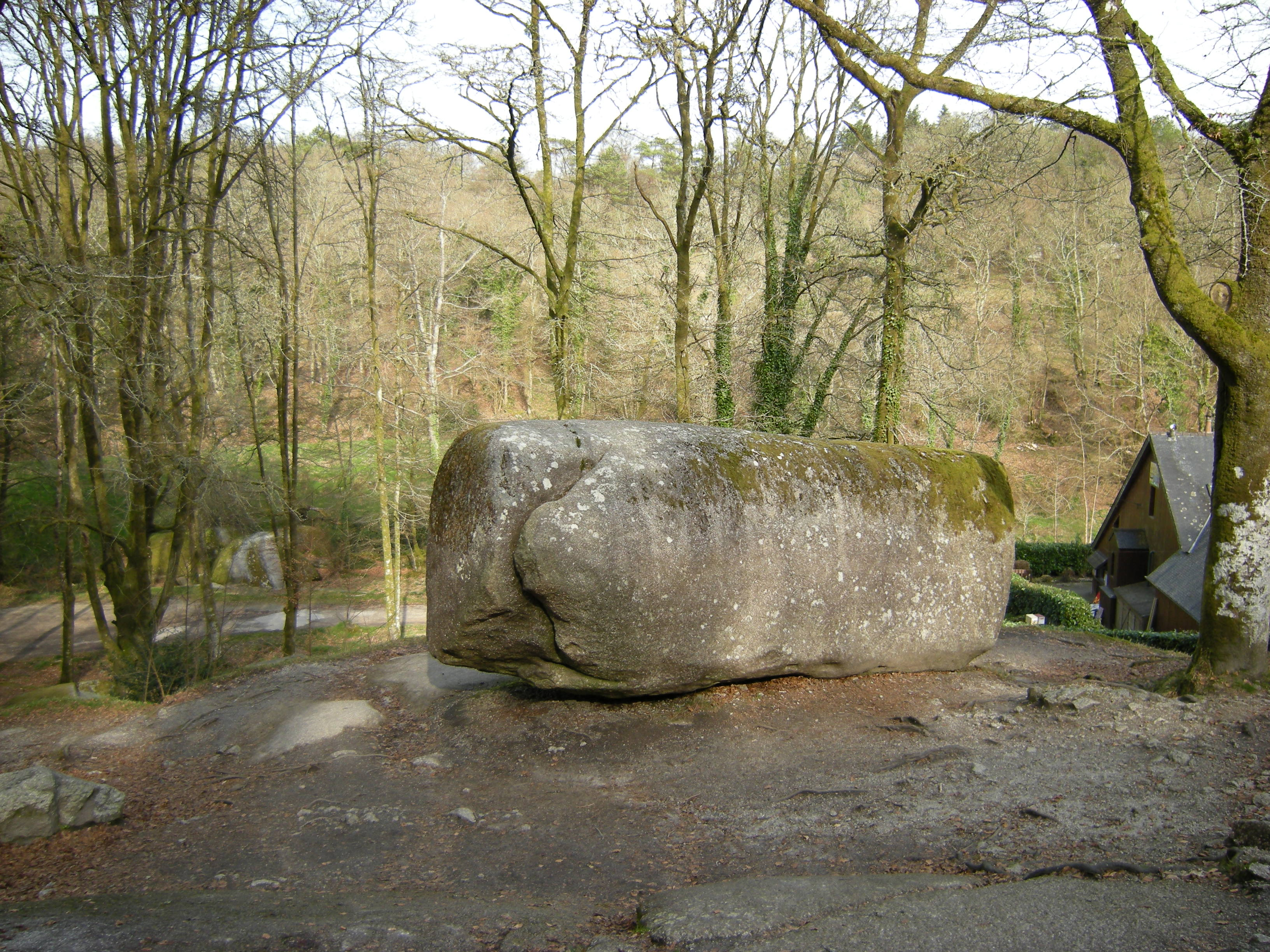
La Roche tremblante vue du sud, d'au-dessus, du côté où on peut la faire bouger.
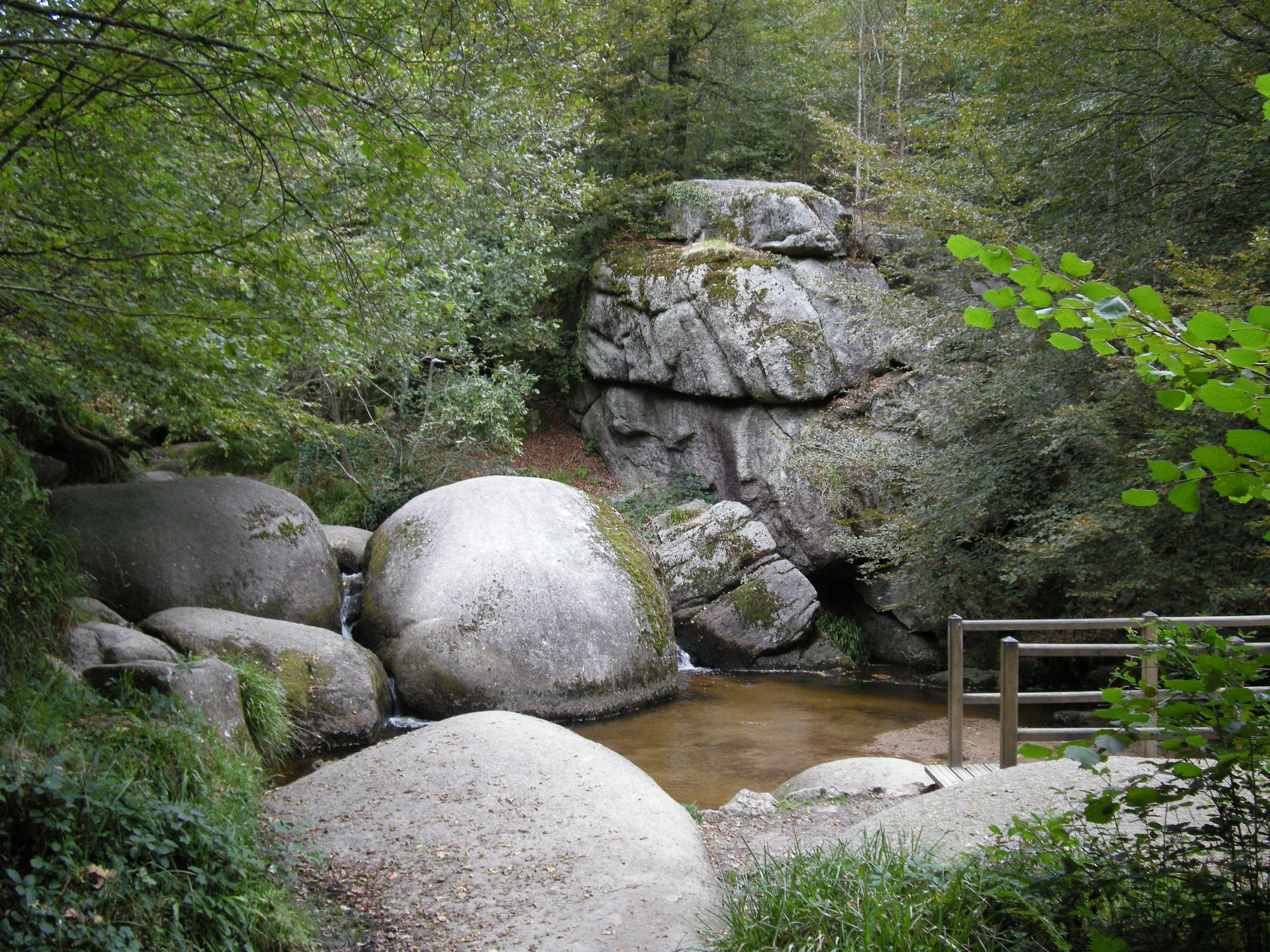
La mare aux sangliers.
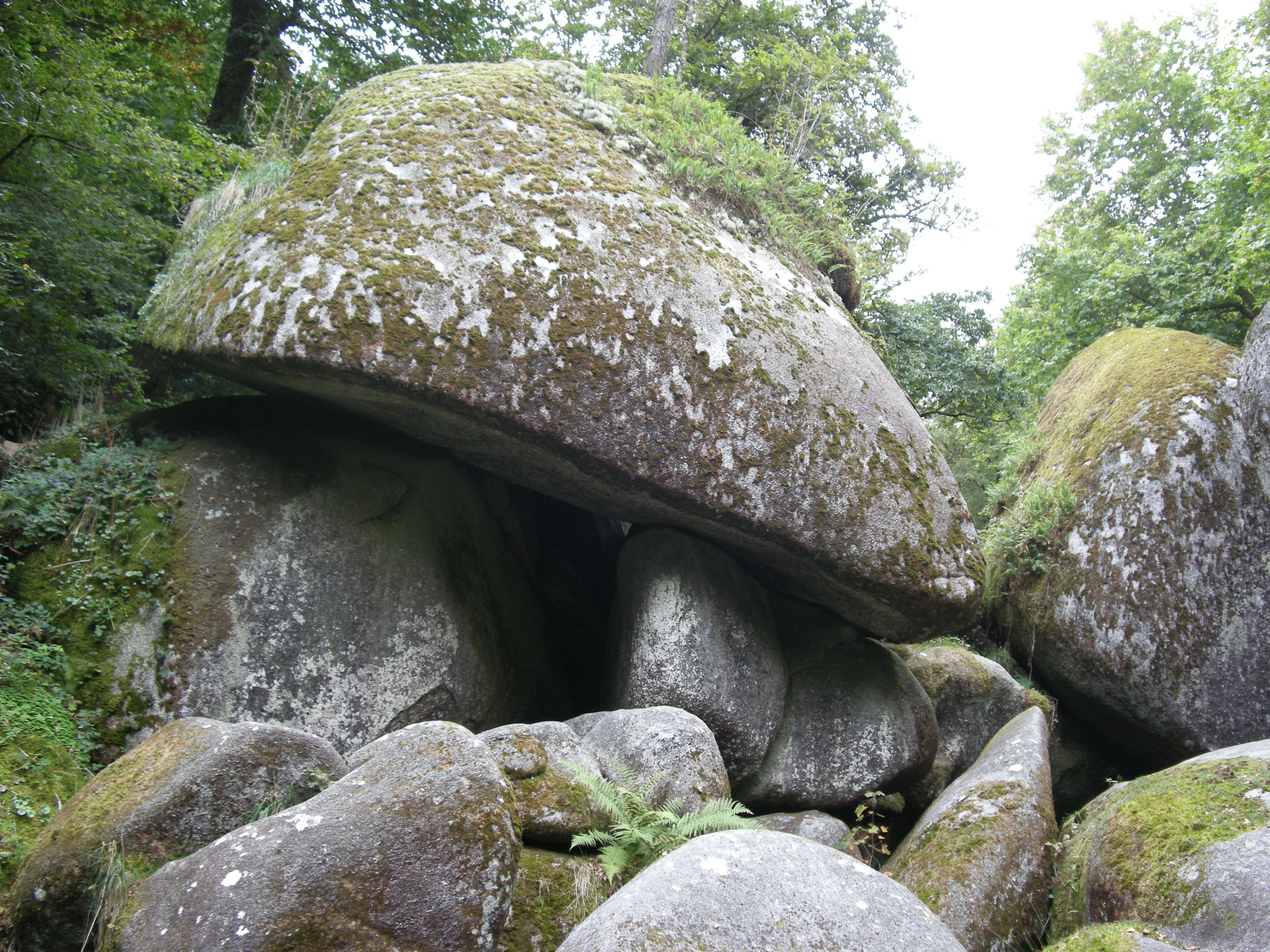
Le chaos du Ménage de la Vierge.
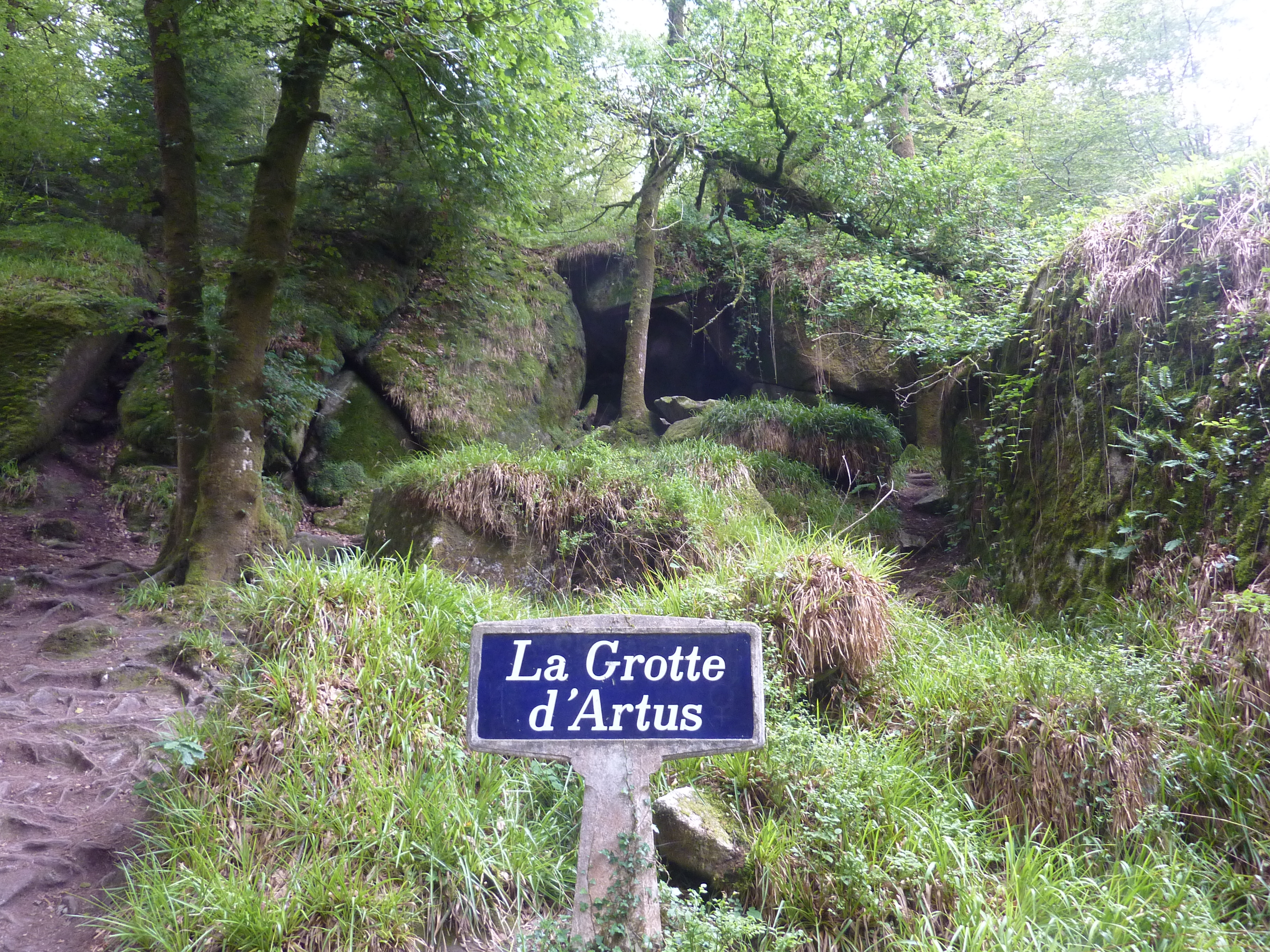
La Grotte d'Artus.
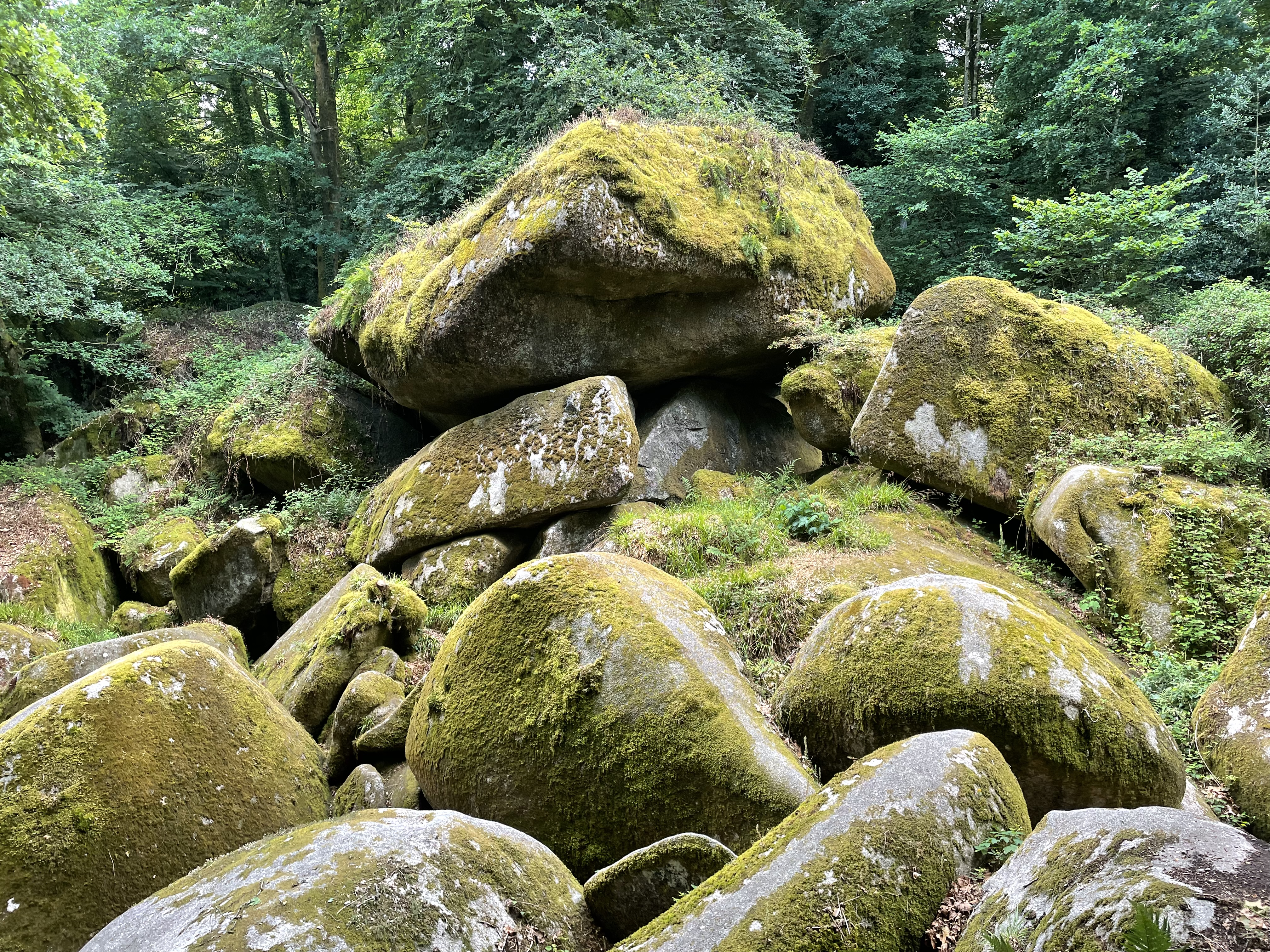
Le chaos de rochers.

- Les Arbres du Monde au Huelgoat, anciennement l'Arboretum du Poërop, était à l'origine un jardin thérapeutique de l'hôpital, qui s'est transformé, sous l'action de son ancien directeur Jean Merret, en un arboretum paysager de 22 hectares abritant arbustes et arbres menacés de quatre continents.

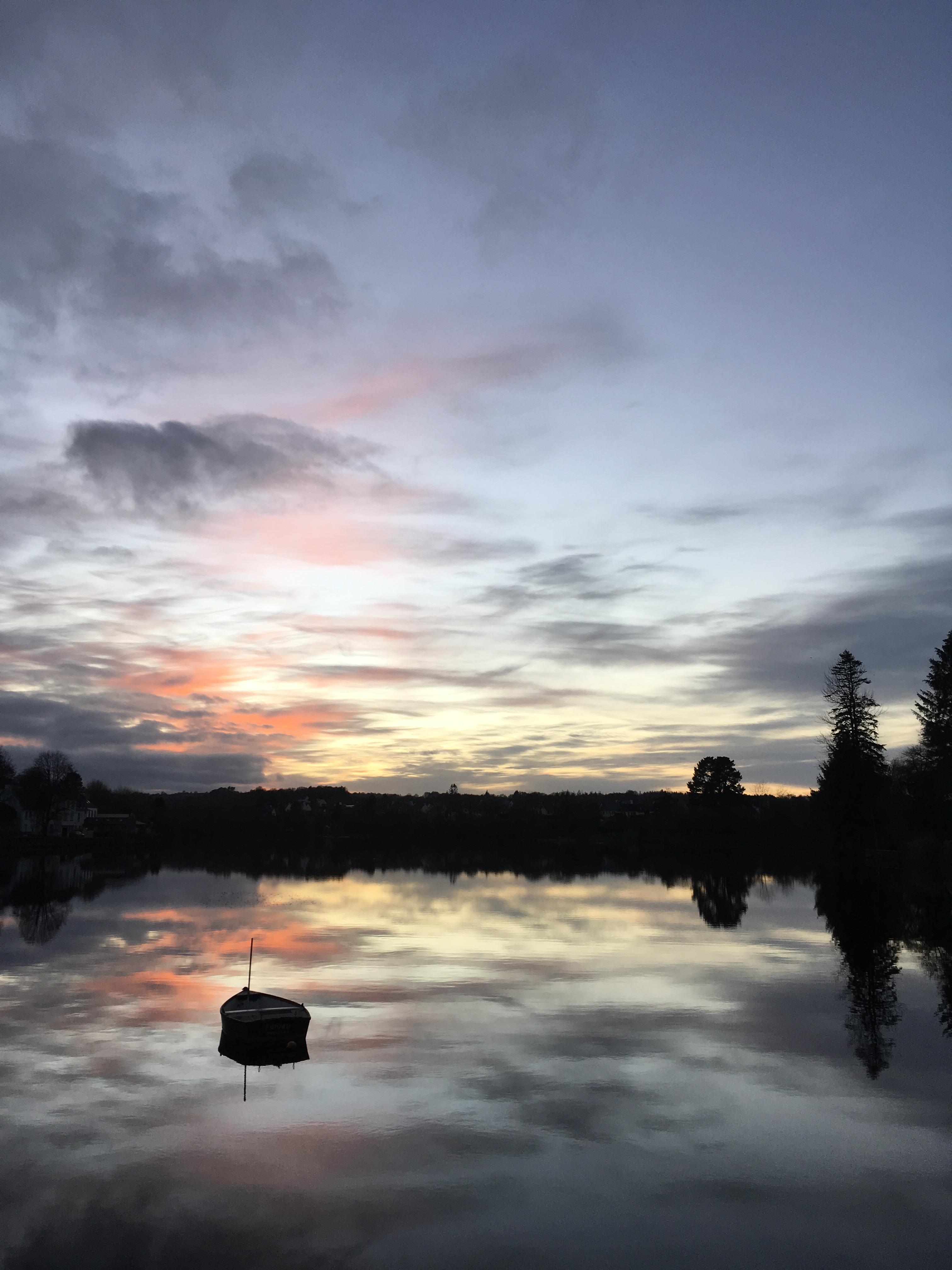
Coucher de soleil sur le lac d'Huelgoat

- Le lac du Huelgoat, d'une superficie de 15 hectares, se déverse dans la Rivière d'Argent (qui doit son nom aux anciennes mines), alimentant le moulin du Chaos et le chaos granitique. Un canal long de trois kilomètres achemine une partie de l'eau jusqu'aux anciennes mines et alimente un ouvrage d'EDF[160].

### Légendes
- La légende de sainte Victoire, ancienne patronne du Huelgoat : un bas-relief lui est consacré dans la chapelle Notre-Dame-des-Cieux et elle était encore vénérée lors du pardon de 1857[155] (un dragon vivait dans une grotte et empestait mortellement les environs ; il fut chassé grâce à sainte Victoire. Après son martyre, elle fut enterrée dans un tombeau dans cette même grotte du dragon).
- La légende du Gargantua huelgoatin n'est qu'un plagiat d'une légende léonarde racontée par Paul Sébillot[161], écrit pour enjoliver les publications touristiques de la Belle Époque.

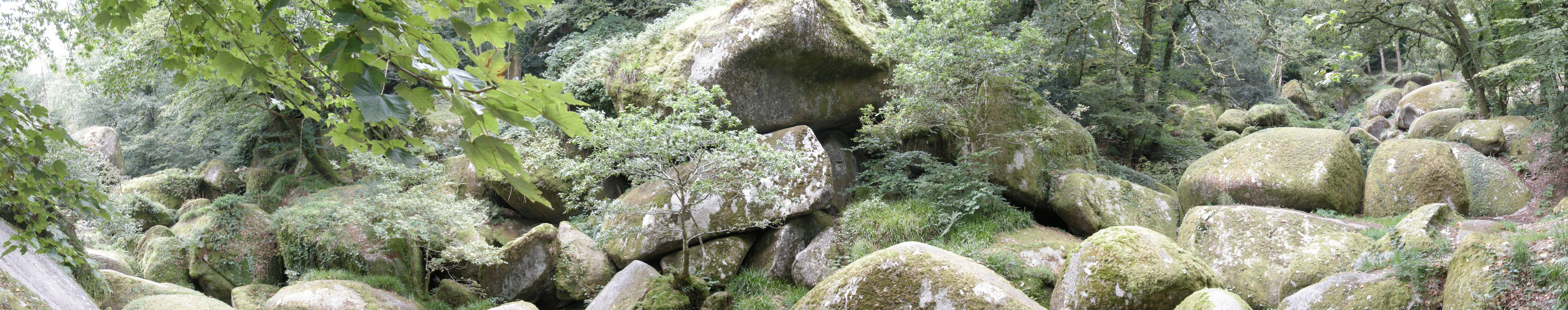
Vue panoramique du chaos de rochers.

- Le Chaos du moulin serait l'œuvre de Gargantua : le géant irascible aurait jeté là des blocs de pierre pour se venger du mauvais accueil des habitants du Huelgoat ; un peu plus en aval, le « trou du diable » s'enfonce sous les rochers dans le bruit assourdissant de la rivière d'Argent ; plus loin, le « gouffre de Dahut » est profond d'une dizaine de mètres : c'est là que la fille du roi Gradlon précipitait ses amants d'une nuit, ce gouffre étant relié par des souterrains à la ville d'Ys. Autre référence à la légende arthurienne : la « grotte d'Arthus » où le roi Arthur et quelques chevaliers fidèles seraient enterrés.
- Le chaos du Huelgoat : une autre légende explique ainsi l'origine du chaos du Huelgoat : il résulterait d'une dispute entre les habitants des deux villages de Plouyé et du Huelgoat, les populations des deux villages se seraient battues à coups de pierres géantes, et faute de force suffisante, ces pierres seraient retombées à mi-chemin, d'où le chaos.
- La légende de la grotte du diable : un révolutionnaire de Berrien s'y serait réfugié pour échapper aux Chouans et aurait allumé un grand feu pour échapper au froid. Il aurait porté un chapeau orné de plumes rouges et tenu une fourche à la main lorsque les Chouans pénétrèrent dans la grotte. Ceux-ci auraient cru à l'apparition du diable et auraient pris la fuite en criant « Au diable !... ». La légende raconte que l'obscurité totale de la grotte égarerait les plus téméraires[162].

## Événements
- En mai le départ du semi-marathon Huelgoat-Carhaix[163] est donné au bord du lac.
- Foire et pardon de Notre-Dame-des-Cieux traditionnellement le premier dimanche d'août. Tombée en désuétude, la foire reste néanmoins présente.
- Le troisième week-end du mois de septembre a lieu la concentration nationale de VTT les Roc'h des Monts d'Arrée.

## Personnalités liées à la commune

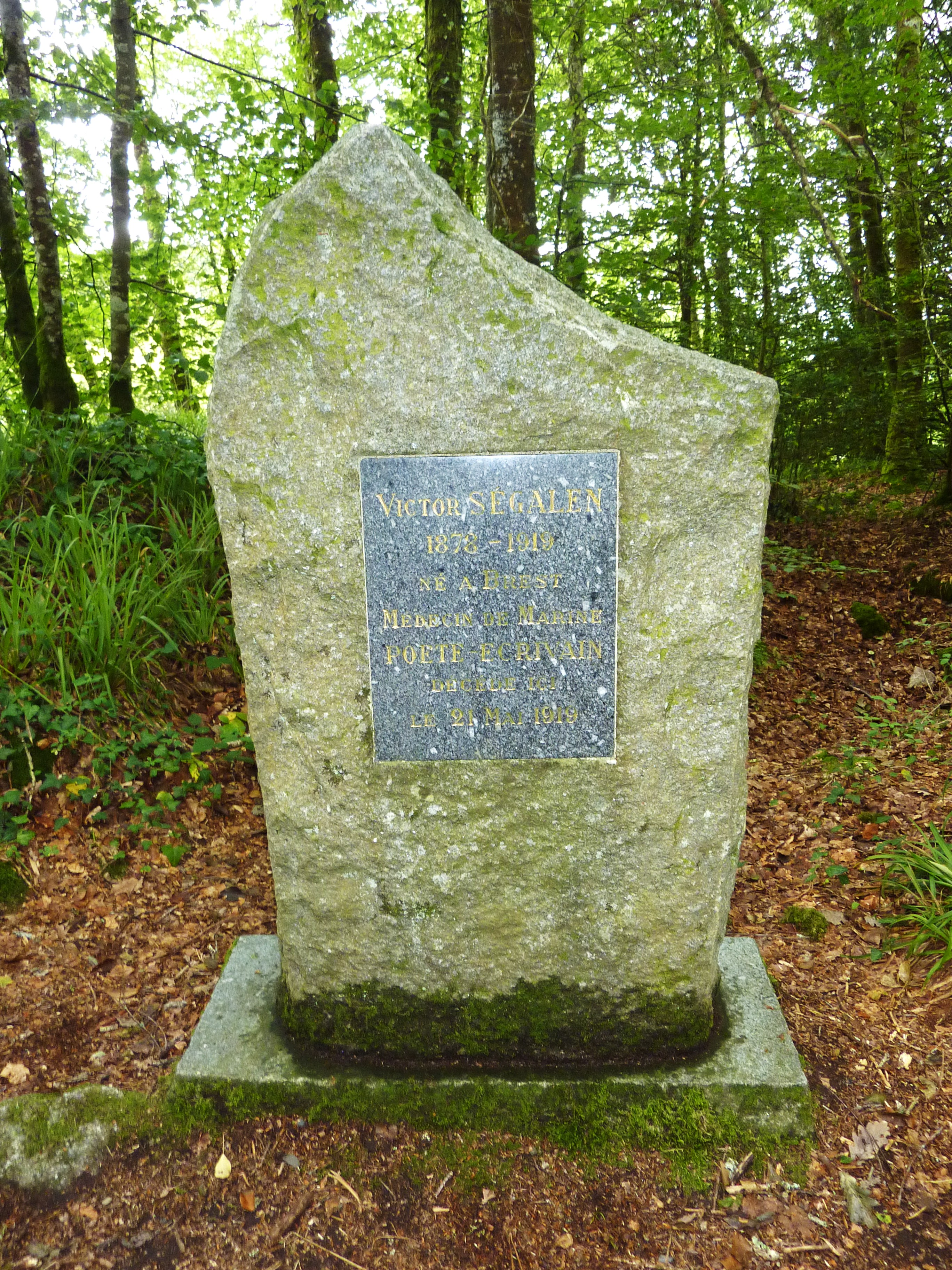
Stèle en mémoire de Victor Segalen au-dessus du gouffre à l'emplacement de son décès.

- Victor Segalen (1878-1919), médecin de marine, grand voyageur, écrivain et poète, est mort le 21 mai 1919 dans la forêt du Huelgoat, tenant son Shakespeare à la main, sur un promontoire surplombant le gouffre. Il est enterré au cimetière d'Huelgoat. Au-dessus du gouffre se trouve une stèle commémorative à l'emplacement où il est décédé.
- Paul Sérusier (1864-1927) a séjourné au Huelgoat en 1892 et 1893 où il a peint plusieurs tableaux dont Louise ou La Servante bretonne (représentant sa servante Louise Garrec), Jeune Bretonne à la cruche, L'Incantation ou Le Bois sacré, etc. D'autres tableaux, peints ailleurs, sont d'inspiration huelgoataine comme Rochers dans la forêt d'Huelgoat, Bretons dans la forêt d'Huelgoat, etc.

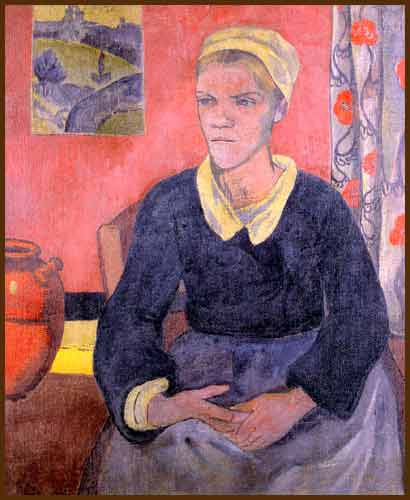
Louise, œuvre de Paul Sérusier.
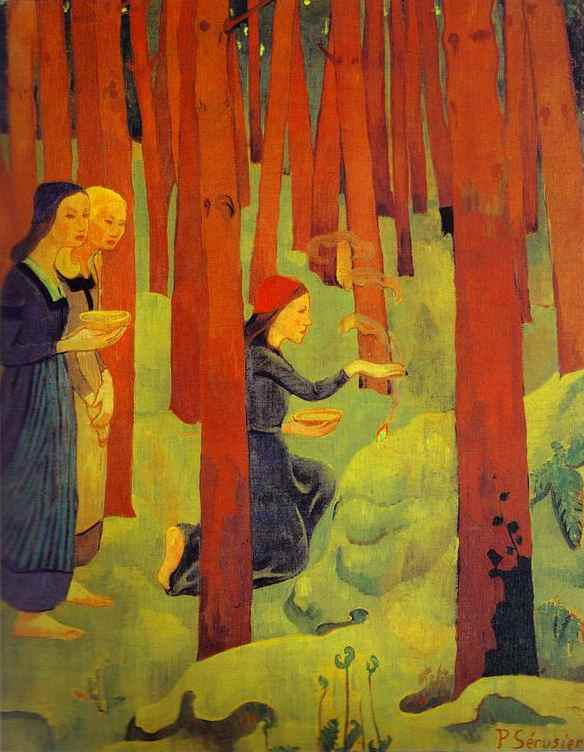
L'Incantation ou Le Bois sacré, œuvre de Paul Sérusier.
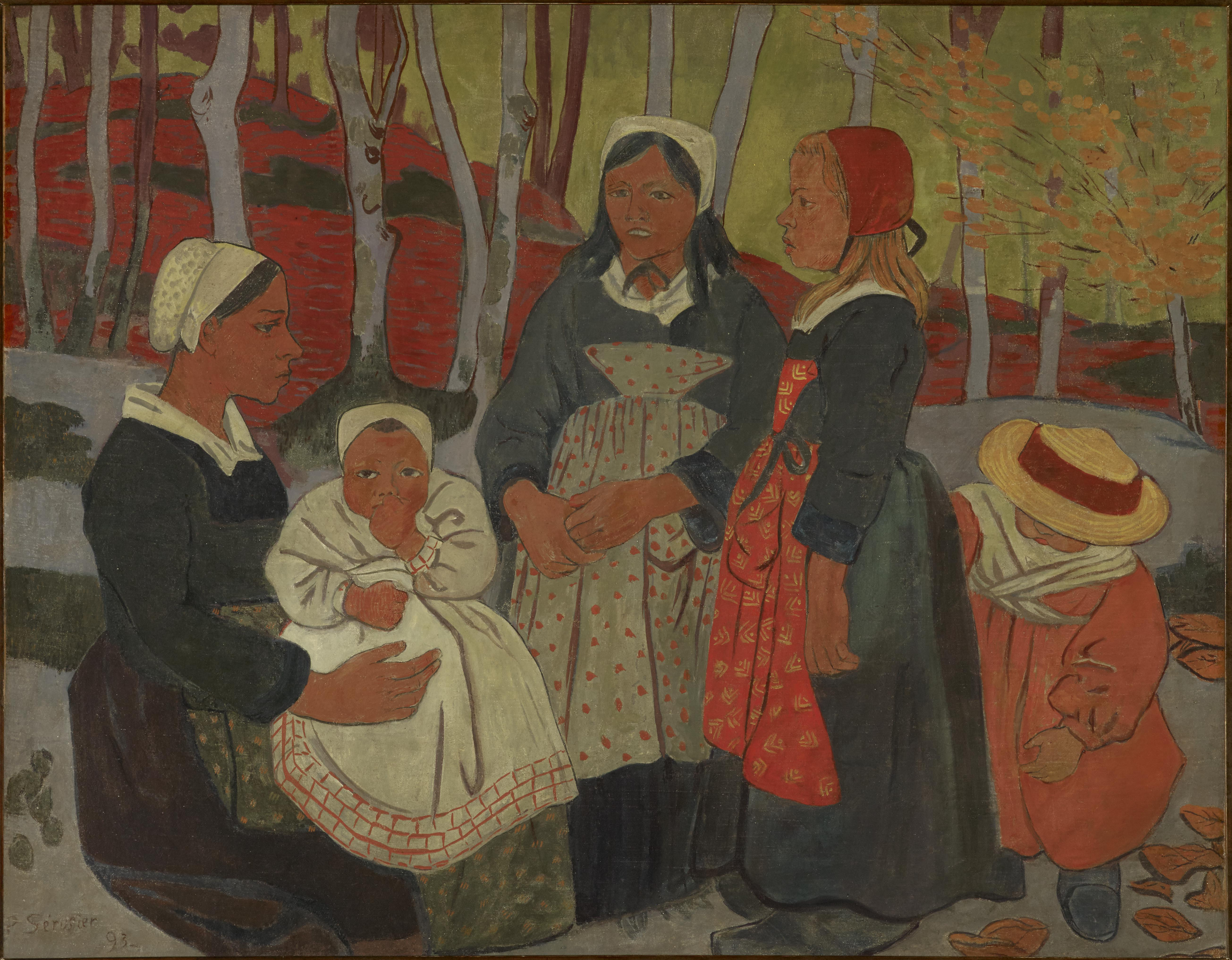
Bretons dans la forêt d'Huelgoat, œuvre de Paul Sérusier.

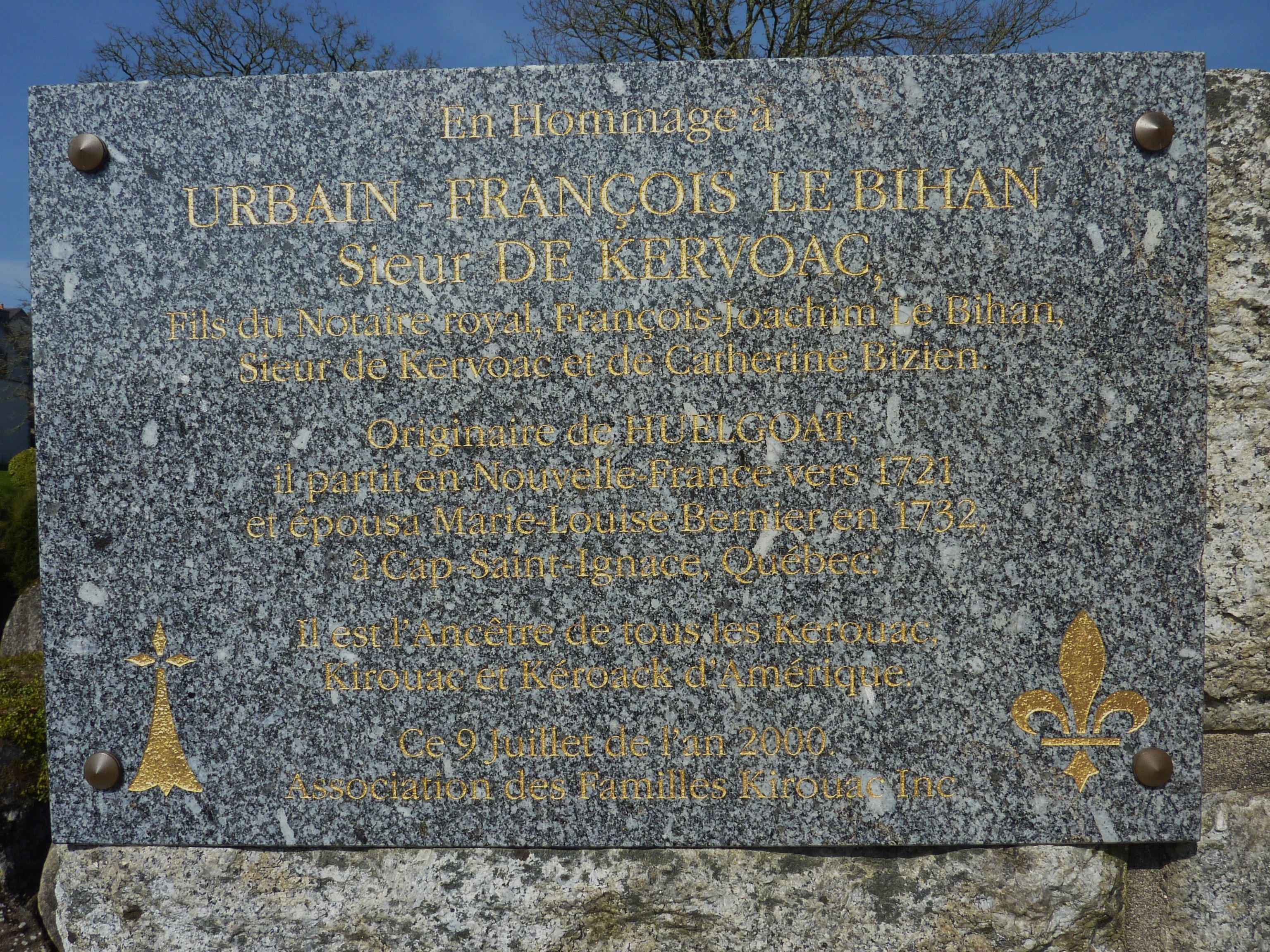
Plaque commémorative rappelant l'ascendance de Jack Kerouac.

- Jack Kerouac, écrivain américain dit de la 'Beat Generation', descendait d'un émigré de la région, Urbain-François Le Bihan de Kervoach, fils du notaire royal François-Joachim Le Bihan sieur de Kervoac, notaire royal à Huelgoat (1666-1727)[164], né à Huelgoat[165].
- Henri Pierre Ponthier de Chamaillard, né au Huelgoat en 1822, député du Finistère entre 1871 et 1876.
- Fernand Jacq (br)[166], né à Granville (Manche) en 1908, surnommé « le médecin des pauvres » avant la Seconde Guerre mondiale, membre du parti communiste, conseiller municipal d'Huelgoat à partir de 1935, fut un résistant actif, l'un des organisateurs des premiers réseaux F.T.P. (Francs-Tireurs et Partisans) dans le Finistère ; il fut arrêté le 3 juillet 1941, détenu à Châteaubriant au camp de Choisel et fusillé par les Allemands, en représailles de l'exécution à Nantes du Feldkommandant Hotz en 1941 par des résistants communistes, le 15 décembre 1941 à l'âge de 32 ans dans une clairière du bois de Blisière[167] à Juigné-des-Moutiers près de Châteaubriant. Militant de la langue bretonne, il dispensa, durant sa captivité, des cours de breton pour les autres otages du camp et mit en place une chorale bretonne. Le chant patriotique breton « Bro gozh » fut entonné par ses camarades otages, avec L'Internationale en breton, lors de son exécution.
- Alphonse Penven, originaire du village de Coatmocun, ancien député du Finistère, membre du Parti communiste, a été maire du Huelgoat de 1945 à 1983.

## Filmographie
Plusieurs films ont été tournés au Huelgoat. Parmi eux :
- La cité d'Is (1970) de Michel Subiela (la grotte d'Artus y est l'ermitage de saint Guénolé, la cabane du charbonnier aujourd'hui disparue le refuge de Ti-marc), la Mare aux Sangliers le lieu de rencontre entre Dahut et l'assemblée des druides ;
- Je suis le seigneur du château de Régis Wargnier, sorti en 1989.

## Littérature
Plusieurs ouvrages sont consacrés au Huelgoat. Parmi eux :
- Cinq diables verts à Huelgoat (2014) de Vincent Cabioch, roman policier publié aux éditions A. Bargain[168].